# Skalničková zahrada Hlubočepy

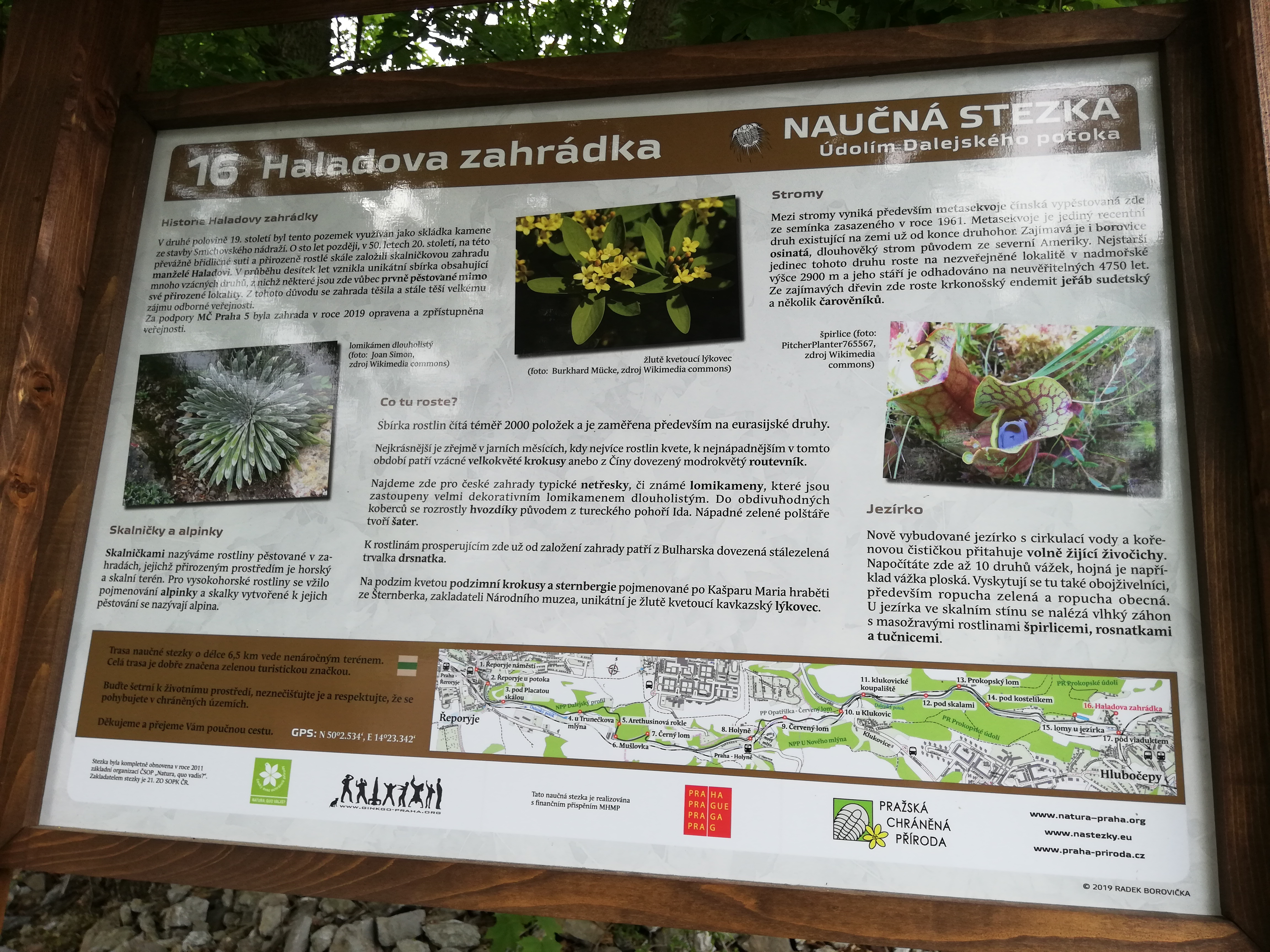
Informační tabule „Haladova zahrádka“ na NS „Údolím Dalejského potoka“

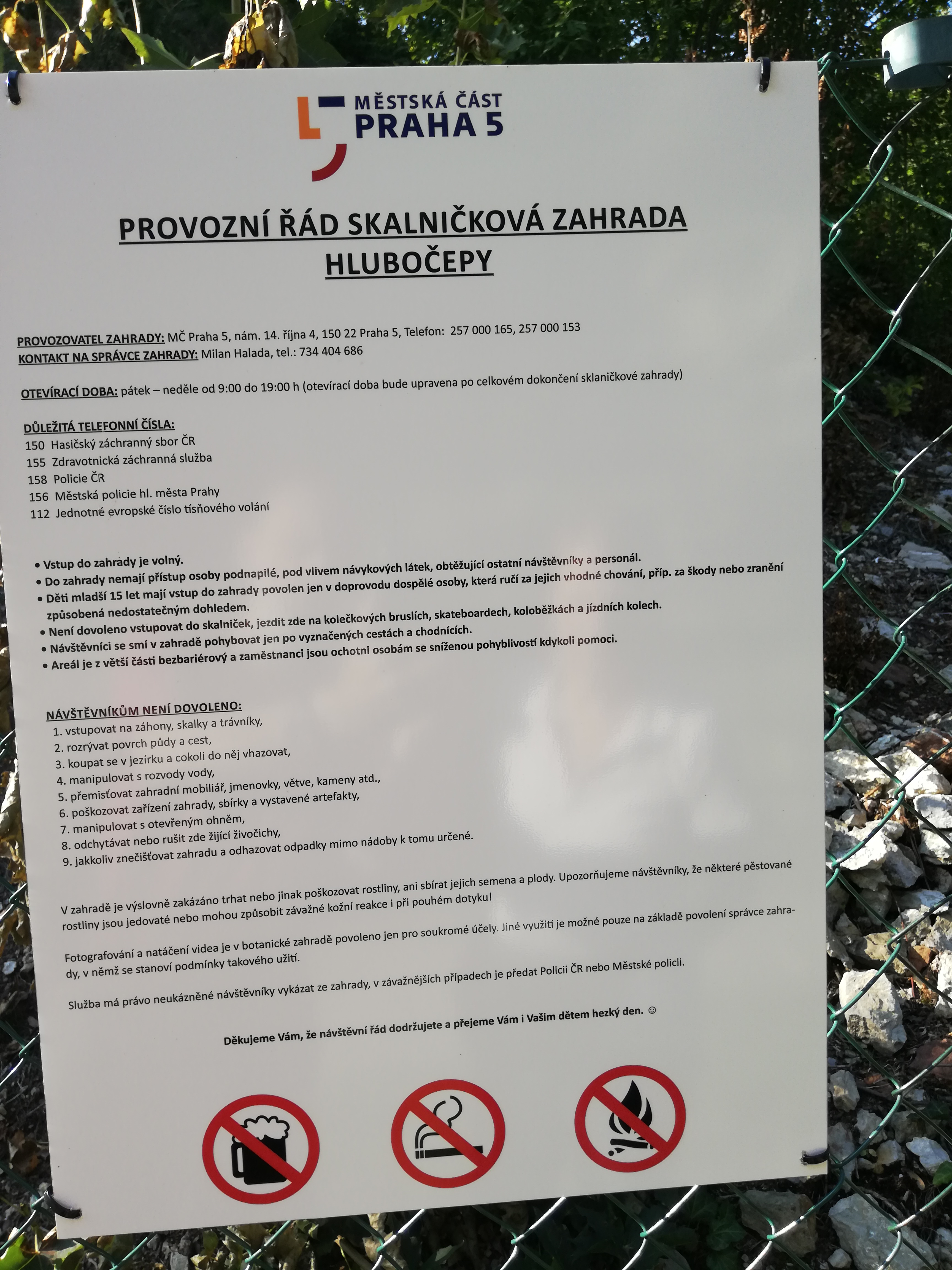
Provozní řád skalničkové zahrady v Hlubočepích

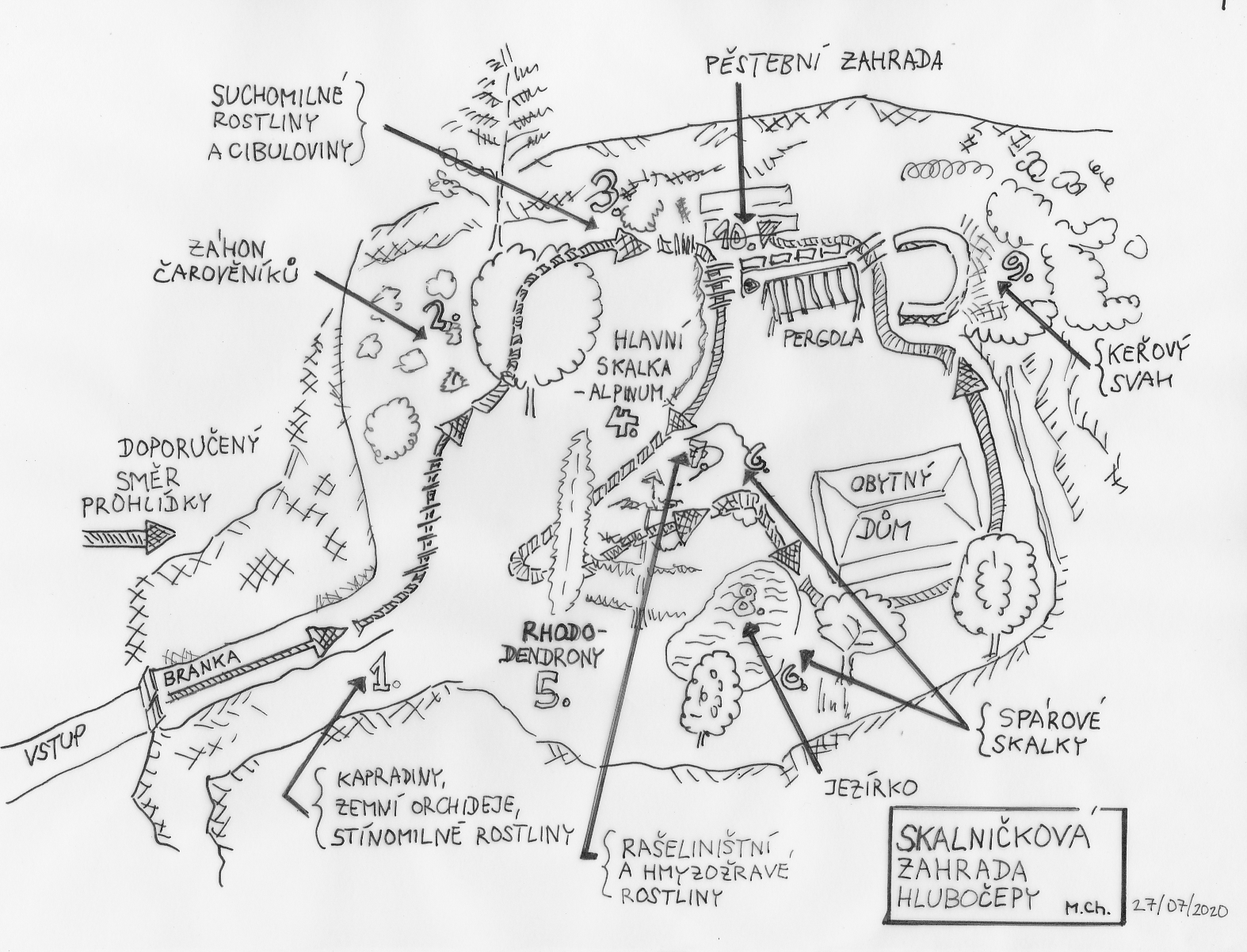
Orientační plánek skalničkové zahrady v Hlubočepích

Skalničková zahrada Hlubočepy je unikátní, veřejně přístupná botanická zahrada (a arboretum) s rozlohou cca 2 000 m² s více než 2 tisíci skalniček, alpínek a dalších dřevin. Byla založena v 50. letech 20. století manželi Haladovými v místě bývalého vápencového lomu na okraji Prokopského údolí, je průběžně udržována jejich synem Milanem Haladou a v roce 2019 byla revitalizována za finanční podpory Městské části Praha 5.

## Podrobněji

### Lokalizace
Poblíž křižovatky ulic „Na Placích“ a „K Dalejím“ v pražských Hlubočepích asi 70 metrů směrem „do kopce“ (na cyklotrase A122) v pravotočivé zátočině při pravém okraji asfaltové silnice „Na Placích“ se nachází branka s bytelnými železnými mřížovými vraty, jenž vedou do úzkého meziskalního průchodu. Tento asi 30 metrů dlouhý po obou stranách skalami lemovaný kamenitý koridor ústí do areálu bývalého vápencového lomu, kde byla vybudována unikátní botanická zahrada oficiálně nazývaná Skalničková zahrada Hlubočepy. Místo samo tvoří pro rostliny a dřeviny ideální, skalami uzavřený prostor, do značné míry krytý před okolním světem a přístupný jen zmíněnou vstupní bránou. Zahrada se nachází na adrese: „K Dalejím“, evidenční číslo 39, 152 00 Praha 5 – Hlubočepy< na pozemku svěřeném do péče Městské části Praha 5.
V areálu se nachází několik skalek, osazené stěny bývalého lomu, spárové skalky, dřeviny, vlhký záhon s masožravými rostlinami, a nově zbudované jezírko s cirkulací vody a kořenovou čističkou. Celkově zde roste kolem 2 000 unikátních skalniček, alpinek a dřevin. Z pohledu zeměpisného je zahrada zaměřena především na euroasijské druhy rostlin a dřevin.
Neoficiálně se o areálu této skalničkové zahrady na začátku/konci Prokopského údolí často hovoří jako o Haladově zahrádce, neboť se o její údržbu a rozvoj stará sběratel a cestovatel pan Milan Halada (ve zdrojích na internetu označován jako pan Halada mladší), který zde také bydlí. Skalničková zahrada v Hlubočepích je tak nazývána i na informační tabuli (zastavení číslo 16 „Haladova zahrádka“), která se nachází vpravo od vstupní mřížované brány před poněkud převislým asi 4 metry vysokým skalním masivem a která je součástí naučné stezky (NS) „Údolím Dalejského potoka“.

### Historie
Ve druhé polovině 19. století byl pozemek, kde se nachází skalničková zahrada Hlubočepy, využíván jako skládka kamene při stavbě Smíchovského nádraží. O sto let později (v 50. letech 20. století) na této převážně břidličné suti a přirozeně rostlé skále (v místě bývalého vápencového lomu) založili skalničkovou zahradu manželé Haladovi. Původně se zahrada nacházela na pozemku Magistrátu hlavní města Prahy. V roce 2016 ji hodlal odkoupit soukromý zájemce za účelem výstavby vily. Radnice Prahy 5 tomuto odkupu zabránila a pan Milan Halada obdržel dotaci na obnovu skalek jakož i celé zahrady. Revitalizovaná skalničková zahrada Hlubočepy byla slavnostně otevřena k návštěvám odborné a laické veřejnosti ve středu dne 8. května 2019.
V průběhu desítek let zde vznikla unikátní sbírka obsahující mnoho vzácných druhů. Některé z nich jsou zde vůbec prvně pěstované mimo své přirozené lokality. Mnoho rostlin dovezl pan Hlada starší sám (nebo jeho syn Milan Halada) nebo byly vypěstovány z dovezených semen.

### Orientace v zahradě
Pro snadnější orientaci návštěvníků a jejich bezpečný pohyb po vyznačených chodnících je celá zahrada rozdělena do několika očíslovaných stanovišť a veřejnosti je volně k dispozici tištěný barevný orientační plánek s doporučenou trasou průchodu zahradou (od stanoviště nižšího čísla ke stanovišti čísla následujícího). Jednotlivá stanoviště jsou v zahradě vybavena pevně zabudovanými barevnými orientačními popisnými tabulemi.  

Informační tabule v zahradě
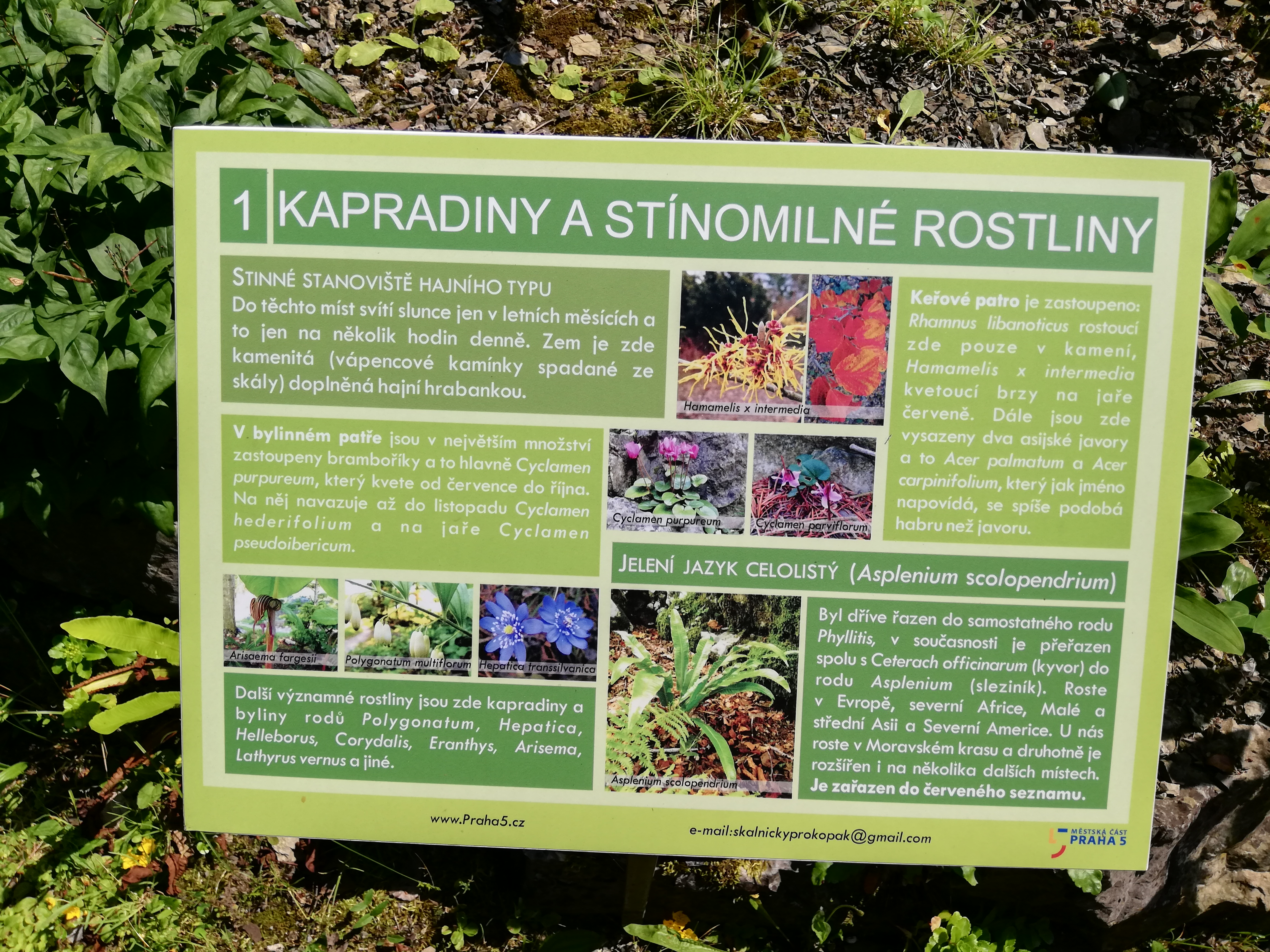
Stanoviště 1: Kapradiny a stínomilné rostliny
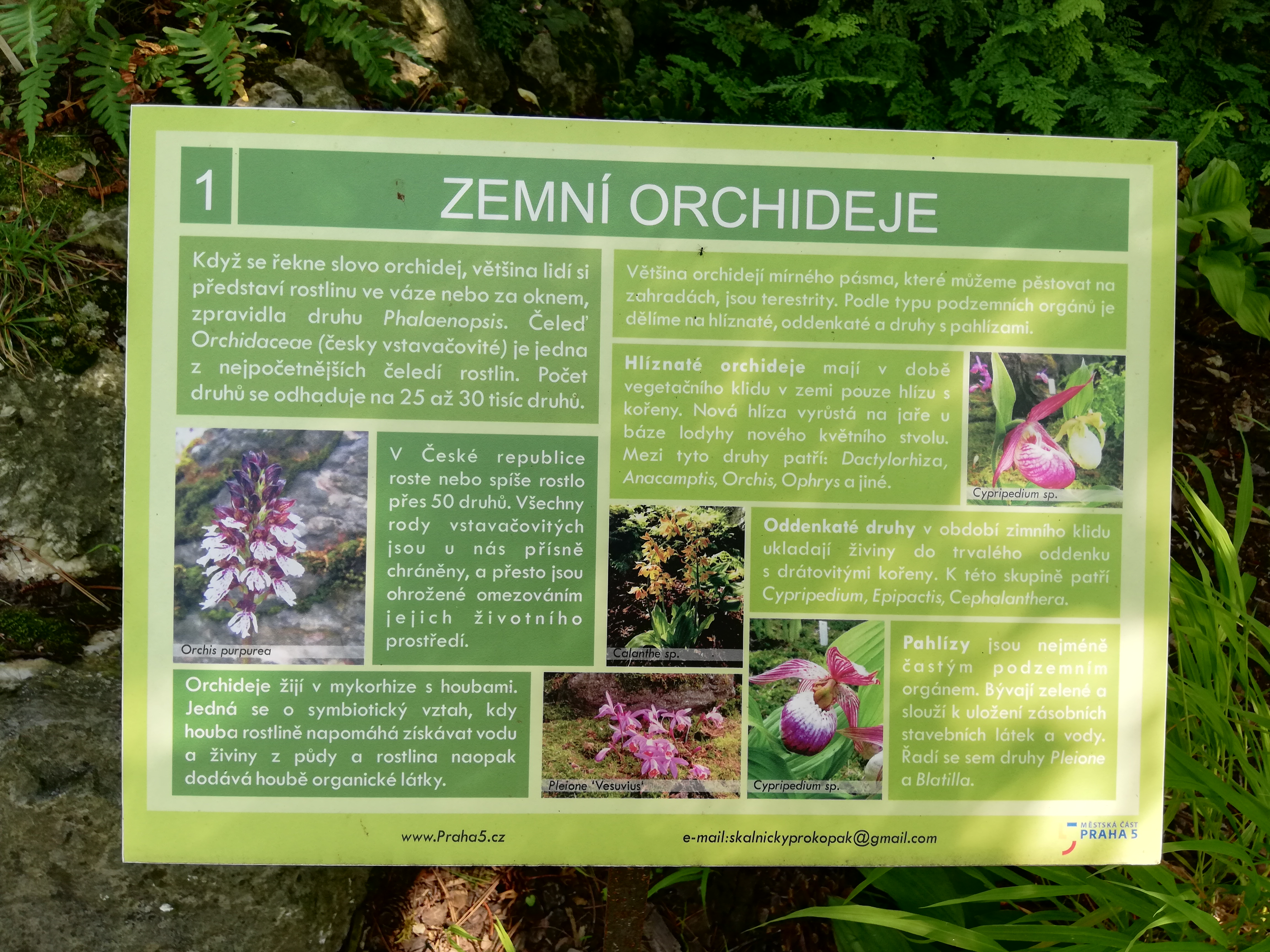
Stanoviště 1: Zemní orchideje
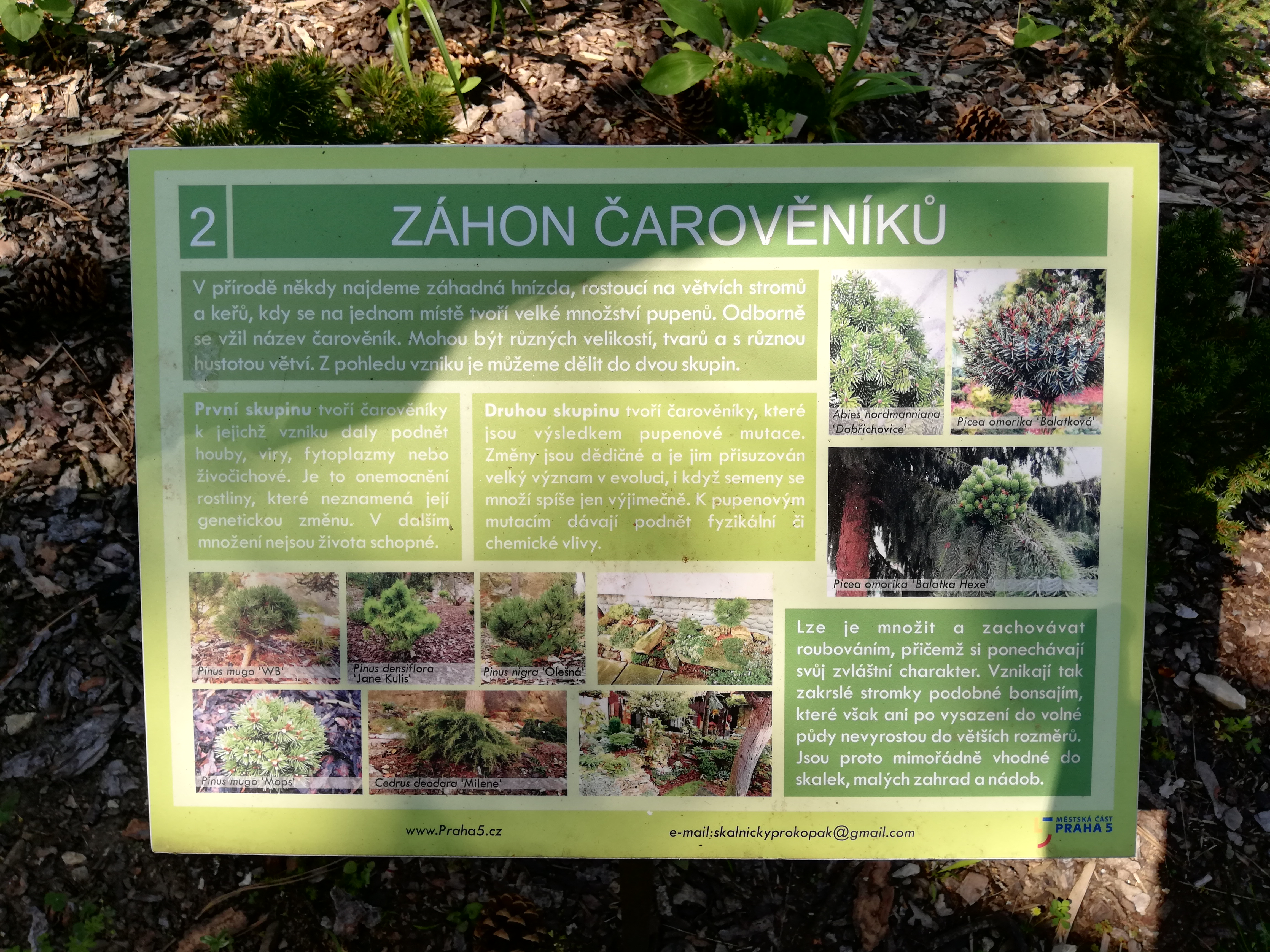
Stanoviště 2: Záhon čarověníků
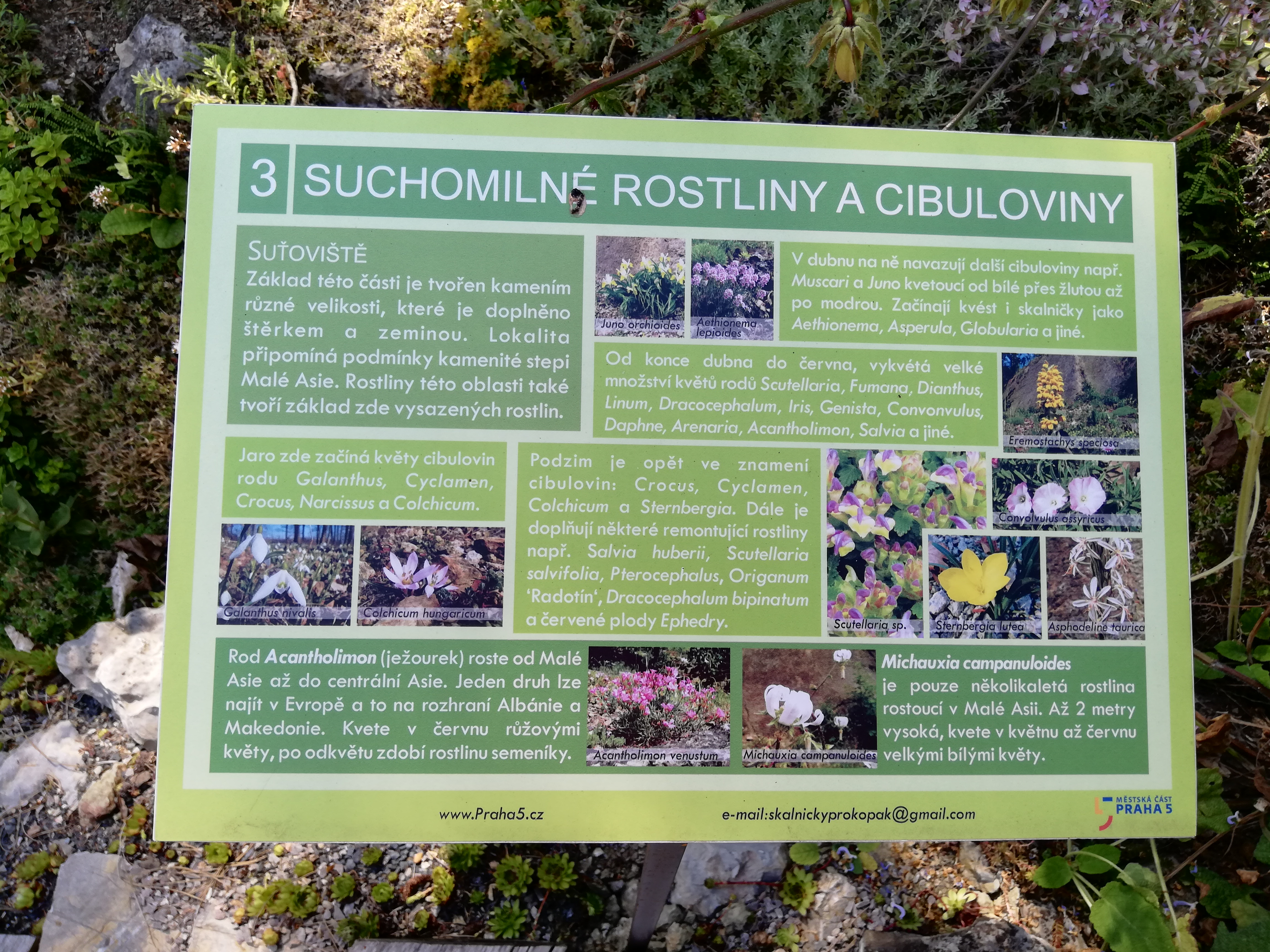
Stanoviště 3: Suchomilné rostliny a cibuloviny
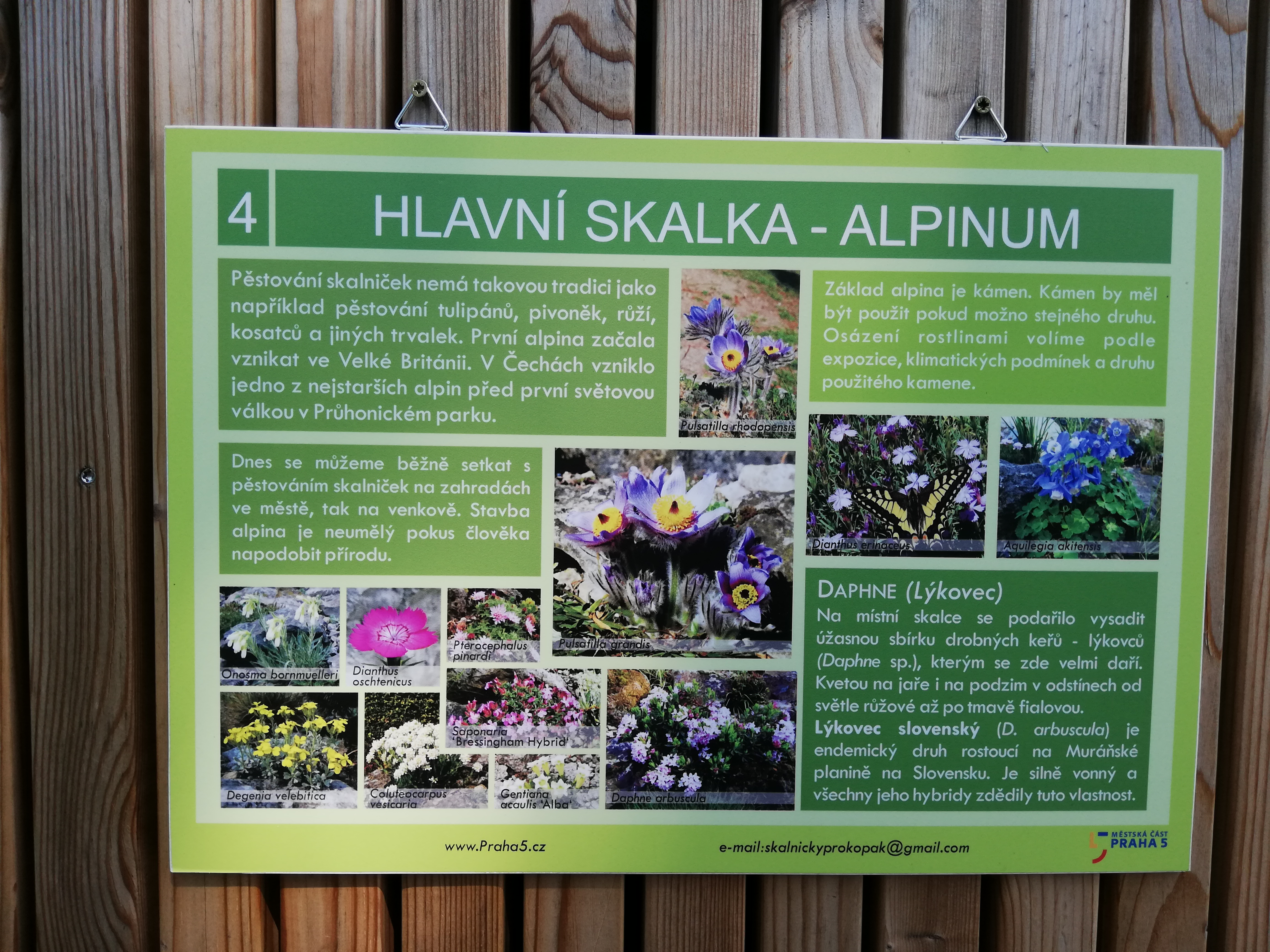
Stanoviště 4: Hlavní skalka – alpinum
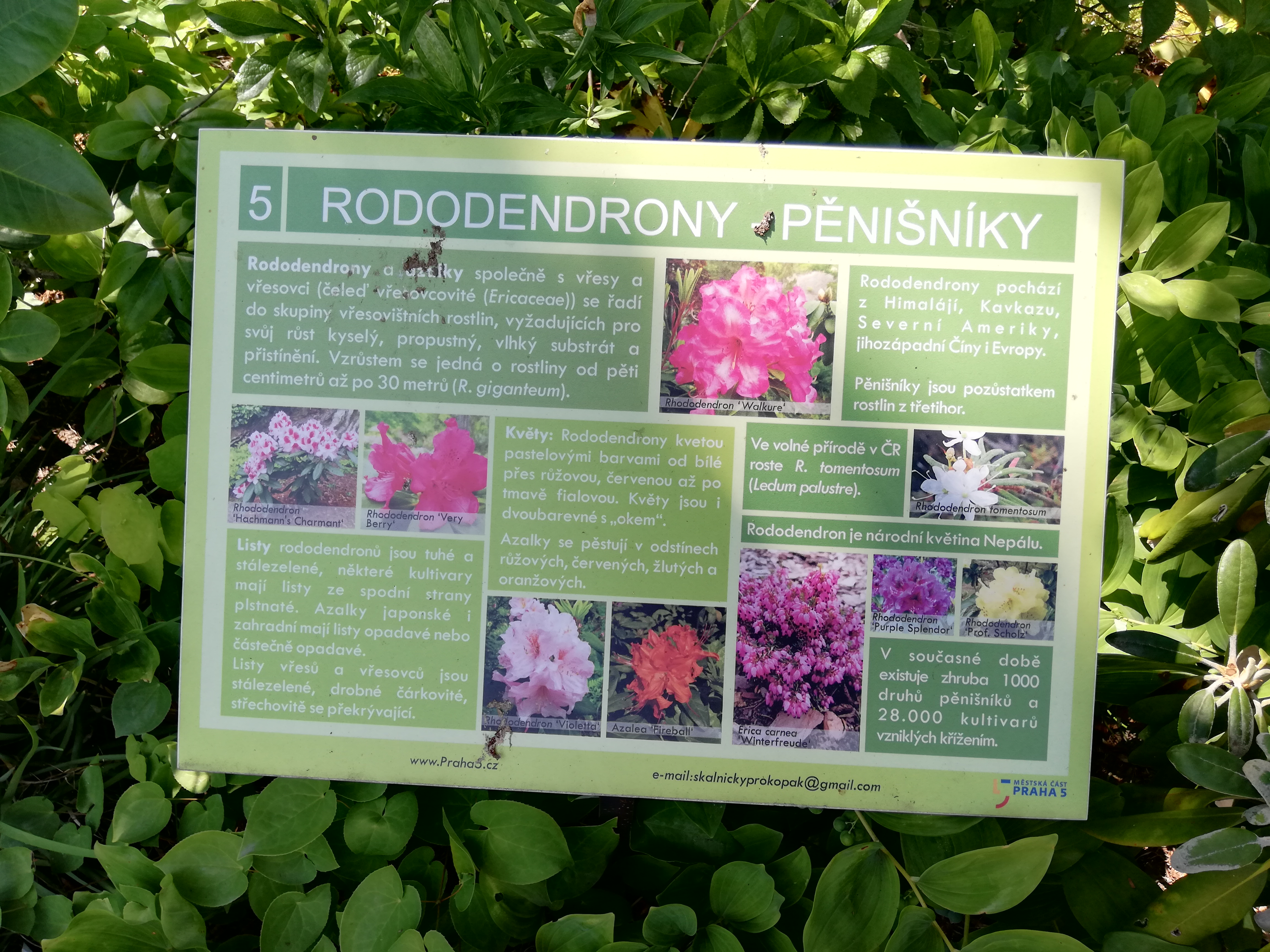
Stanoviště 5: Rododendrony – pěnišníky
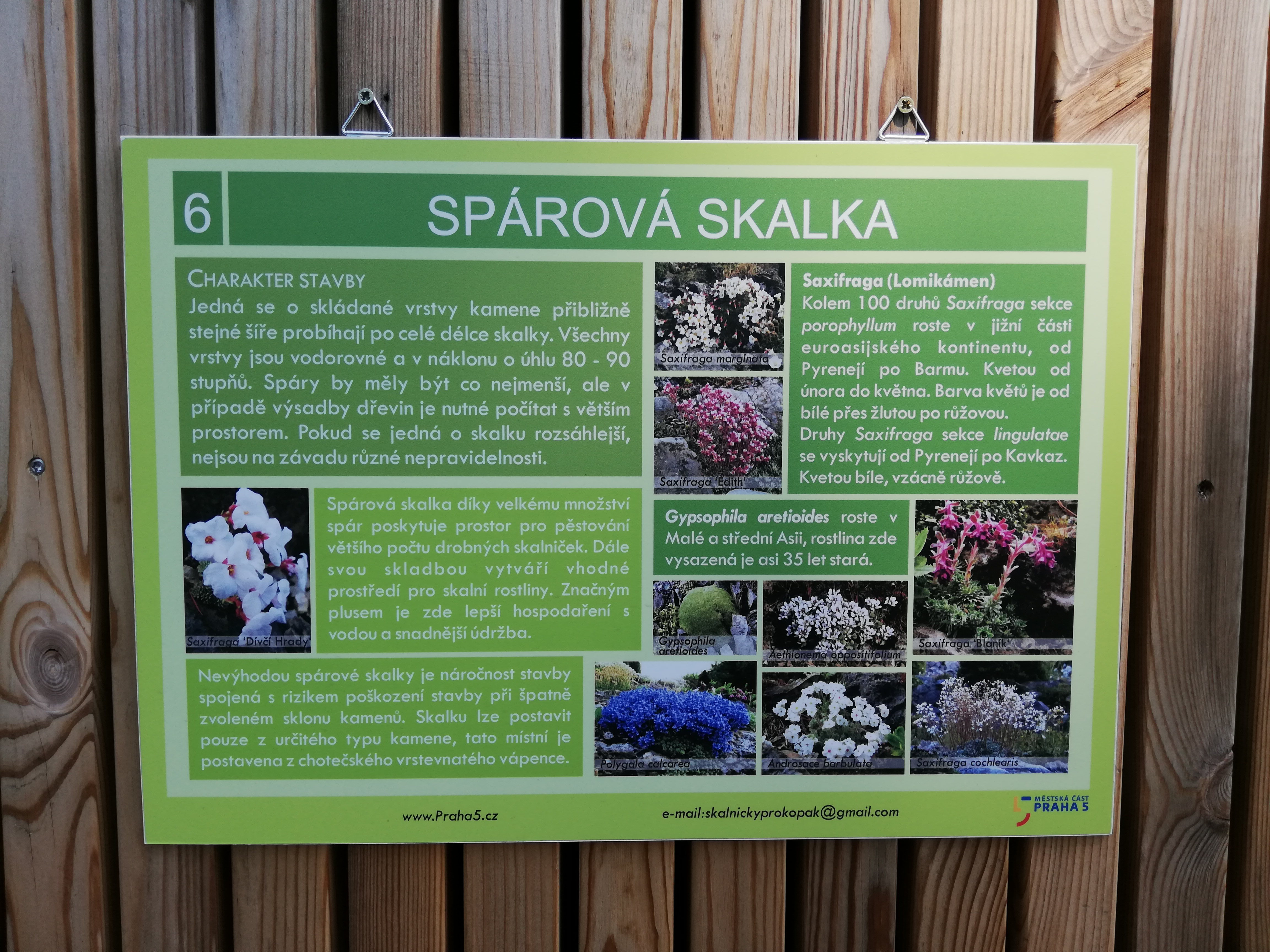
Stanoviště 6: Spárová skalka
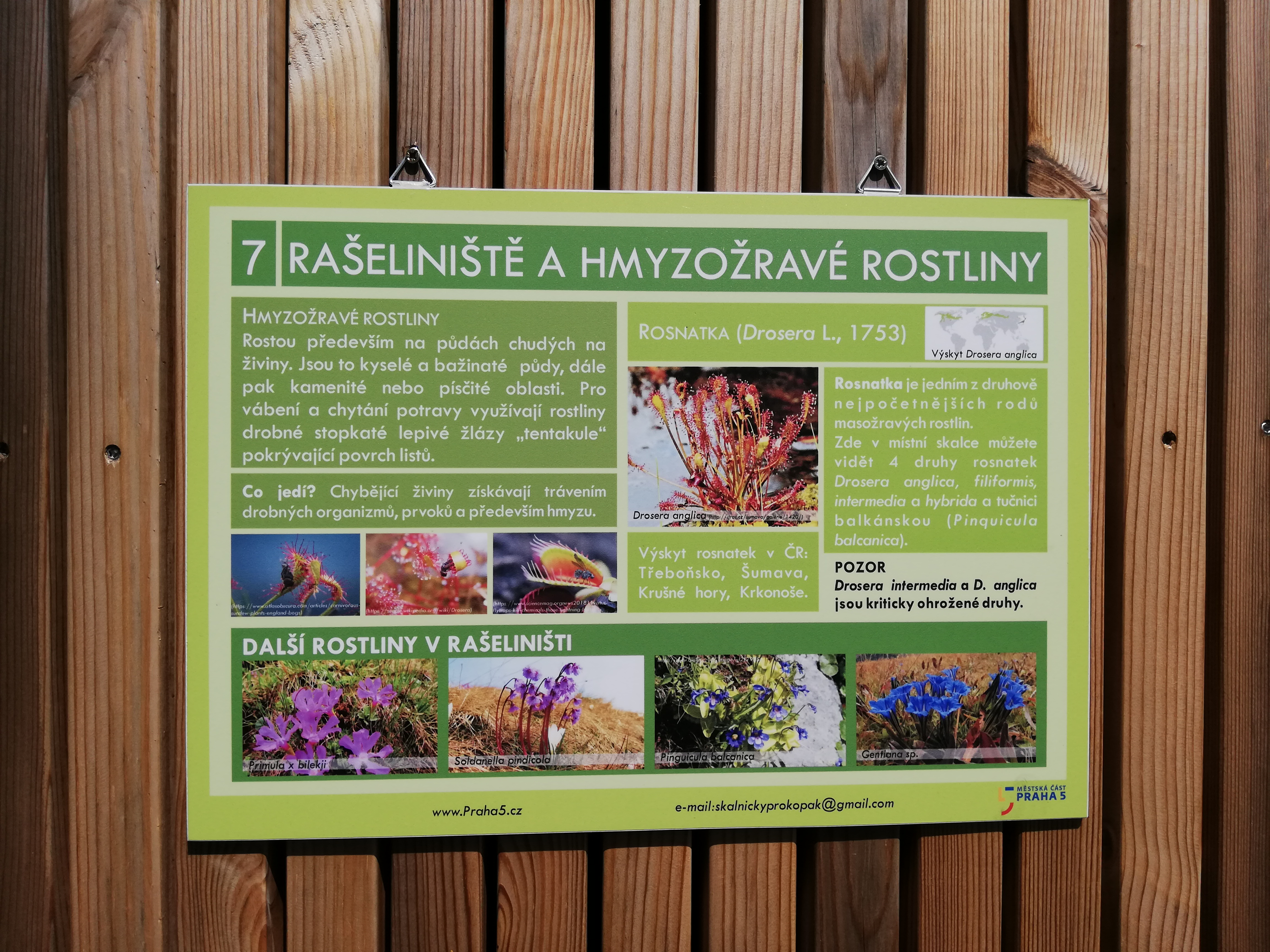
Stanoviště 7: Rašeliniště a hmyzožravé rostliny
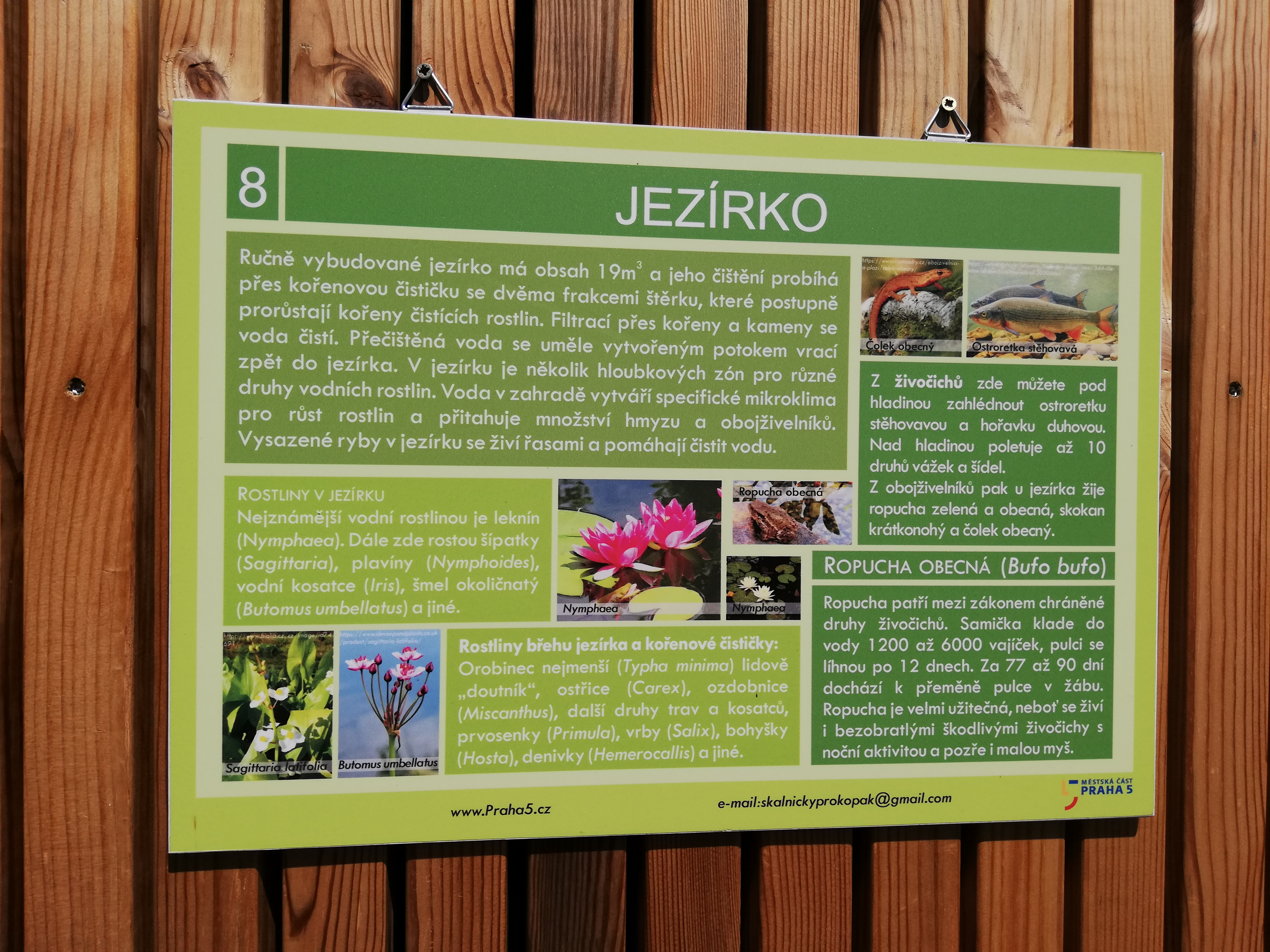
Stanoviště 8: Jezírko

#### Stanoviště číslo 1 – Kapradiny, zemní orchideje a stínomilné rostliny
- Kapradiny a stínomilné rostliny[1] jsou vysazeny na stinném stanovišti hajního typu, kde je zem tvořena vápencovými kamínky (kamínková drť odvětraná ze skály) a hajní hrabankou. Slunce do těchto míst svíti jen v letních měsících a to pouze po dobu několika hodin denně.[7]
- Zemní orchideje[1] – čeleď vstavačovité (Orchidaceae); všechny rody vstavačovitých rostoucí v České republice jsou zákonem přísně chráněny. Orchideje žijí v symbiotickém soužití hub s kořeny (Mykorhiza). Houba rostlině napomáhá získávat vodu a živiny z půdy a rostlina dodává na oplátku houbě organické látky. Většina orchidejí mírného pásma jsou pozemní druhy (terestrity), které zakořeňují mělce do vrstev spadaného listí v lesích. Podle typu podzemních rostlinných orgánů se tyto zemní orchideje dělí na hlíznaté, oddenkaté a druhy s pahlízami.[8]
- Hlíznaté orchideje mají v době vegetačního klidu v zemi jen hlízu s kořeny. Na jaře vyrůstá nová hlíza u báze lodyhy nového květního stvolu.[8]
- Oddenkaté druhy orchidejí ukládají před zimou živiny do trvalého oddenku s drátovými kořeny.[8]
- Druhy orchidejí s pahlízami nejsou příliš časté. Pahlízy jsou zelené a slouží k ukládání zásobních stavebních látek a vody.[8]

Ukázky vegetace stanoviště číslo 1 (ilustrační fotografie)
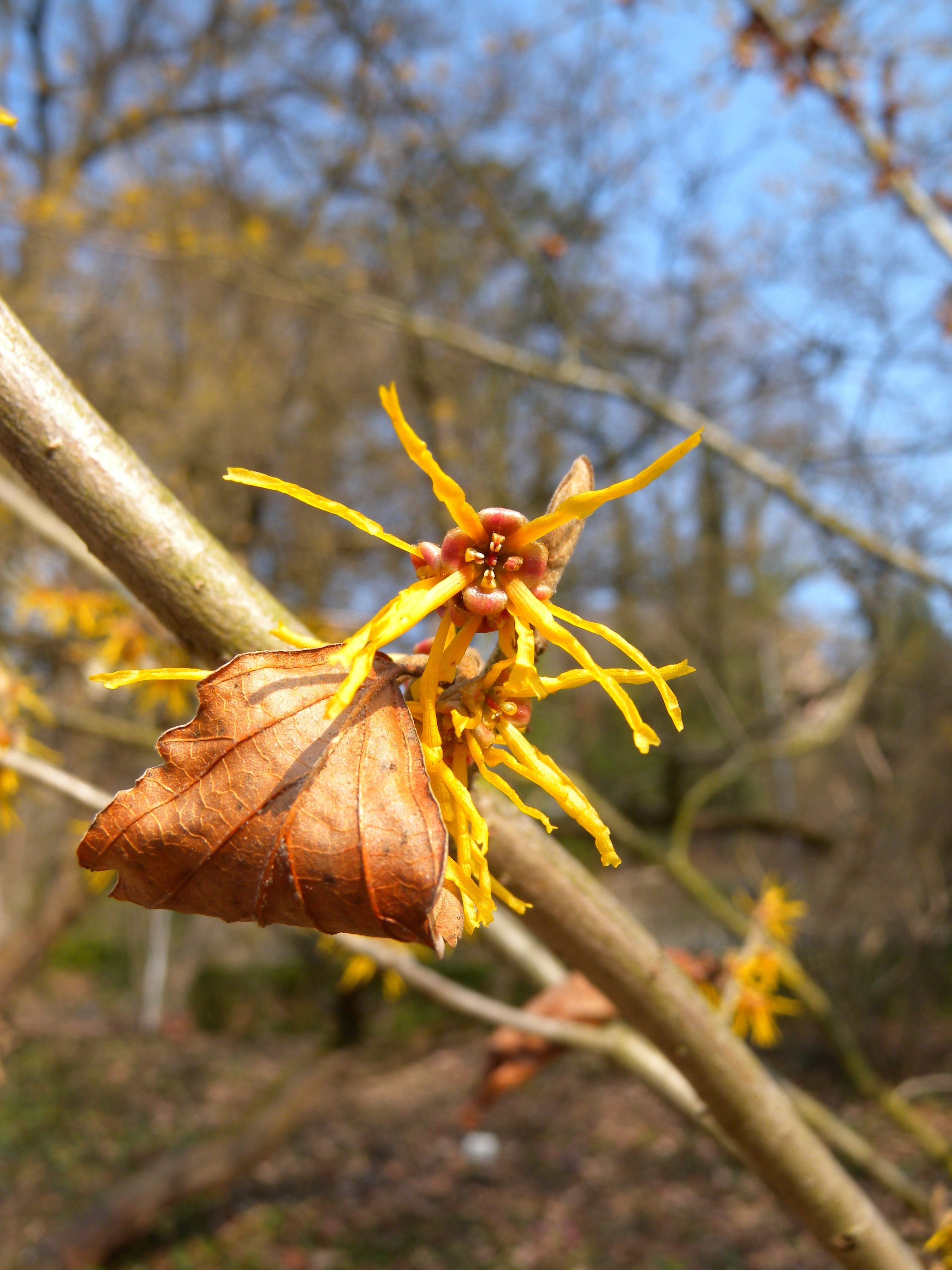
Vilín prostřední (Hamamelis × intermedia)
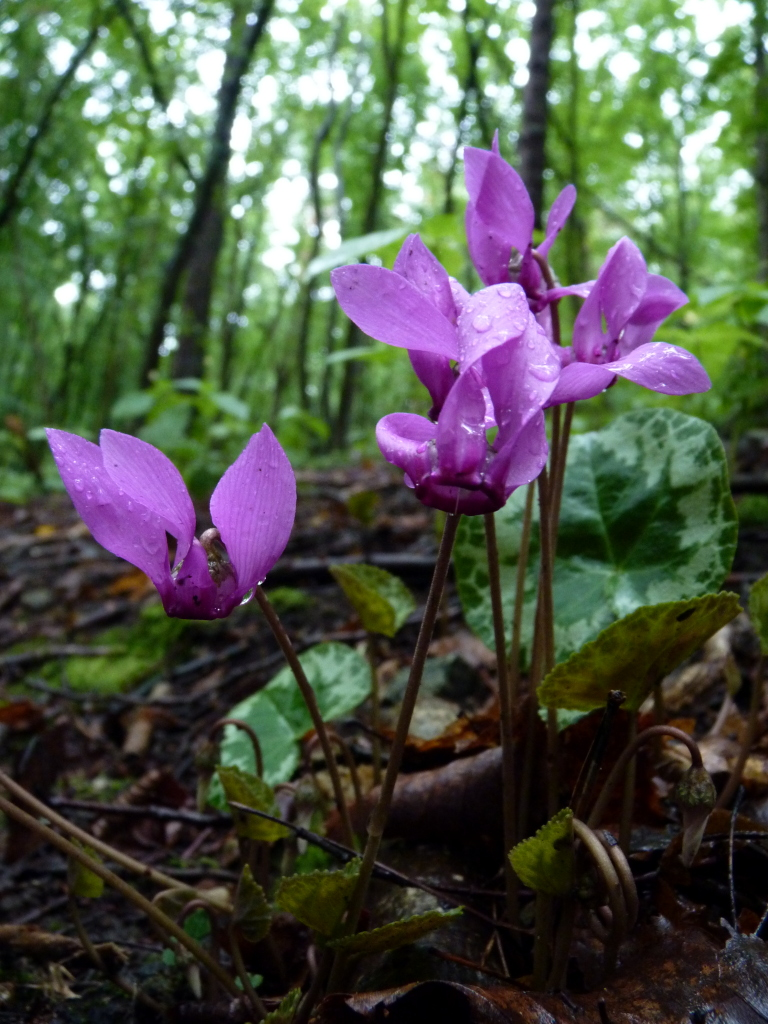
Brambořík nachový (Cyclamen purpurascens)
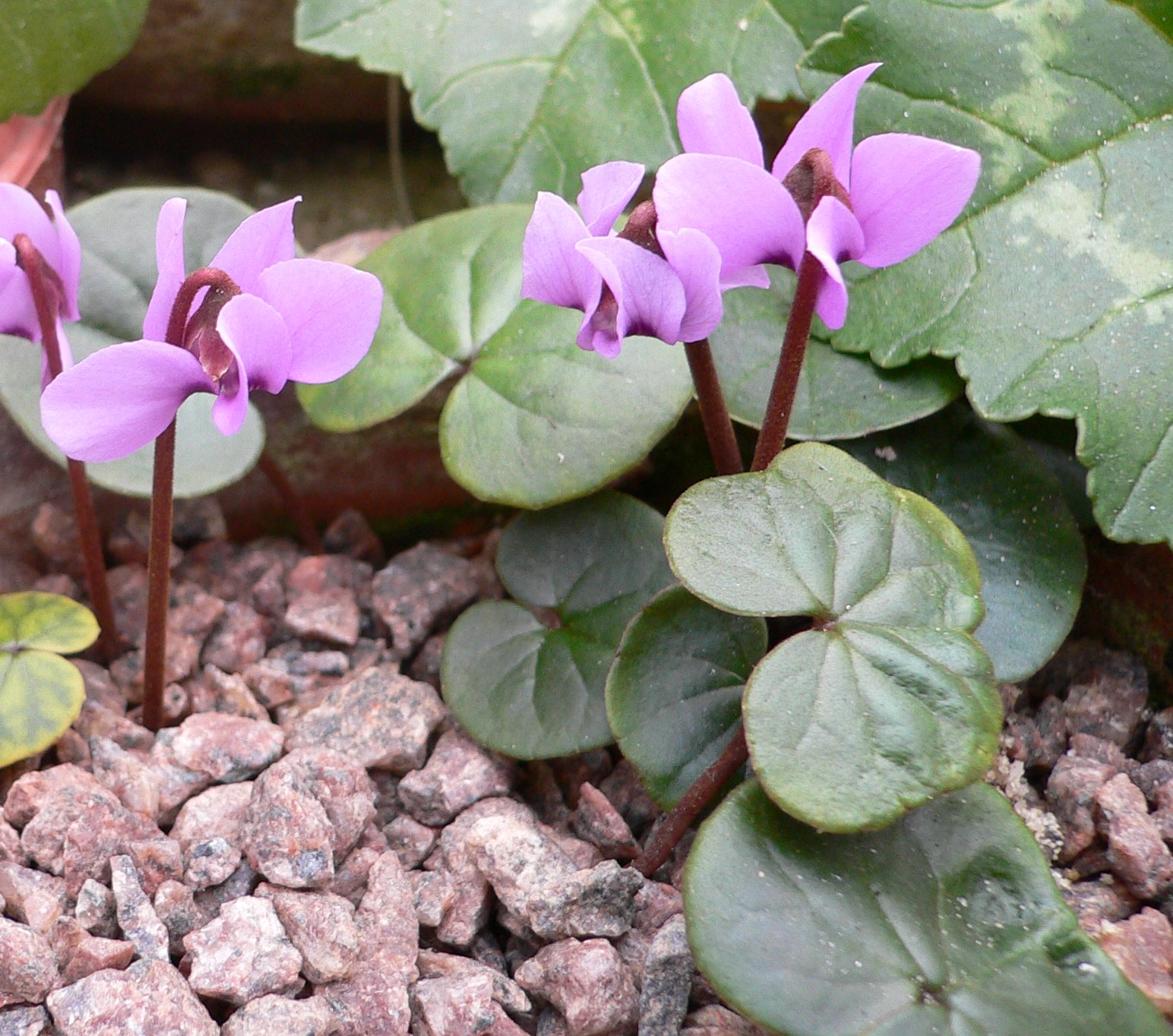
Cyclamen parviflorum
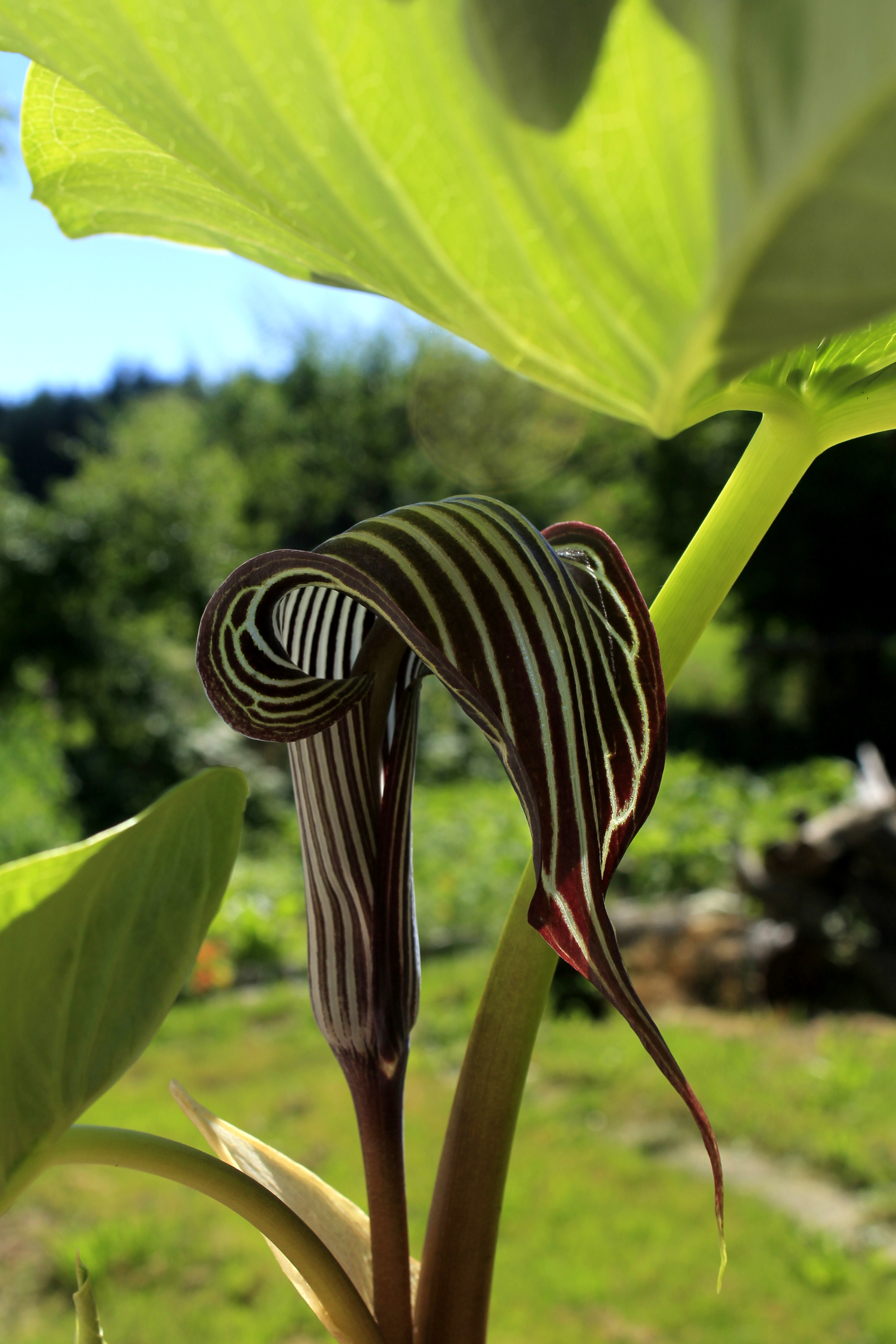
Arisaema fargesii
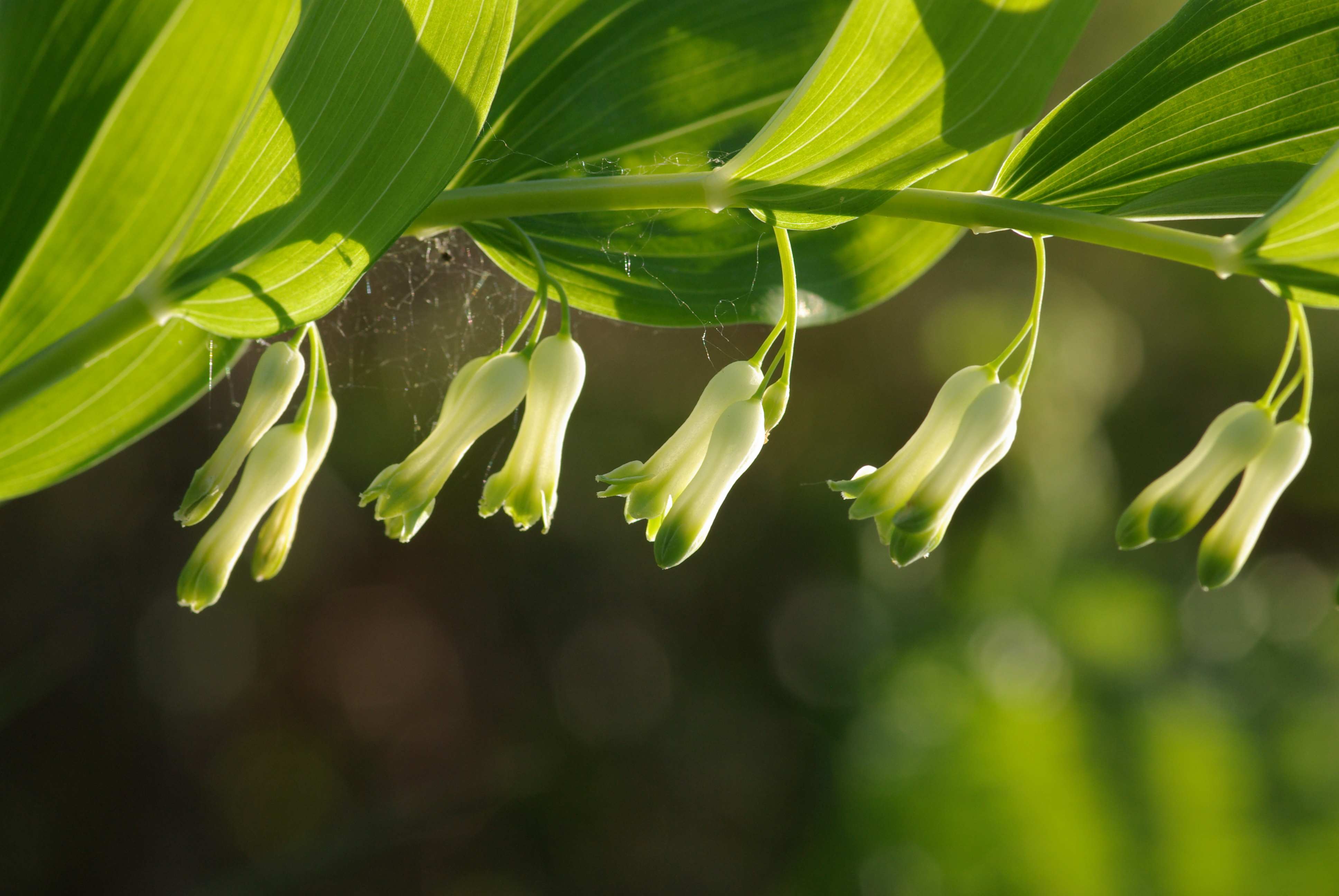
Kokořík mnohokvětý (Polygonatum multiflorum)
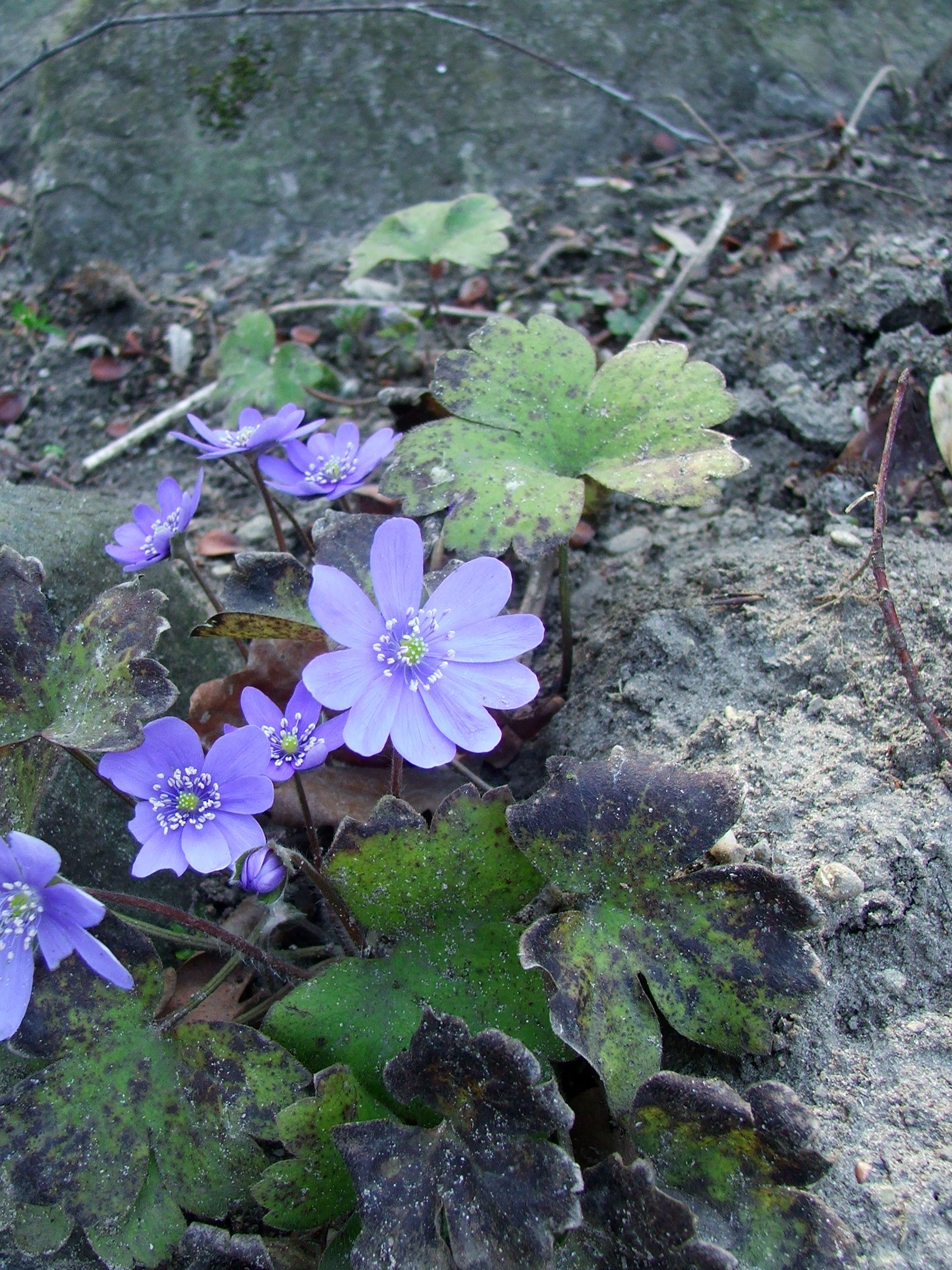
Jaterník sedmihradský (Hepatica transsilvanica)
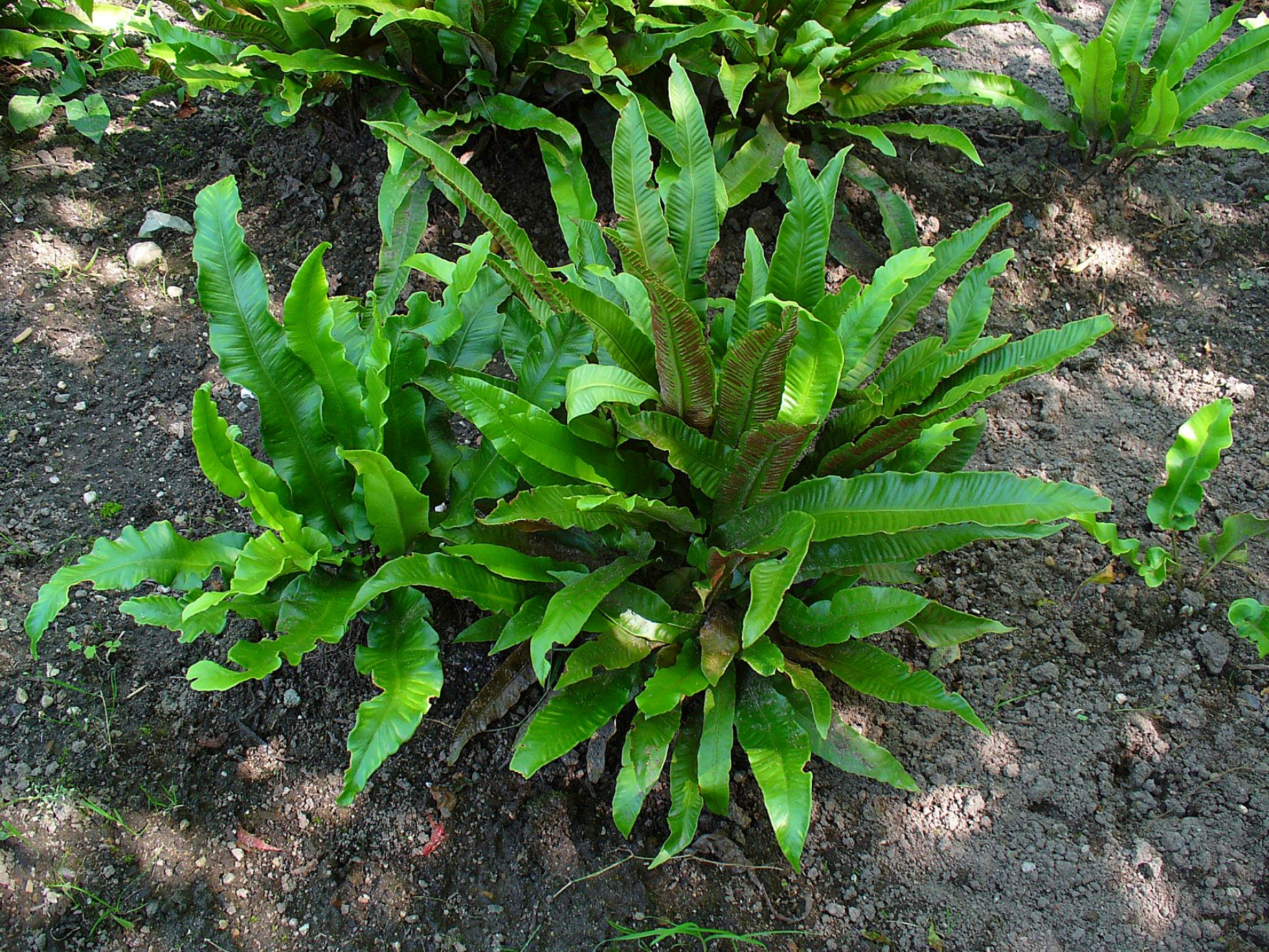
Jelení jazyk celolistý (Asplenium scolopendrium)
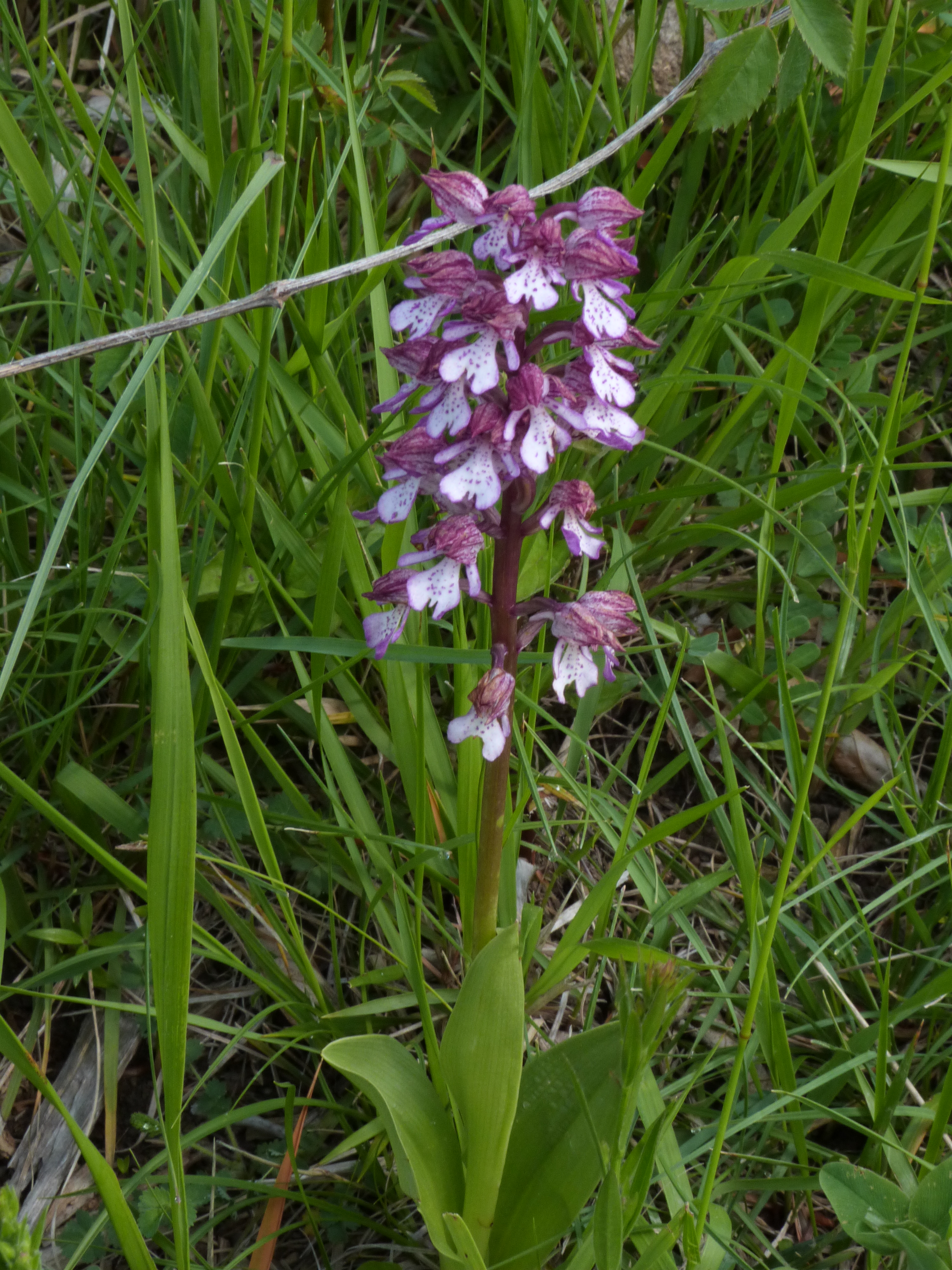
Vstavač nachový (Orchis purpurea)

#### Stanoviště číslo 2 – Záhon čarověníků

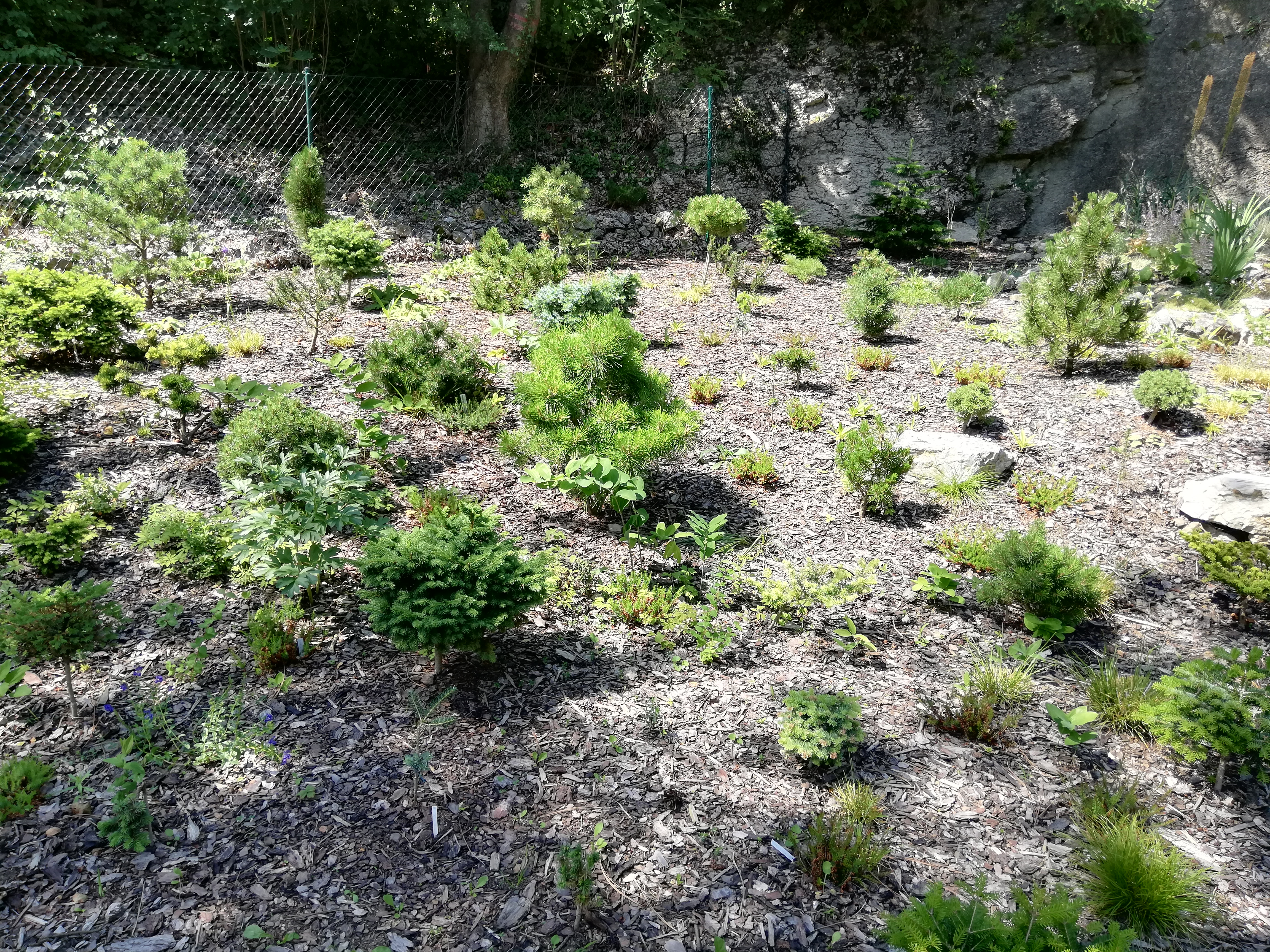
Pohled na záhon čarověníků (stanoviště č. 2)

- „Hnízdo“ rostoucí ve větvích stromu nebo na keři v oblasti, kde se na jednom místě tvoří velké množství pupenů se nazývá čarověník. Takovýto hnízdu podobný útvar může mít různou hustotu větví, různou velikost větví i různý tvar větví. Dle vzniku se čarověníky rozdělují do dvou skupin.[9]
- „Negenetický“ čarověník jako onemocnění hostující rostliny vlivem houby, virů nebo fytoplazmy (specializovaná bakterie, která je obligátním parazitem ve vodivém pletivu rostlin a je přenášena hmyzem nebo působením živočichů). Takovéto čarověníky nejsou v dalším množení životaschopné.[9]
- Vlastnosti „pupenově mutovaného“ čarověníku (mutace nastaly na základě fyzikálního podnětu nebo díky chemickému vlivu) jsou naproti tomu dědičné, jsou významné pro evoluci i navzdory faktu, že se semeny množí takovéto čarověníky jen výjimečně, ale lze je úspěšně množit roubováním při současném zachování jejich zvláštního charakteru. Ve finále tak vznikají bonsajím podobné malé zakrslé stromky. Ty si zachovávají svůj malý tvar a vzrůst i po vysazení do volné půdy v přírodě, takže jsou mimořádně vhodné do skalek, nádob nebo do malých zahrad.[9]
- Záhon čarověníků ve skalničkové zahradě Hlubočepy je tvořen vesměs roubovanými koniferami, jež jsou výsledkem pupenové mutace na matečné rostlině.[1]

#### Stanoviště číslo 3 – Suchomilné rostliny a cibuloviny

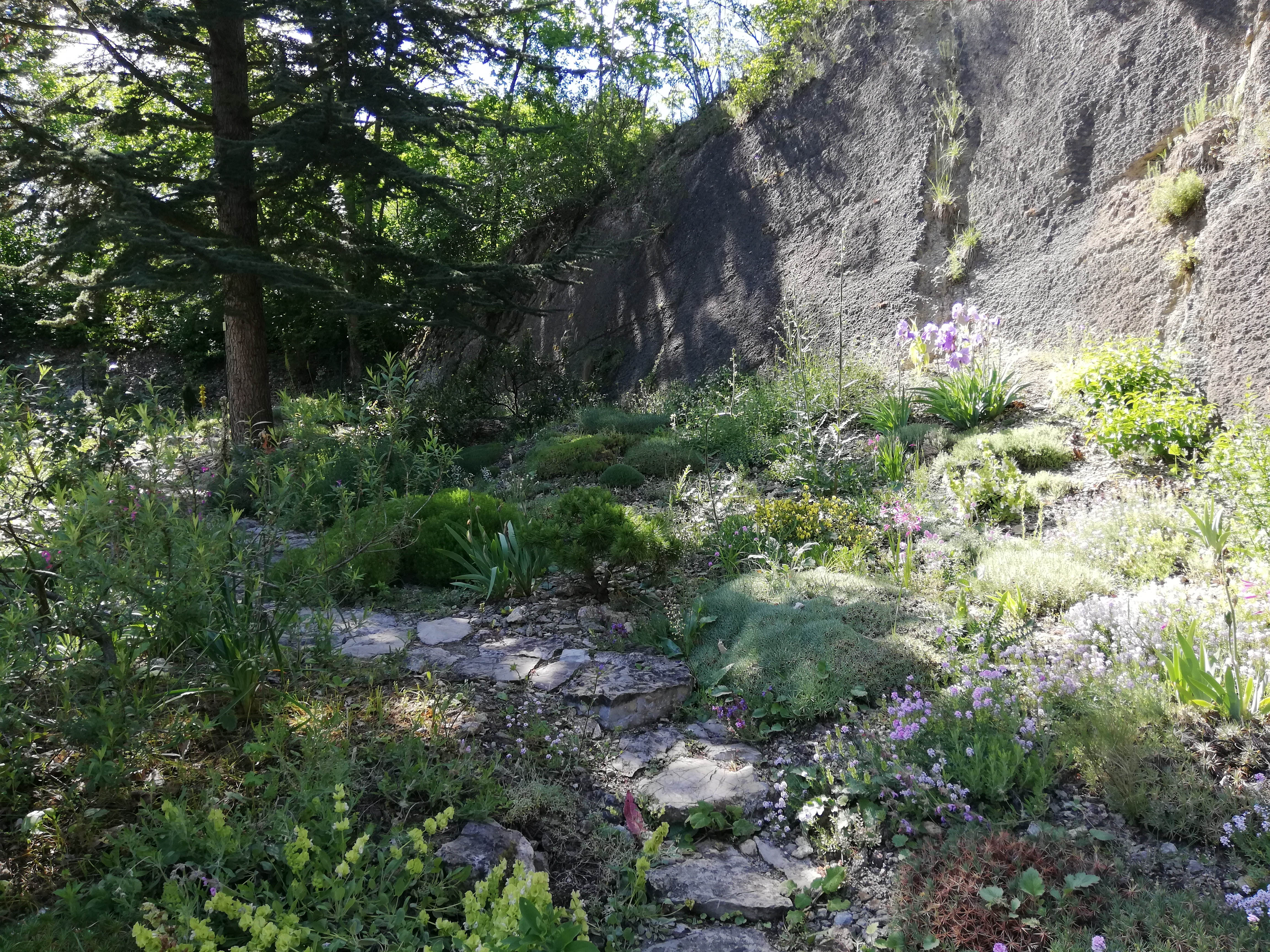
Pohled na suchomilné rostliny a cibuloviny (stanoviště č. 3)

- Základem této části zahrady je „umělé“ suťoviště tvořené kamením různé velikosti, jenž je doplněno štěrkem a zeminou, tak aby lokalita připomínala půdní podmínky kamenité stepi v Malé Asii. Většina zde vysazených rostlin jsou právě druhy původem z Malé Asie.[10] Suchmilné rostliny a cibuloviny, které se na tomto stanovišti nacházejí, kvetou vesměs po celý rok.[1]

Ukázky vegetace stanoviště číslo 3 (ilustrační fotografie)
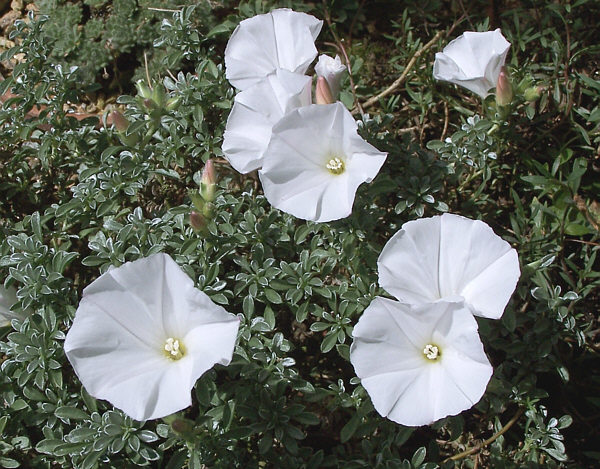
Svlačec; (Convolvulus assyricus)
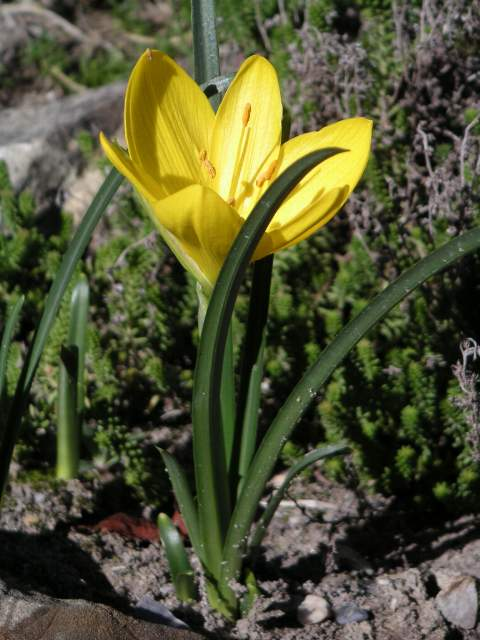
Lužanka; (Sternbergia lutea)
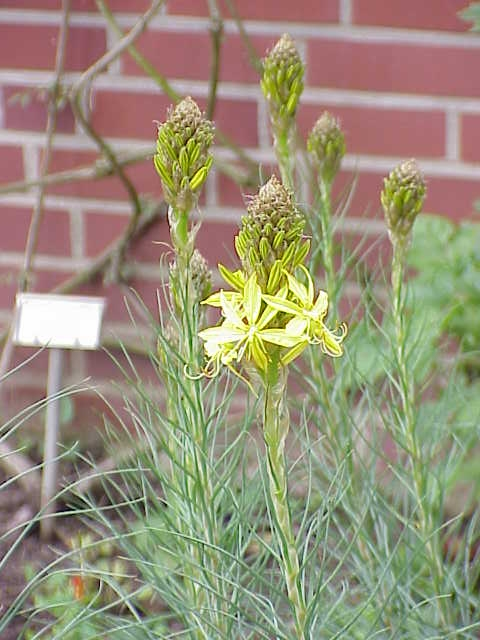
Asphedoline taurica
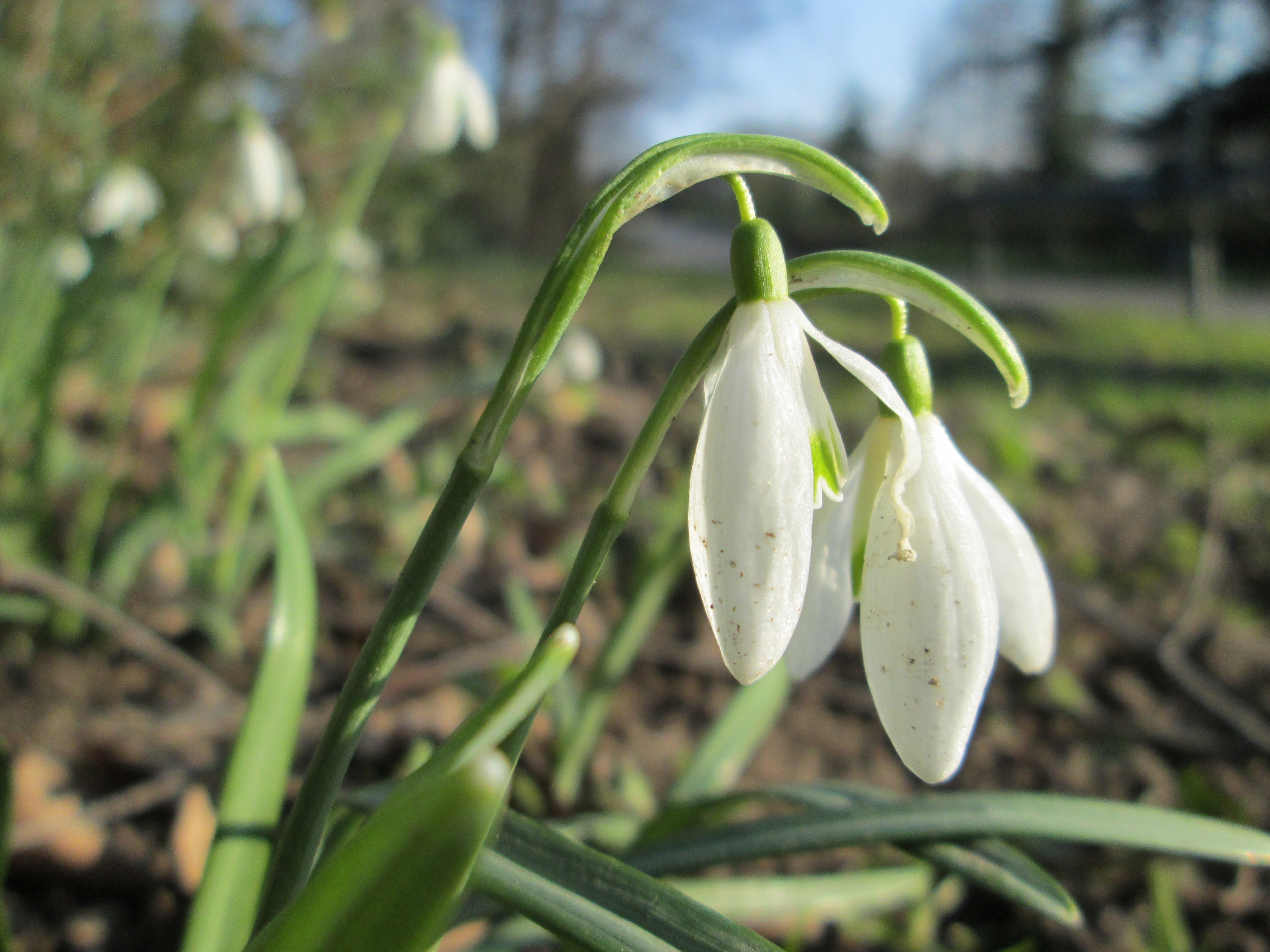
Sněženka podsněžník (Galanthus nivalis)
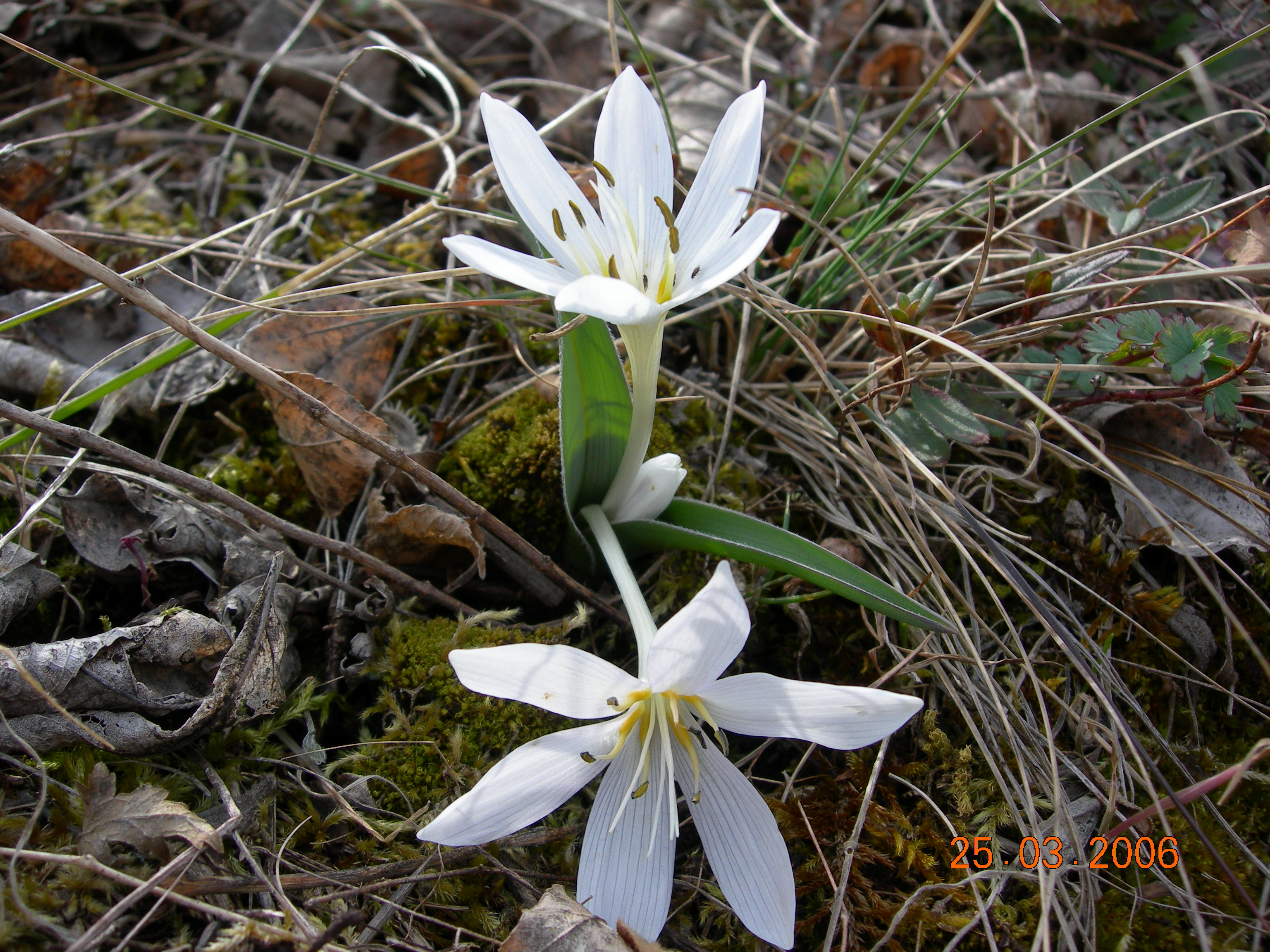
Ocún; (Colchicum hungaricum)
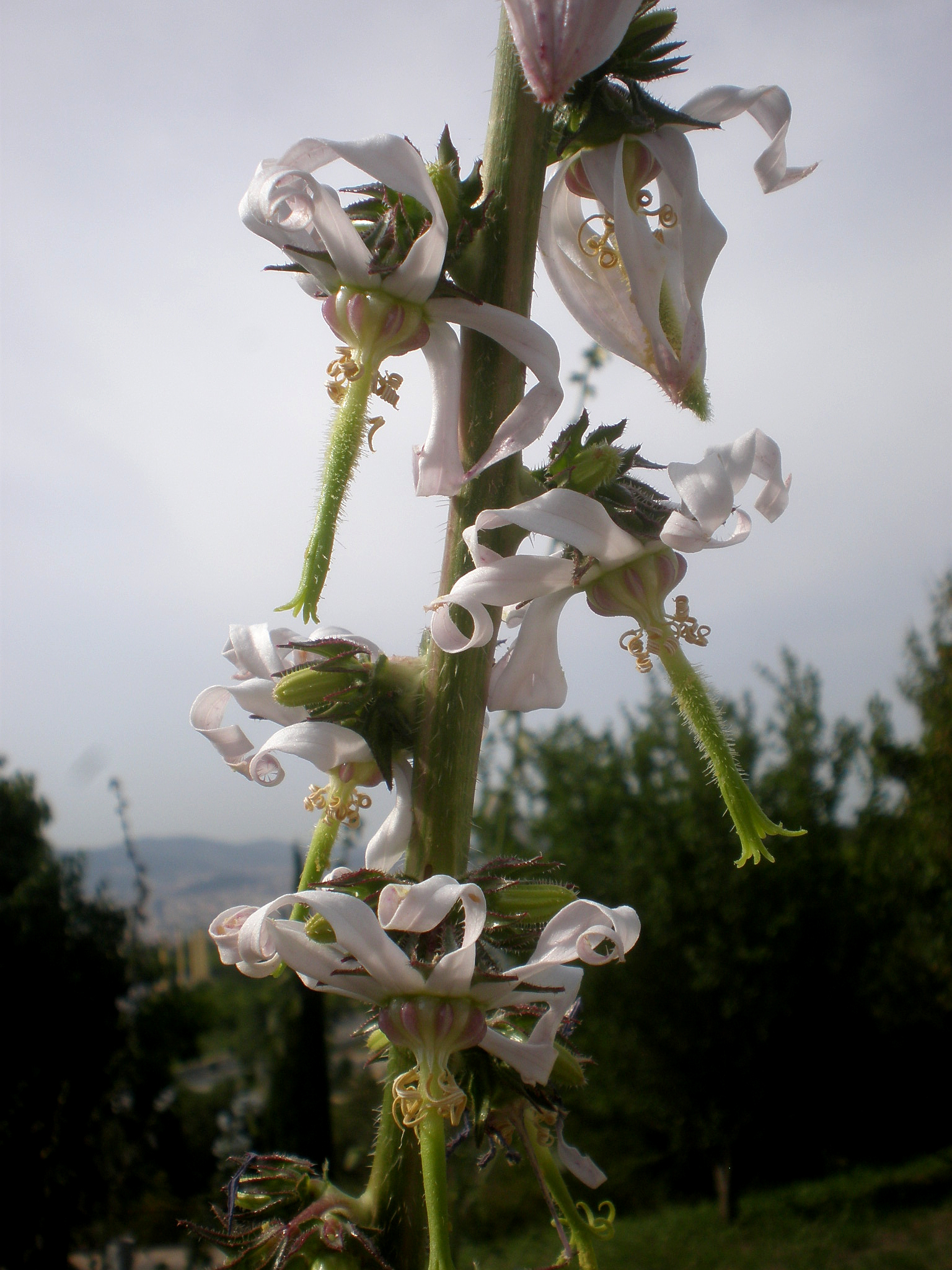
Michauxia capmanuloides

#### Stanoviště číslo 4 – Hlavní skalka (alpinum)
- Převážná část na zahradě rostoucích alpinek, které kvetou dle vegetačních podmínek, je soustředěna zde – na hlavní skalce (alpinum).[1]
- Základními stavebními prvky každého alpina (první z nich začaly vznikat ve Velké Británii, v Československu pak nejstarší alpinum bylo vytvořeno už před první světovou válkou a to v Průhonickém parku) jsou kameny, pokud možno stejného druhu. Rostliny do alpina se pak volí nejen podle druhu použitého kamene, ale i podle klimatických podmínek (teplota a vlhkost) v místě alpina a dle jeho lokální světelné (sluneční) terénní expozice.[11]

Ukázky vegetace stanoviště číslo 4 (ilustrační fotografie)
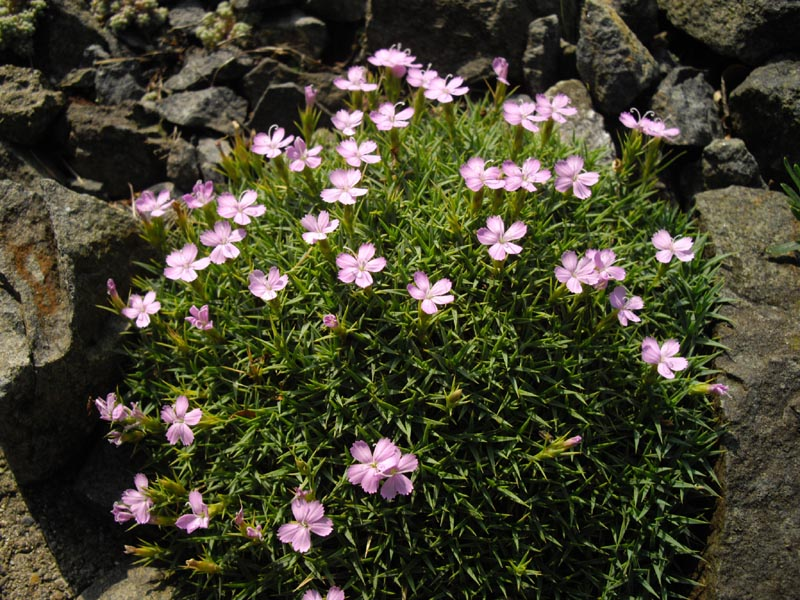
Hvozdík pichlavý (Dianthus erinaceus)
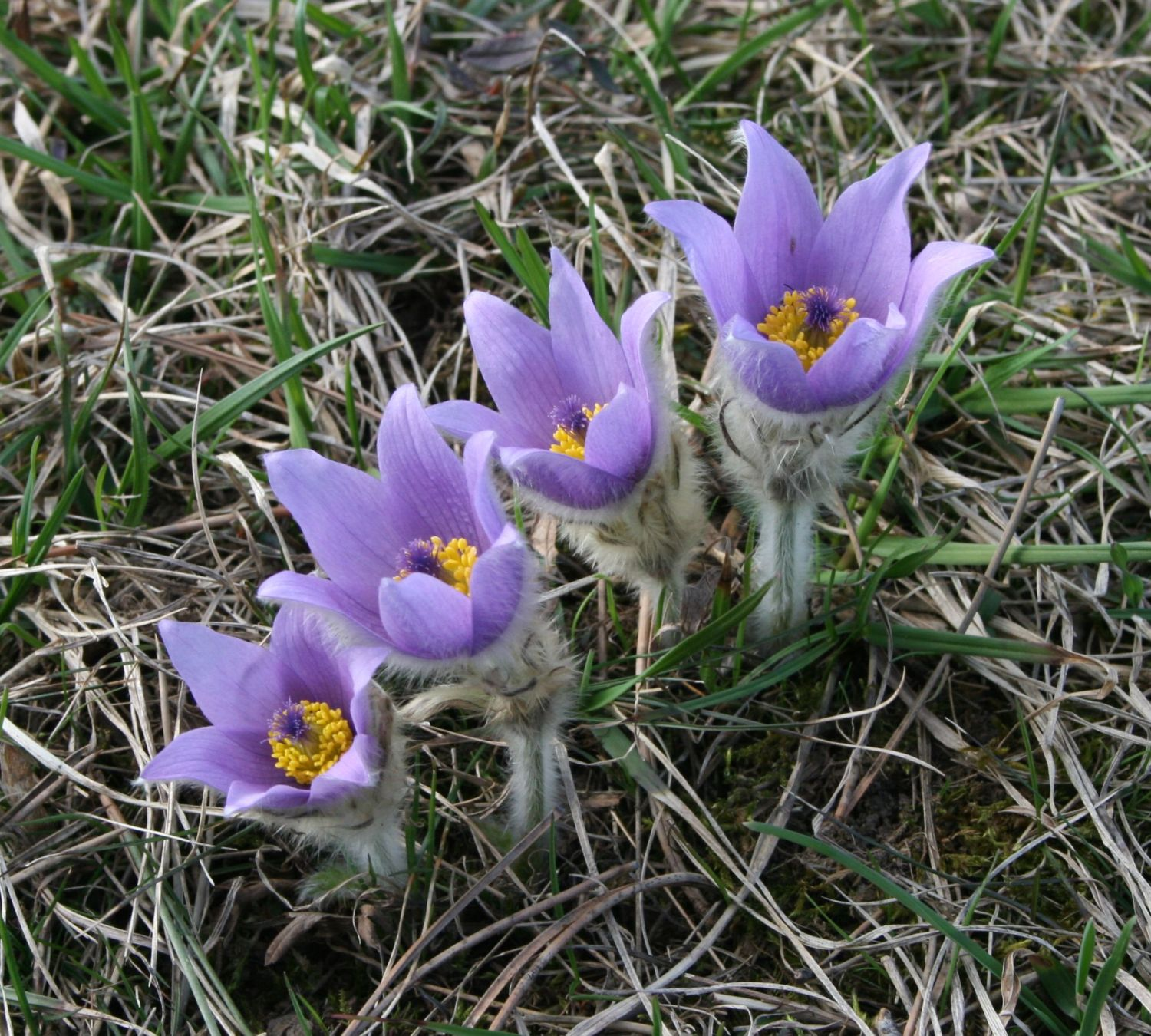
Koniklec velkokvětý (Pulsatilla grandis)
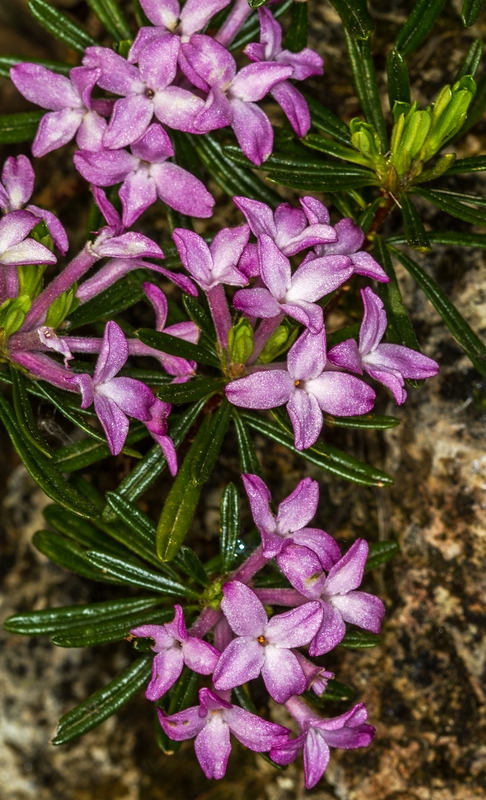
Lýkovec slovenský (Daphne arbuscula)
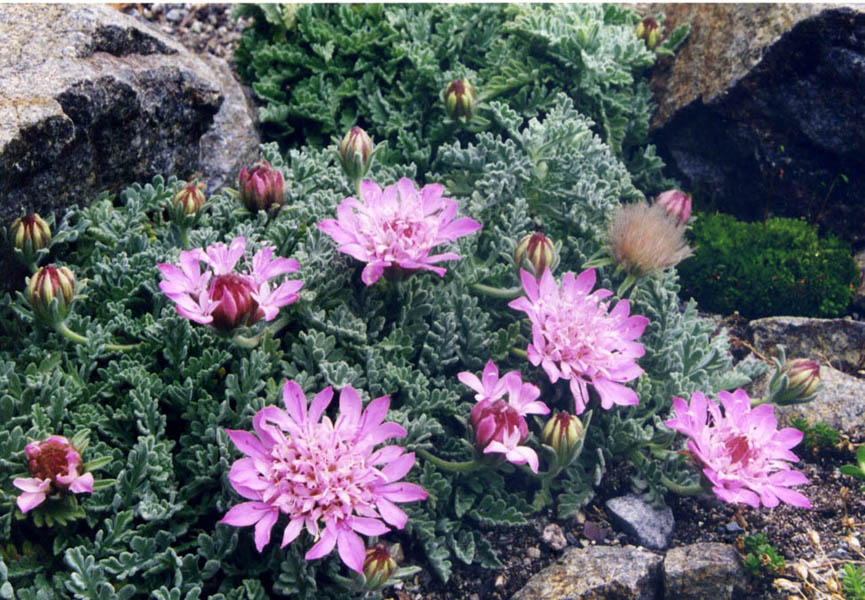
Pterocephalus pinardii
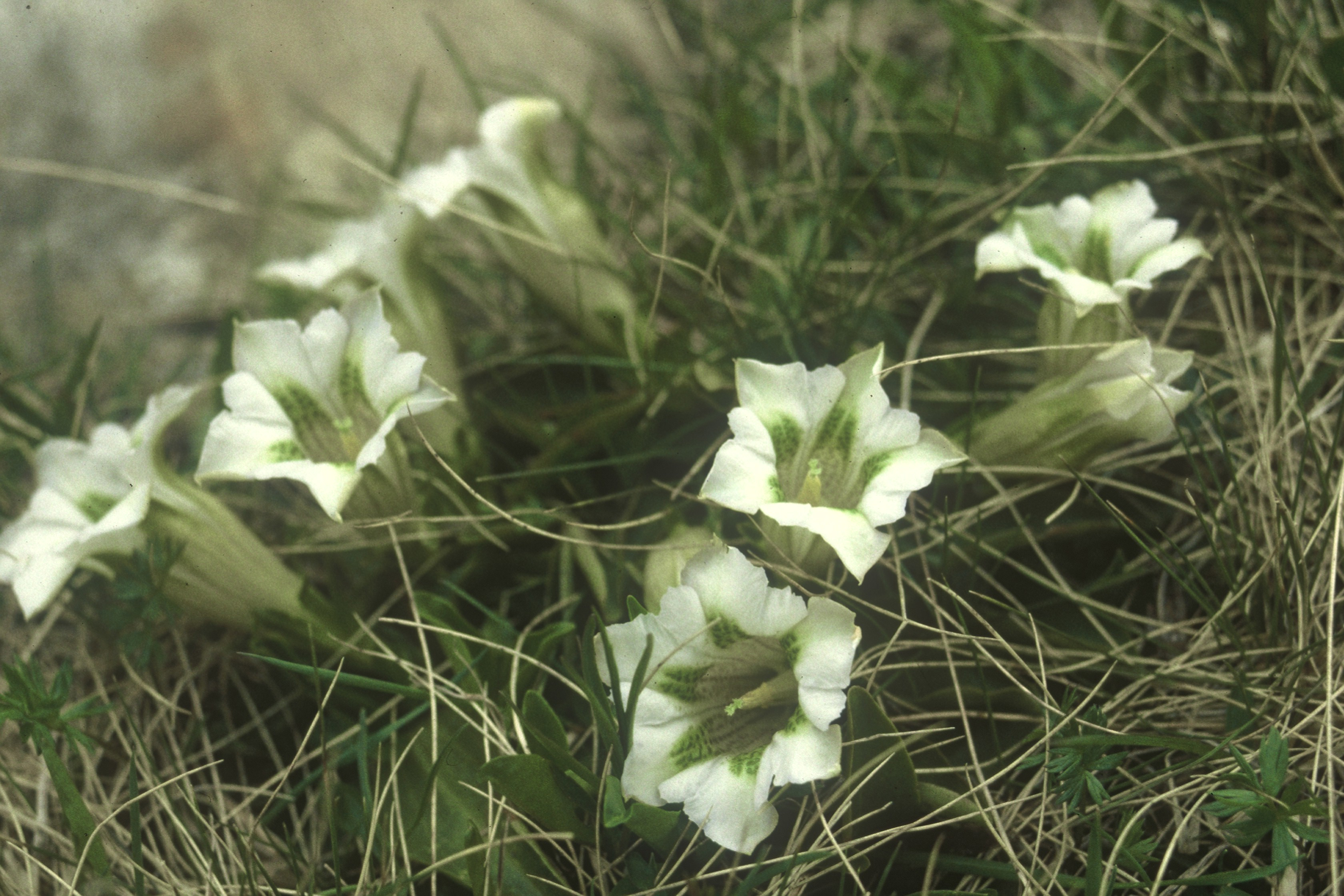
Gentiana acaulis Alba
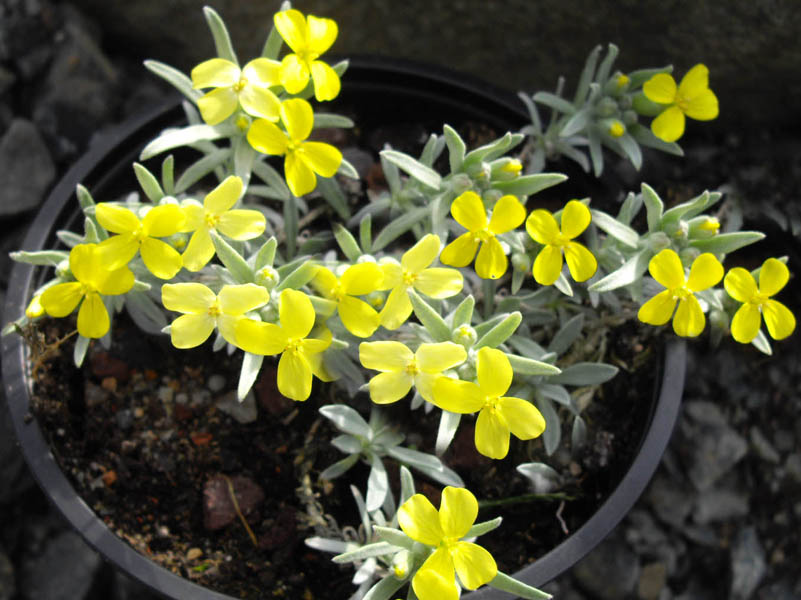
Degenia velebitica

#### Stanoviště číslo 5 – Rododendrony (pěnišníky)
- Rododendrony a azalky společně s vřesy a vřesovci (čeleď vřesovcovité – Ericaceae) náleží do skupiny vřesovištních rostlin,[12] které požadují pro svůj růst přistíněné lokality a kyselé půdní prostředí (tj. kyselý, vlhký a propustný substrát).[1] Jejich výška se pohybuje od 5 cm až do 30 metrů (Rhododendron giganteum).[12]
- Rododendrony jsou rostliny původem z Himálají, Kavkazu, Severní Ameriky, jihozápadní Číny i Evropy; pěnišníky jsou pozůstatkem třetihorní vegetace.[12]

Ukázky vegetace stanoviště číslo 5 (ilustrační fotografie)
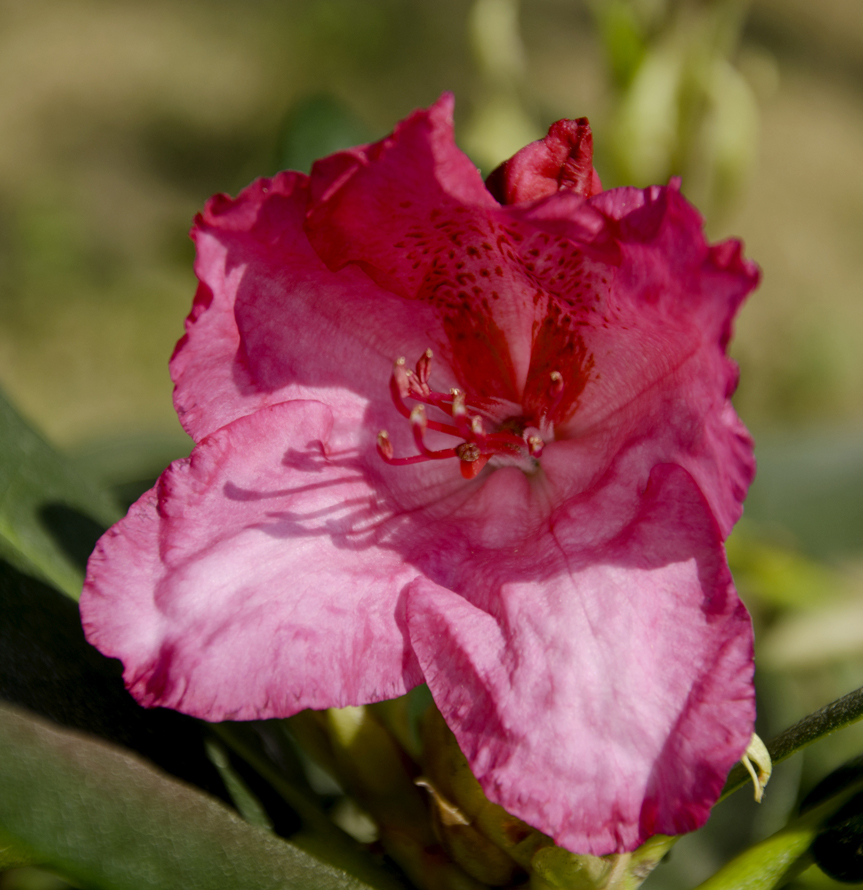
Rhododendron hybrid 'Walküre'
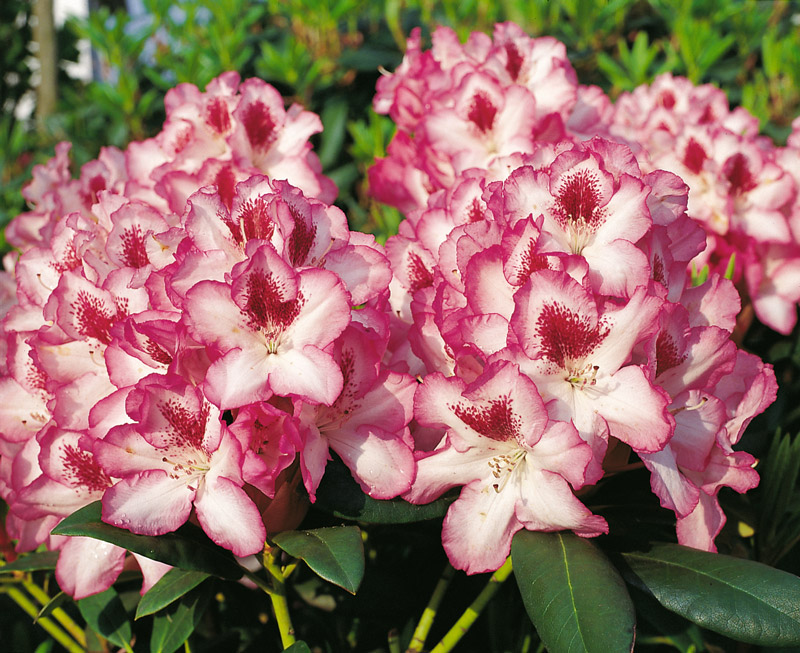
Rhododendron 'Hachmanns Charmant'
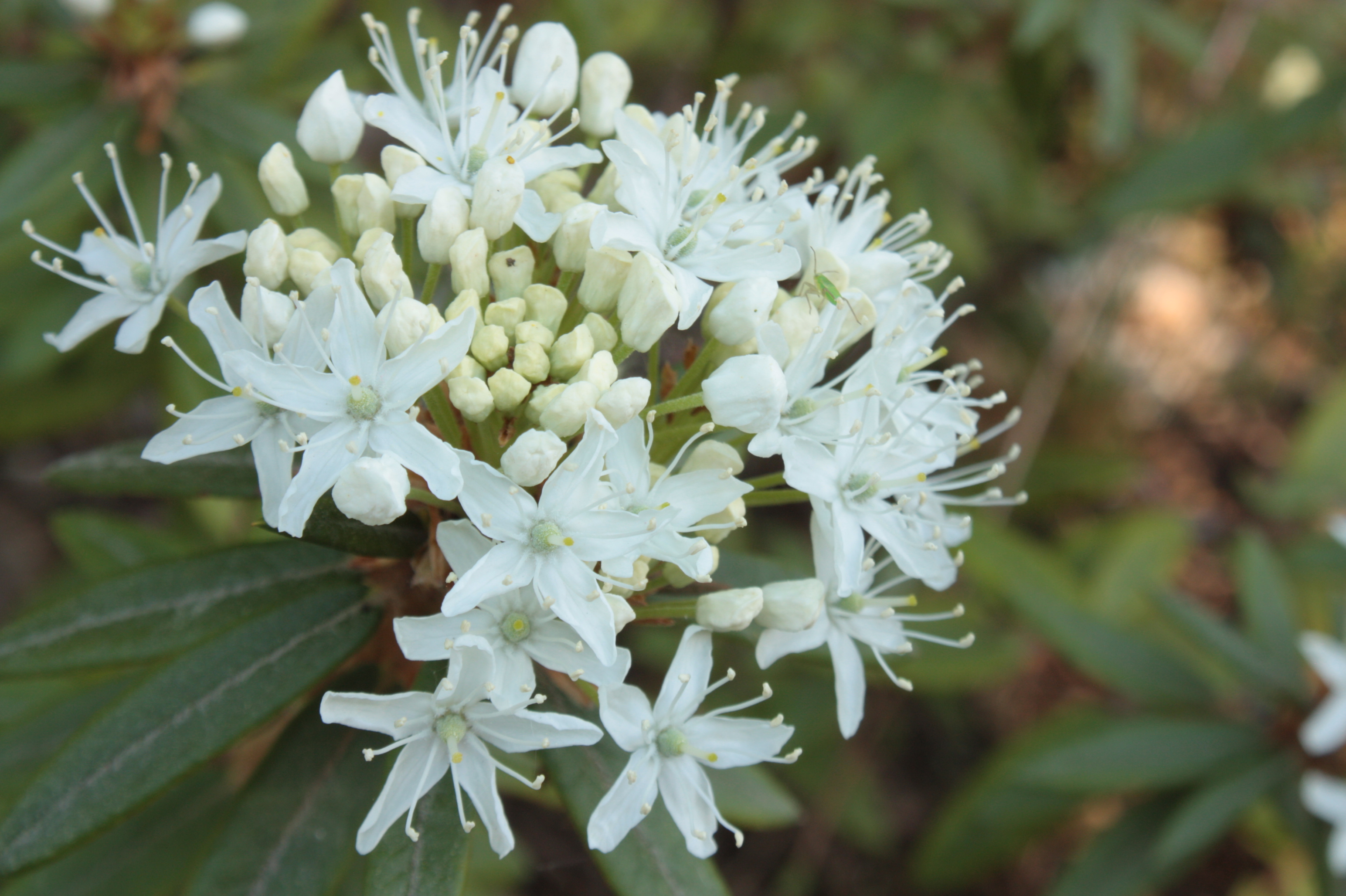
Rojovník bahenní (Rhododendron tomentosum)
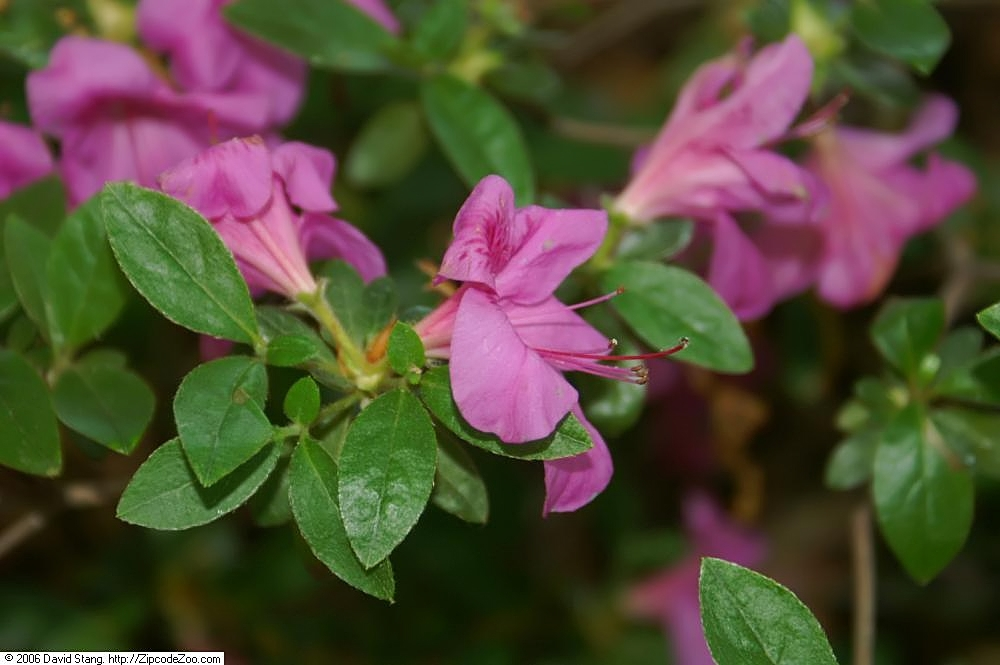
Rhododendron 'Violetta'
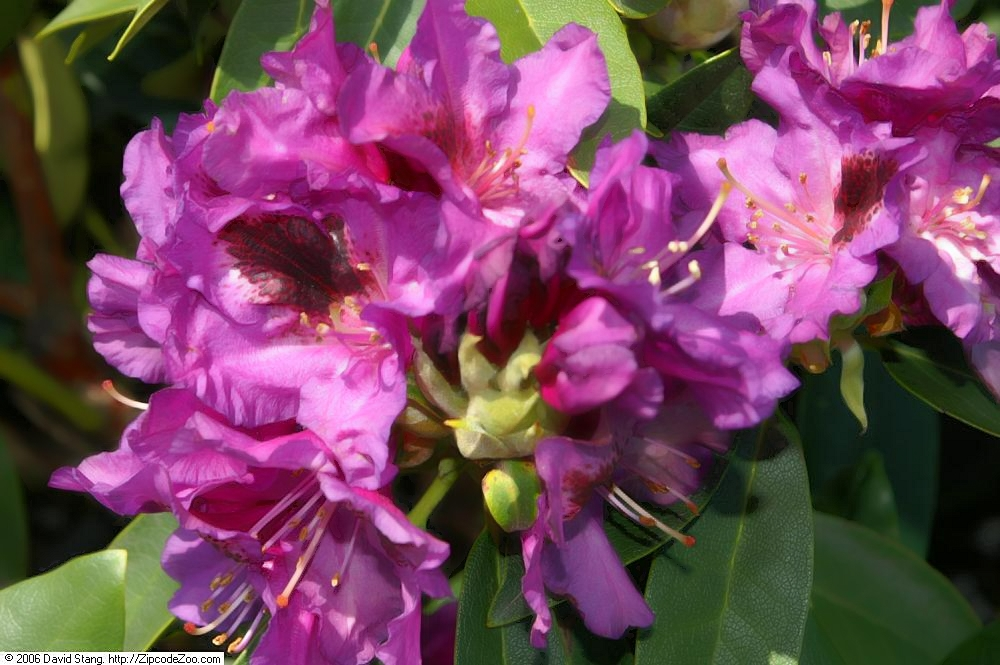
Rhododendron 'Purple Splendour'

#### Stanoviště číslo 6 – Spárová skalka
- Spárová skalka ve skalničkové zahradě Hlubočepy sestává ze dvou stanovišť 6a a 6b[1] a byla zbudována z chotečského vrstevnatého vápence.[13]
- Spárové skalky jsou obecně budovány metodou skládání vrstev kamene o stejné šíři tak, že všechny vrstvy jsou vodorovné, v náklonu o úhlů 80 až 90 stupňů a probíhají po celé délce vlastní skalky. Spáry mezi jednotlivými kamennými vrstvami by měly být co nejmenší, ale v případě plánování výsadby dřevin je nutné počítat s větším „spárovým prostorem“. Při stavbě a vytváření rozsáhlejších spárových skalek mohou vznikat (vlivem terénu i použitého kamene) různé nepravidelnosti, které jsou tolerovány a nejsou na závadu.[13]
- Výhodami spárových skalek je to, že díky velkému množství spár poskytují prostor pro pěstování většího počtu převážně drobných skalniček a současně takovéto skalky zajišťují pro rostliny lepší hospodaření s vodou (a pro pěstitele i snadnější údržbu).[13]
- Nevýhodami spárových skalek je náročnost jejich stavby, která je navíc spojená s rizikem případného poškození konstrukce skalky při špatně zvoleném sklonu či mělkém ukotvení kamenů. Zároveň je třeba respektovat fakt, že spárové skalky lze budovat jen z určitého typu kamene.[13]

Ukázky vegetace stanoviště číslo 6 (ilustrační fotografie)
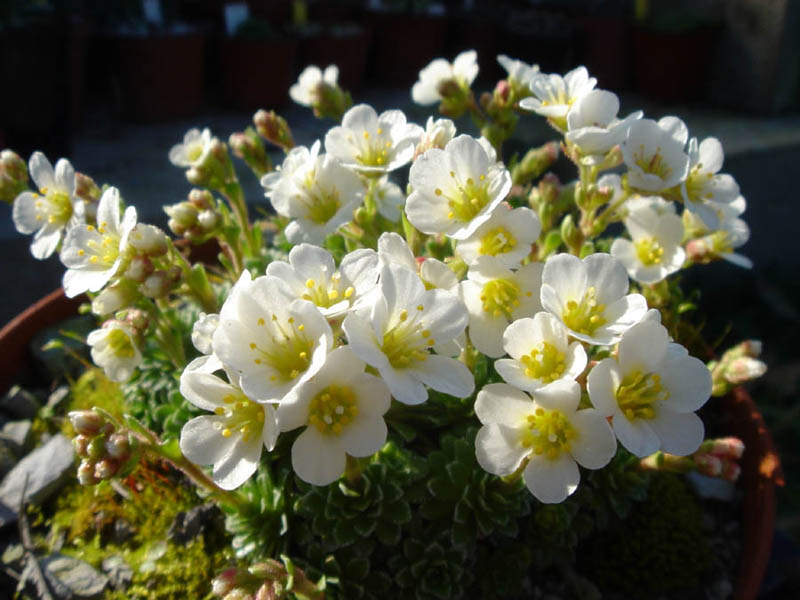
Saxifraga marginata
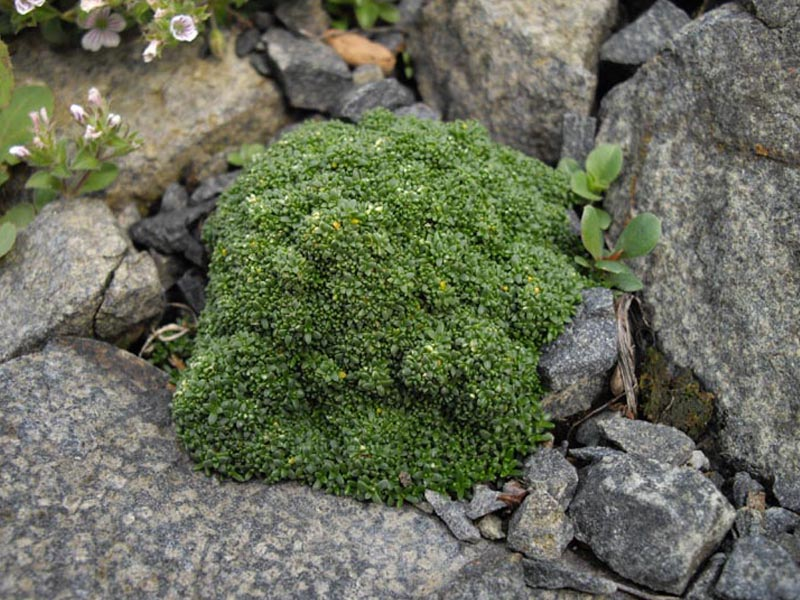
Gypsophila aretioides
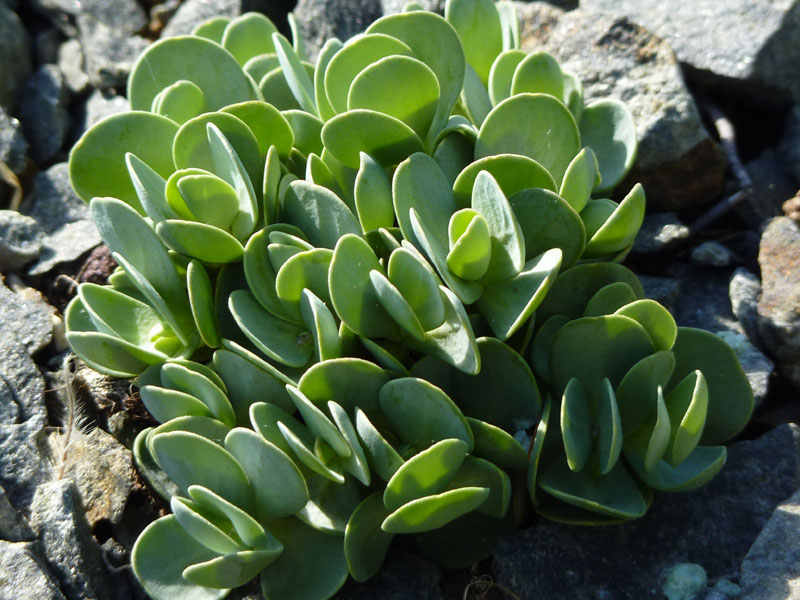
Aethionema oppositifolium
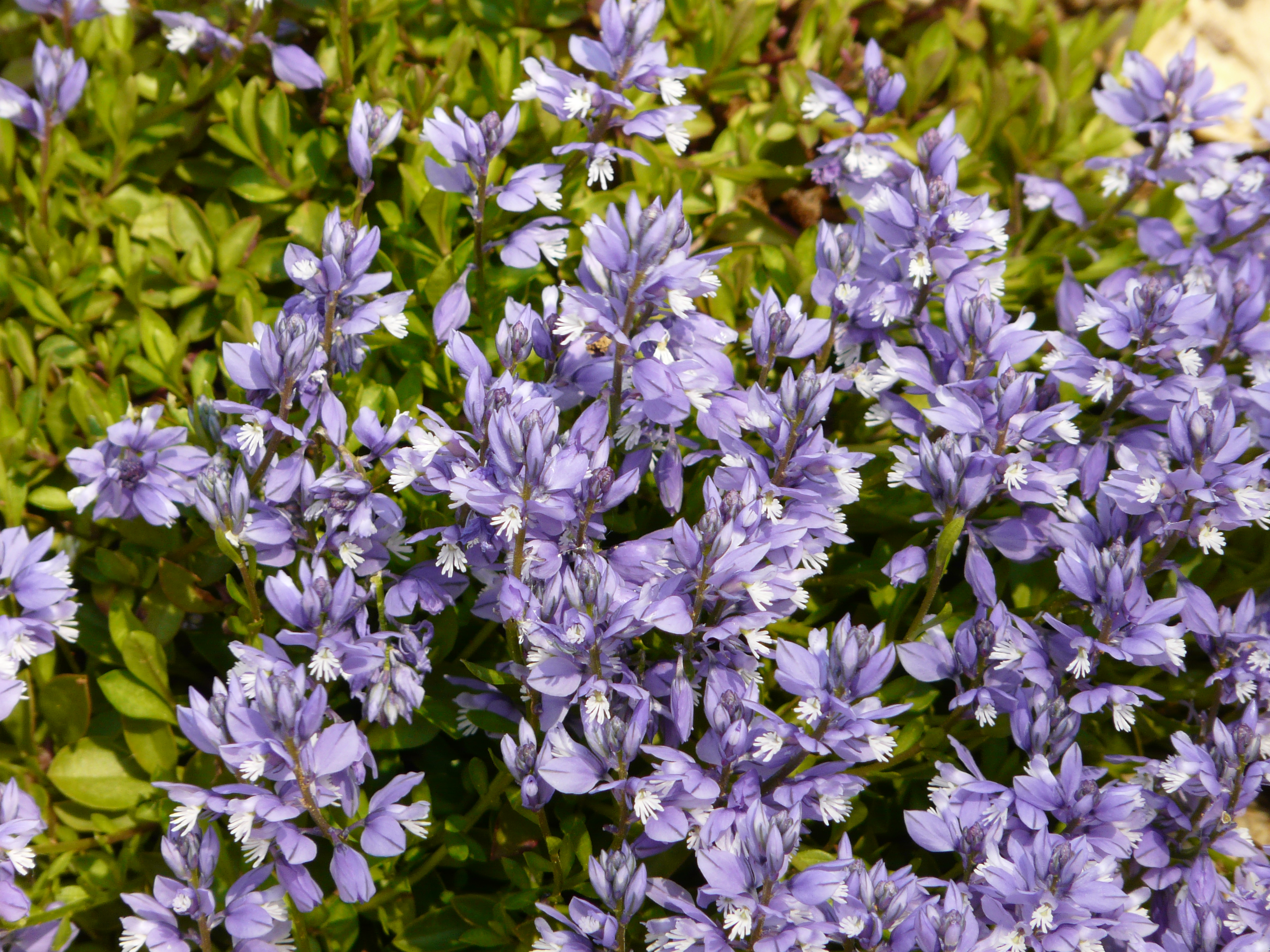
Polygala calcarea
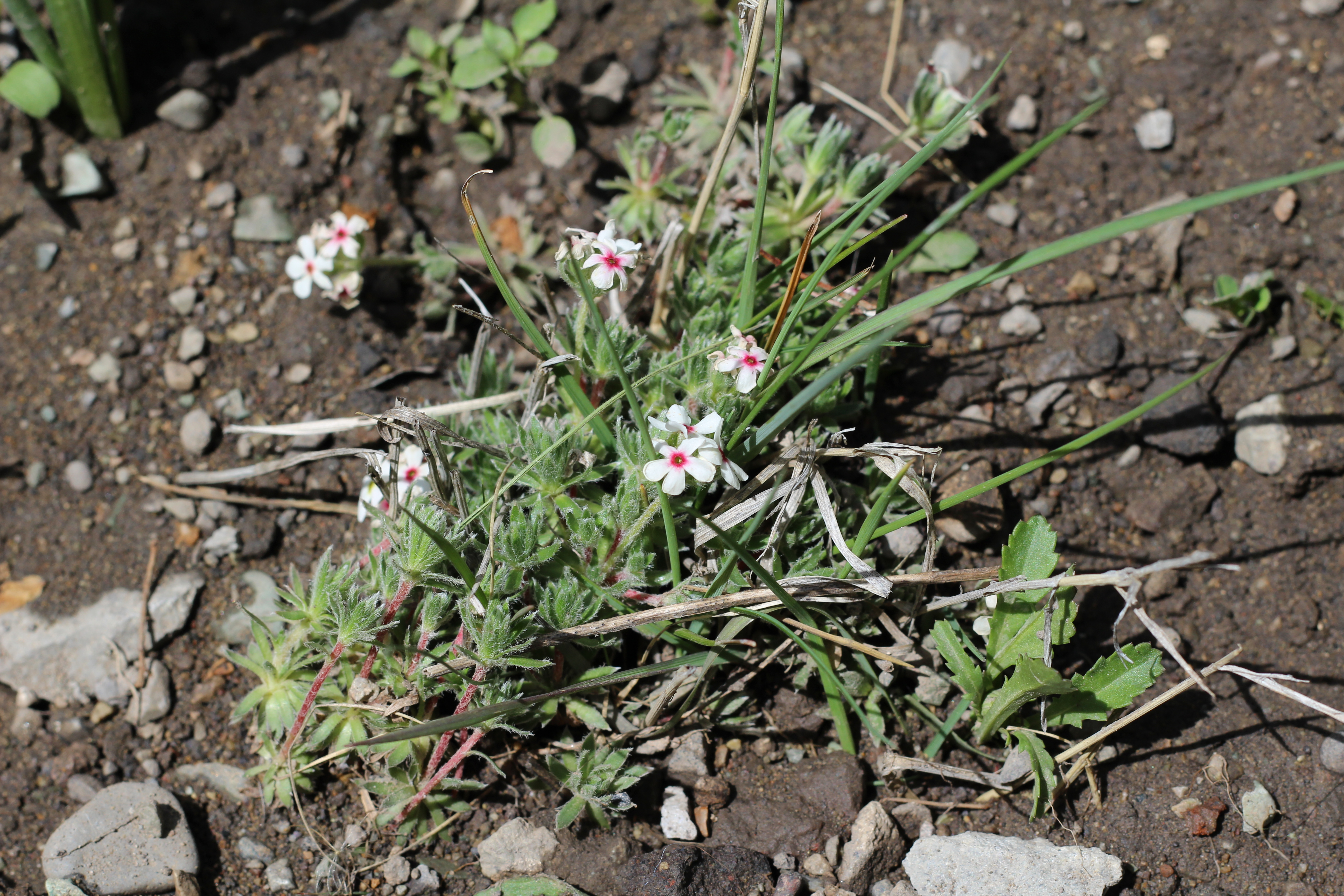
Androsace barbulata
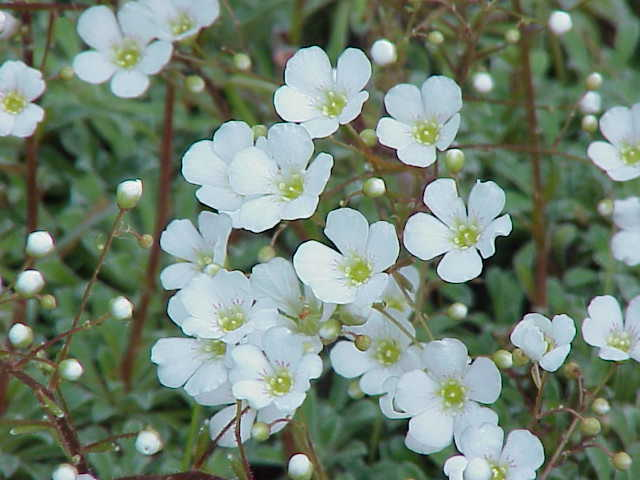
Saxifraga cochlearis

#### Stanoviště číslo 7 – Rašeliniště a hmyzožravé rostliny

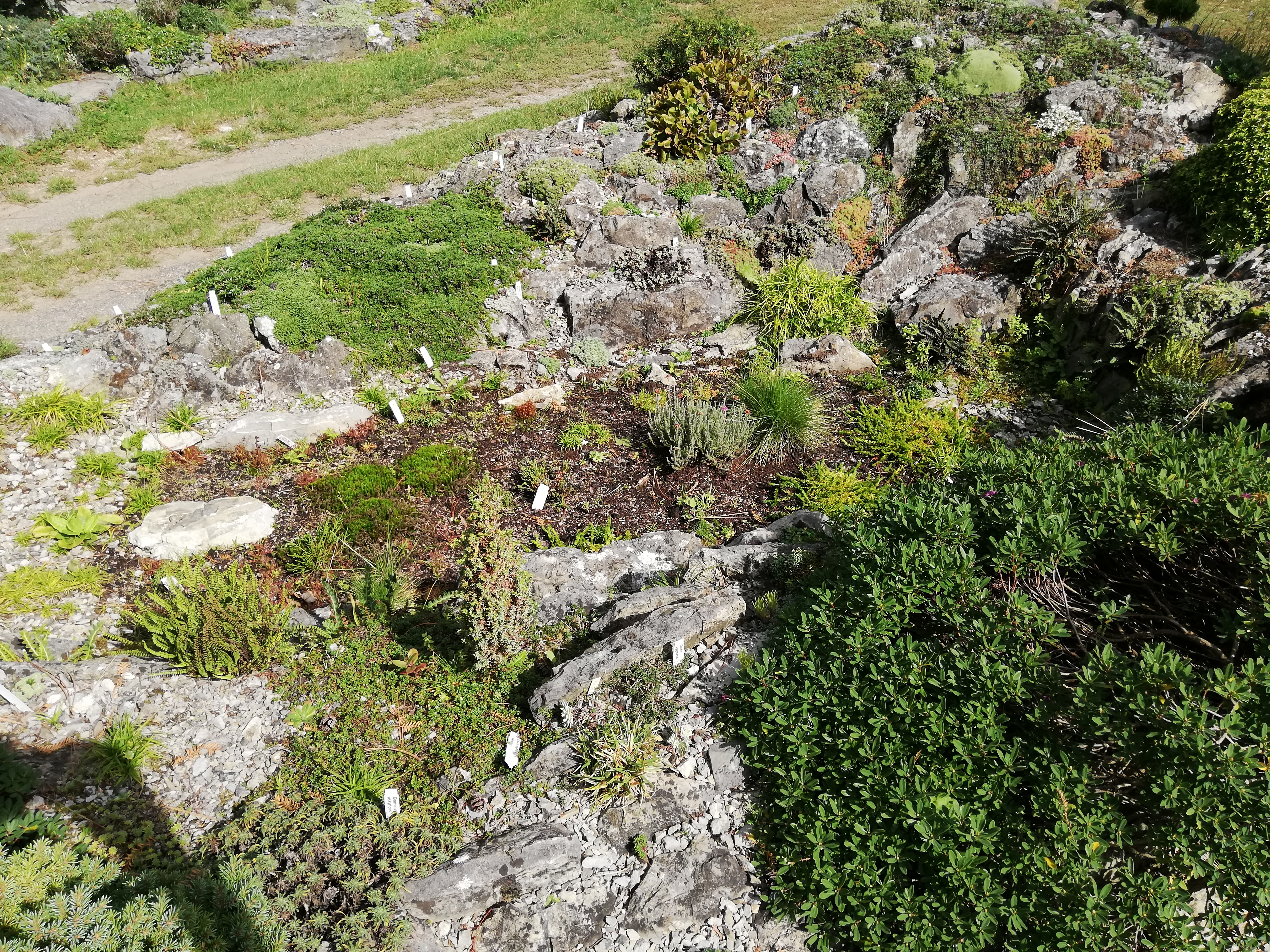
Rašeliništní a hmyzožravé rostliny

- Rašeliništní rostliny vyžadují pro svoji existenci kyselé mokřady.[1]
- Hmyzožravé rostliny se vyskytují především na půdách chudých na živiny (jako jsou kyselé a bažinaté půdy, dále pak kamenité nebo písčité oblasti), takže část potřebných v půdě chybějících živin (dusík, těžké kovy) získávají trávením drobných organizmů, prvoků[14] ale především lapáním a konzumací hmyzu.[1] Pro vábení a chytání potravy využívají tyto rostliny drobné stopkaté lepivé žlázy (tentakule), které pokrývají povrch jejich listů.[14]

Ukázky vegetace stanoviště číslo 7 (ilustrační fotografie)
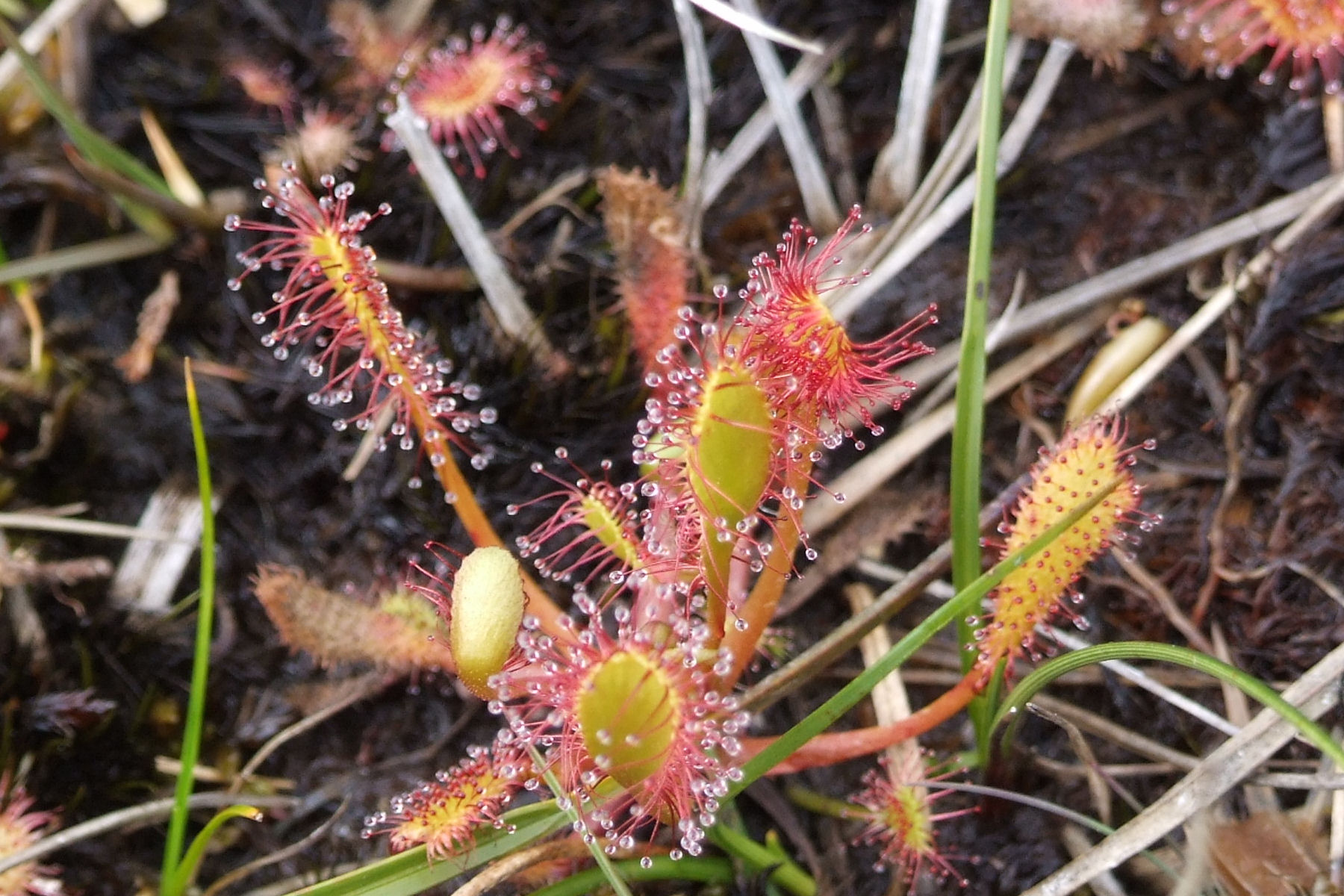
Rosnatka anglická (Drosera anglica)
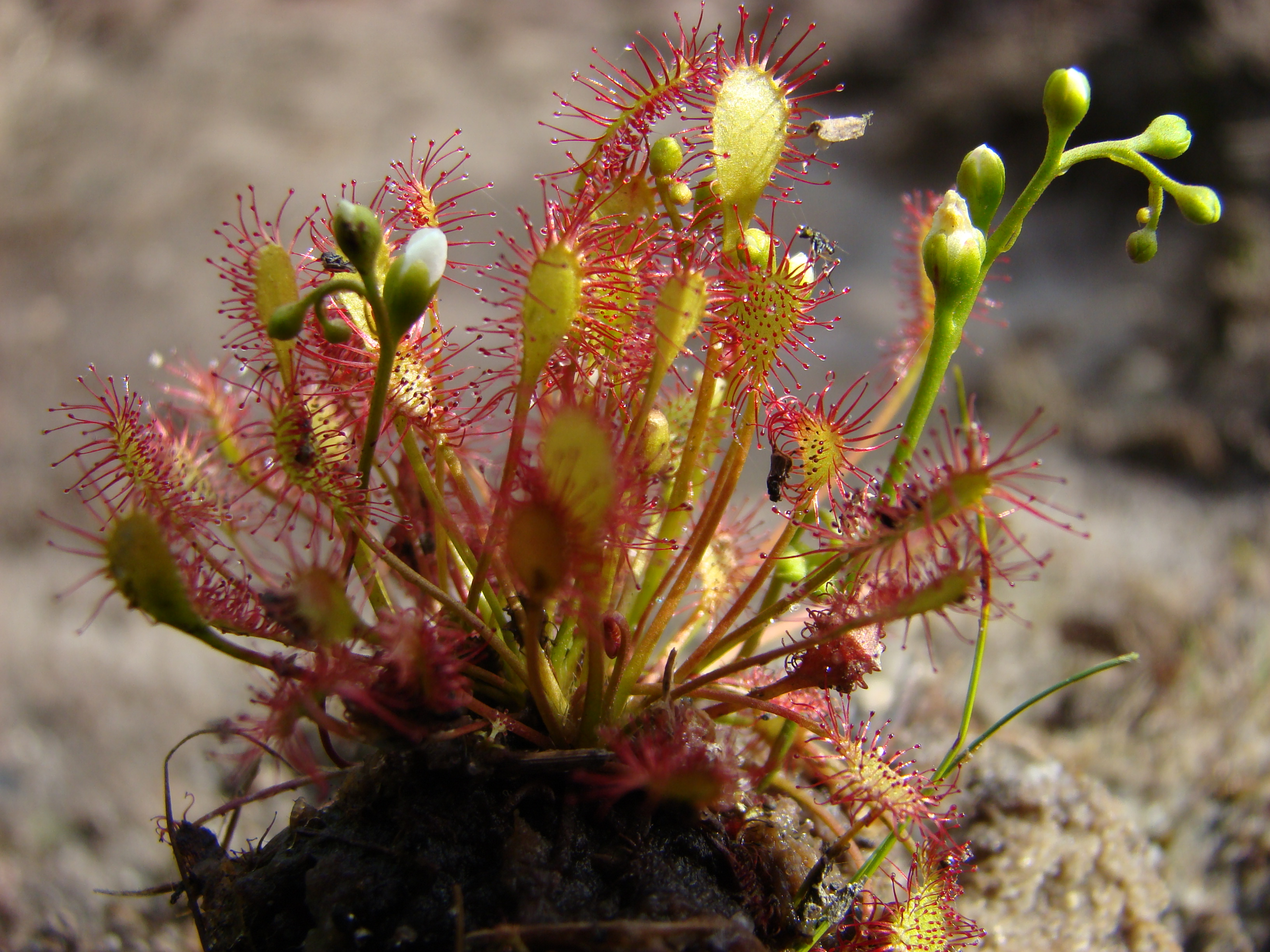
Drosera intermedia
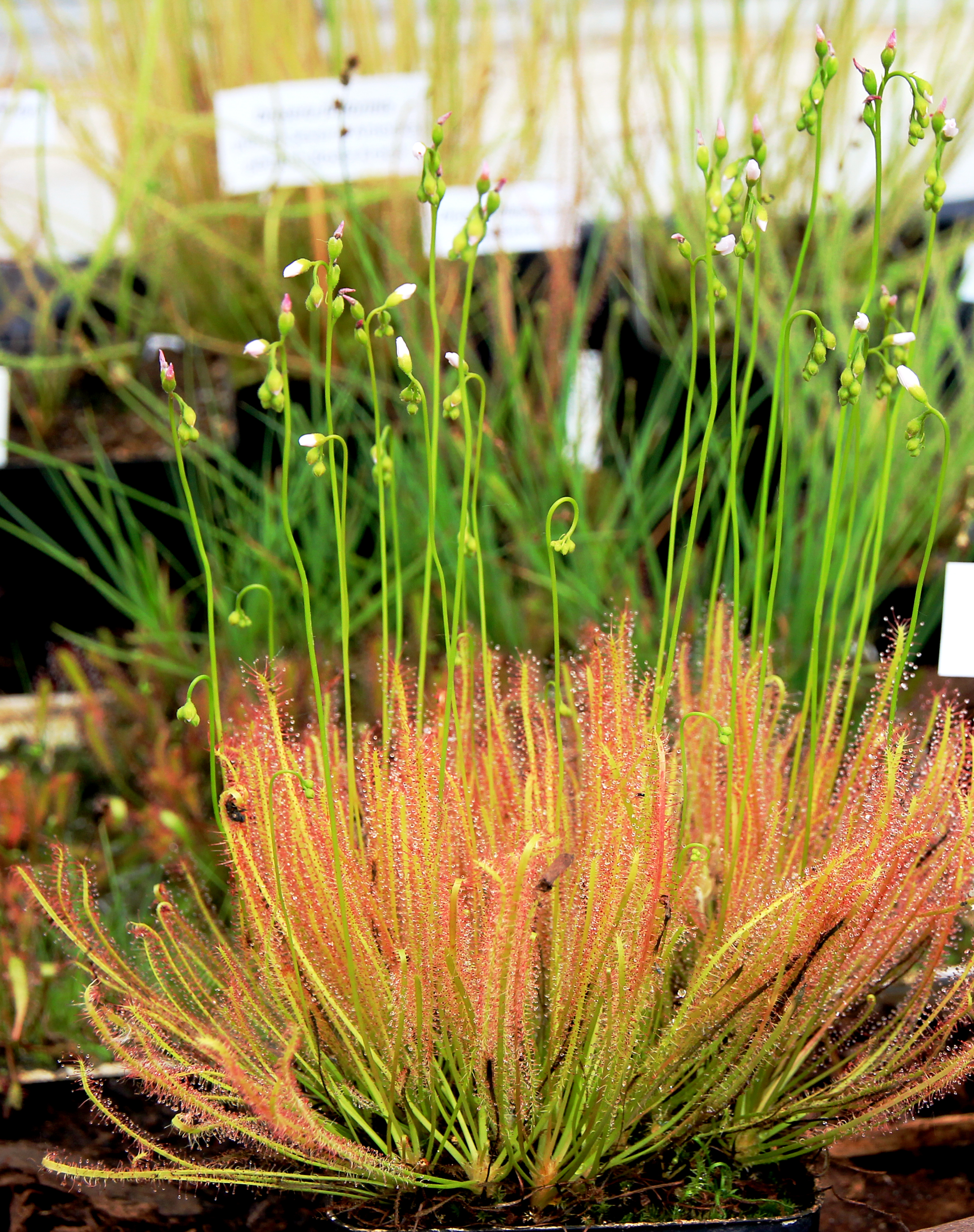
Drosera × hybrida
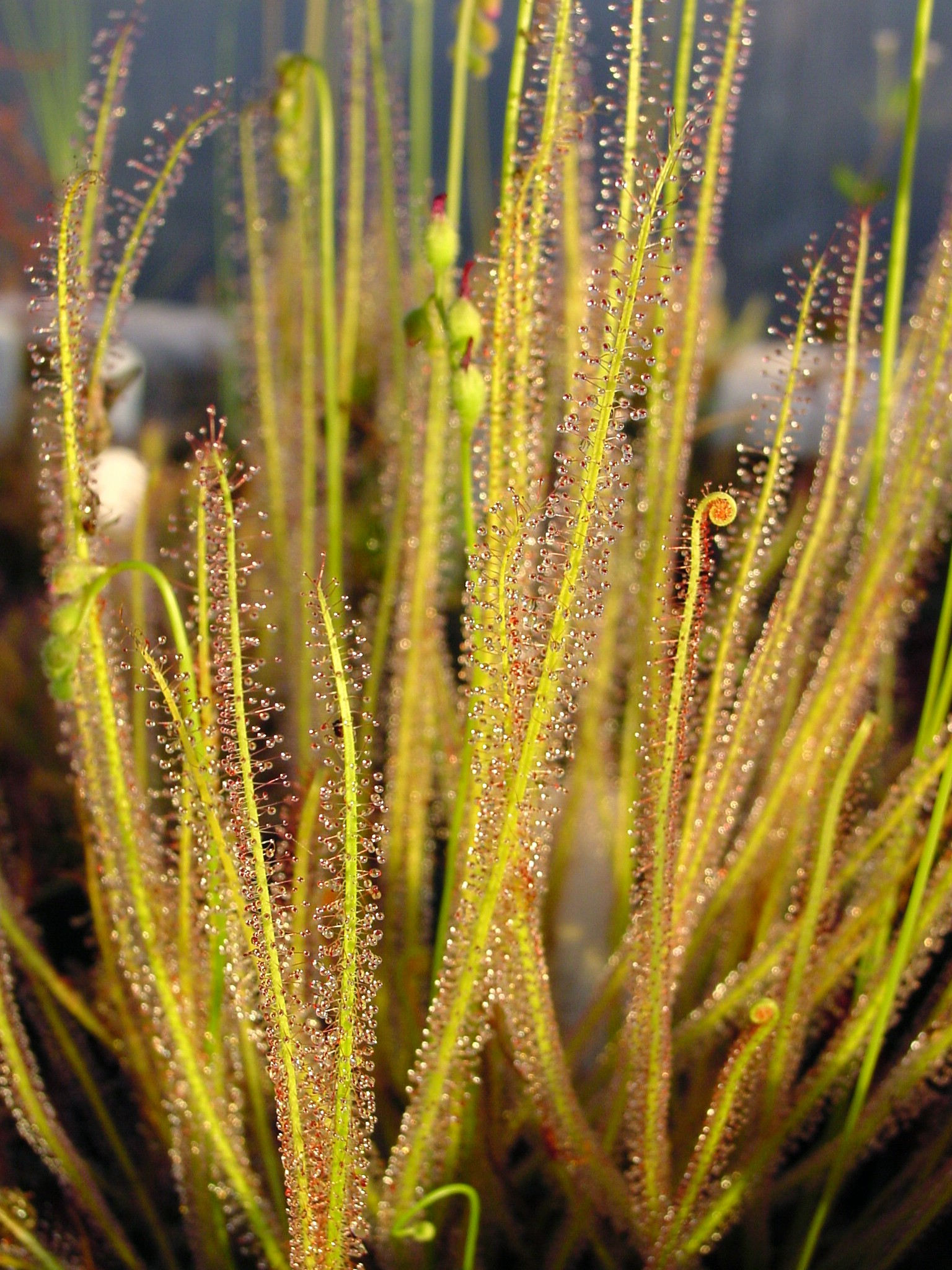
Drosera filiformis
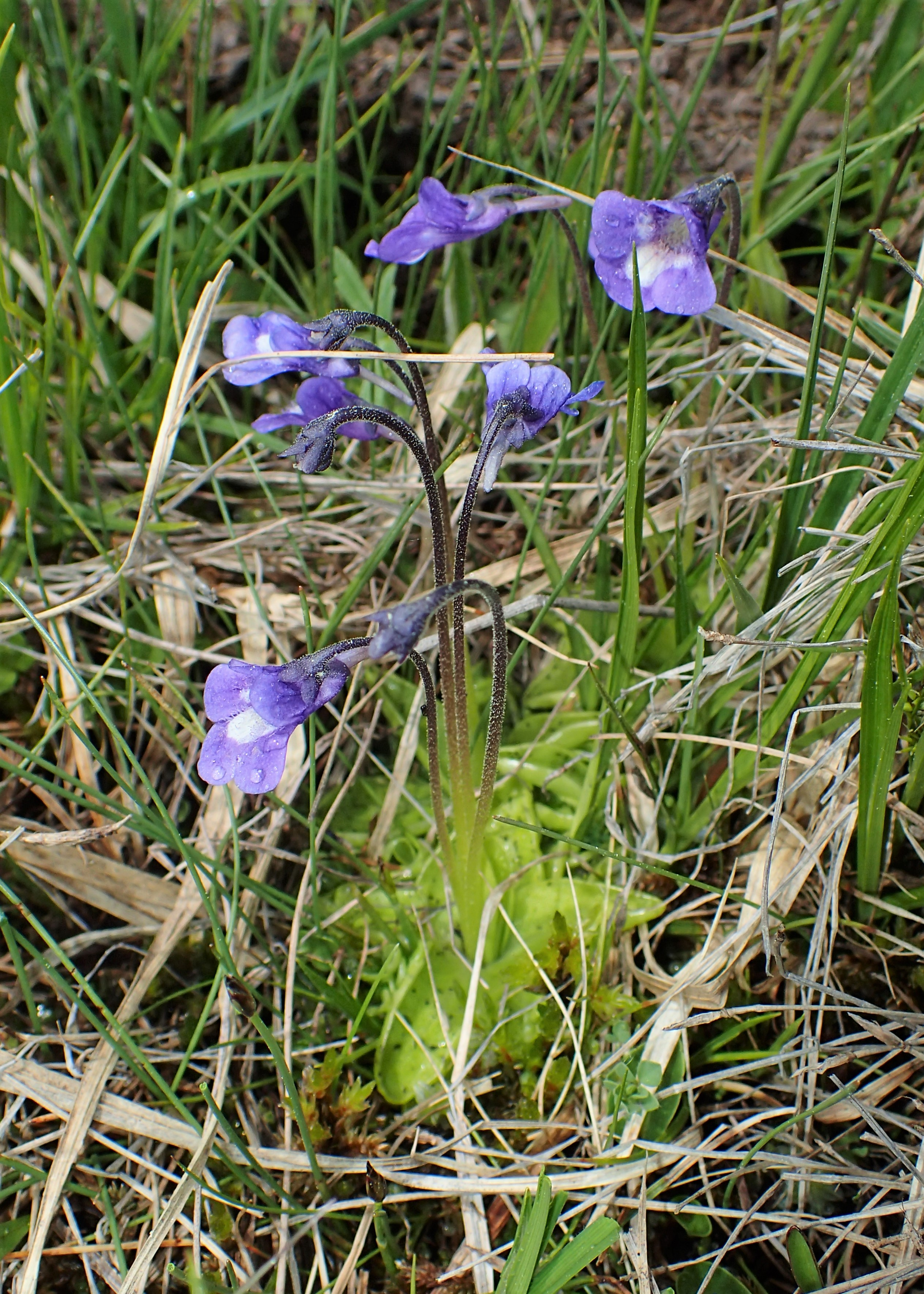
Tučnice balkánská (Pinguicula balcanica)

#### Stanoviště číslo 8 – Jezírko

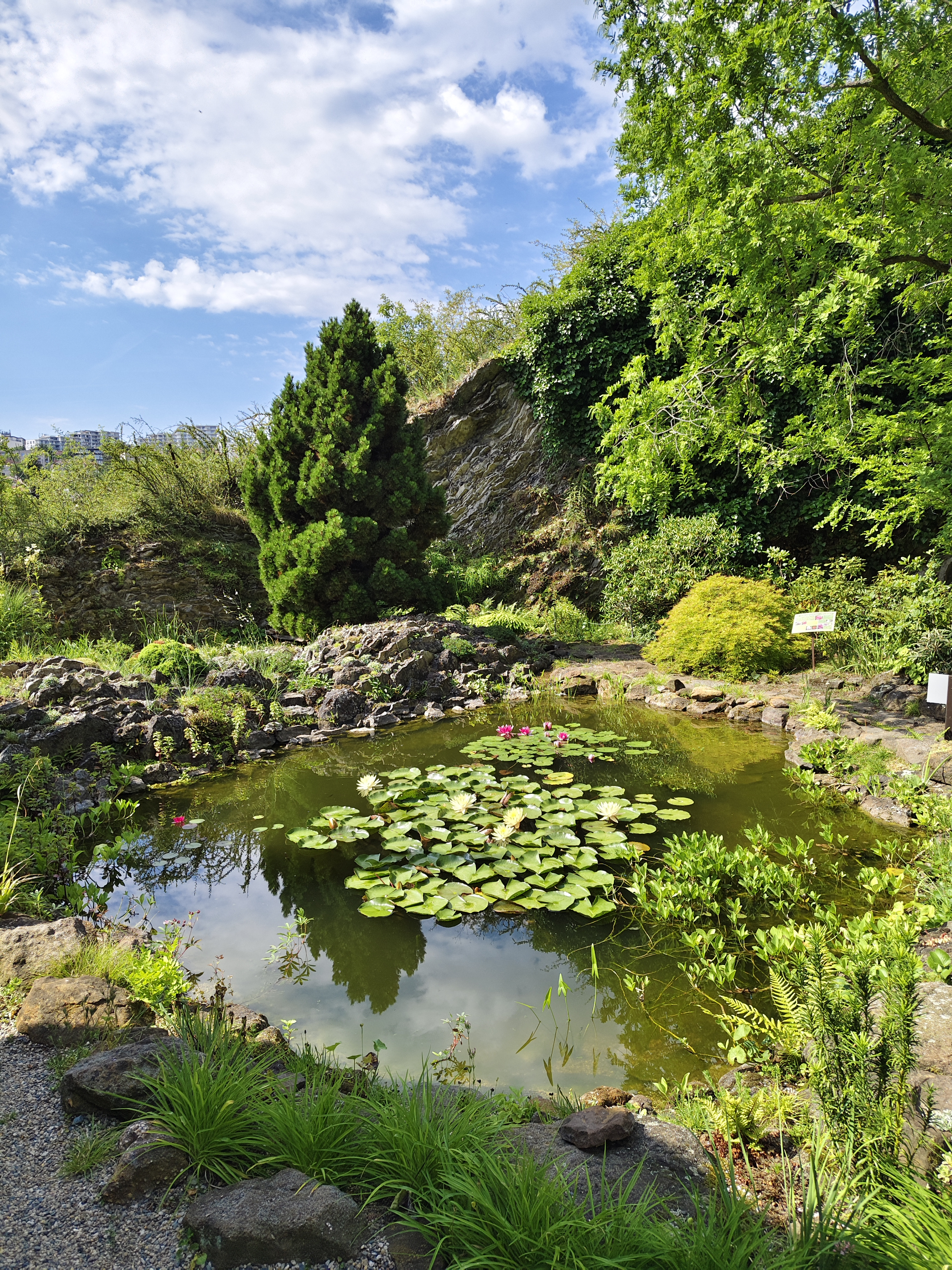
Pohled na jezírko s kvetoucími lekníny (Nymphaea); stanoviště č. 8

- Význam jezírka ve skalničkové zahradě Hlubočepy je zásadní, vytváří specifické vlhké mikroklima vhodné pro růst rostlin v okolí jezírka; umožňuje existenci vodních rostlin a ryb a navíc relativně velký objem čisté vody přitahuje sladkovodní živočichy, kteří jsou vázáni na vodu[1] (hmyz a obojživelníci).[15]
- Jezírko bylo vybudováno ručně, má objem 19 m3 a disponuje několika hloubkovými zónami pro různé druhy vodních rostlin.[15]
- Čištění vody v jezírku obstarávají jednak v něm vysazené ryby, které se živí řasami, ale hlavně se uskutečňuje pomocí biologické filtrace vody přes kořenovou čističku (průtokem přes kameny a kořeny). Kořenová čistička má dvě frakce štěrku, které postupně prorůstají kořeny čisticích rostlin. Čističkou přečištěná voda se následně vrací uměle vytvořeným potokem zpět do jezírka.[15]

Ukázky vegetace stanoviště číslo 8 (ilustrační fotografie)
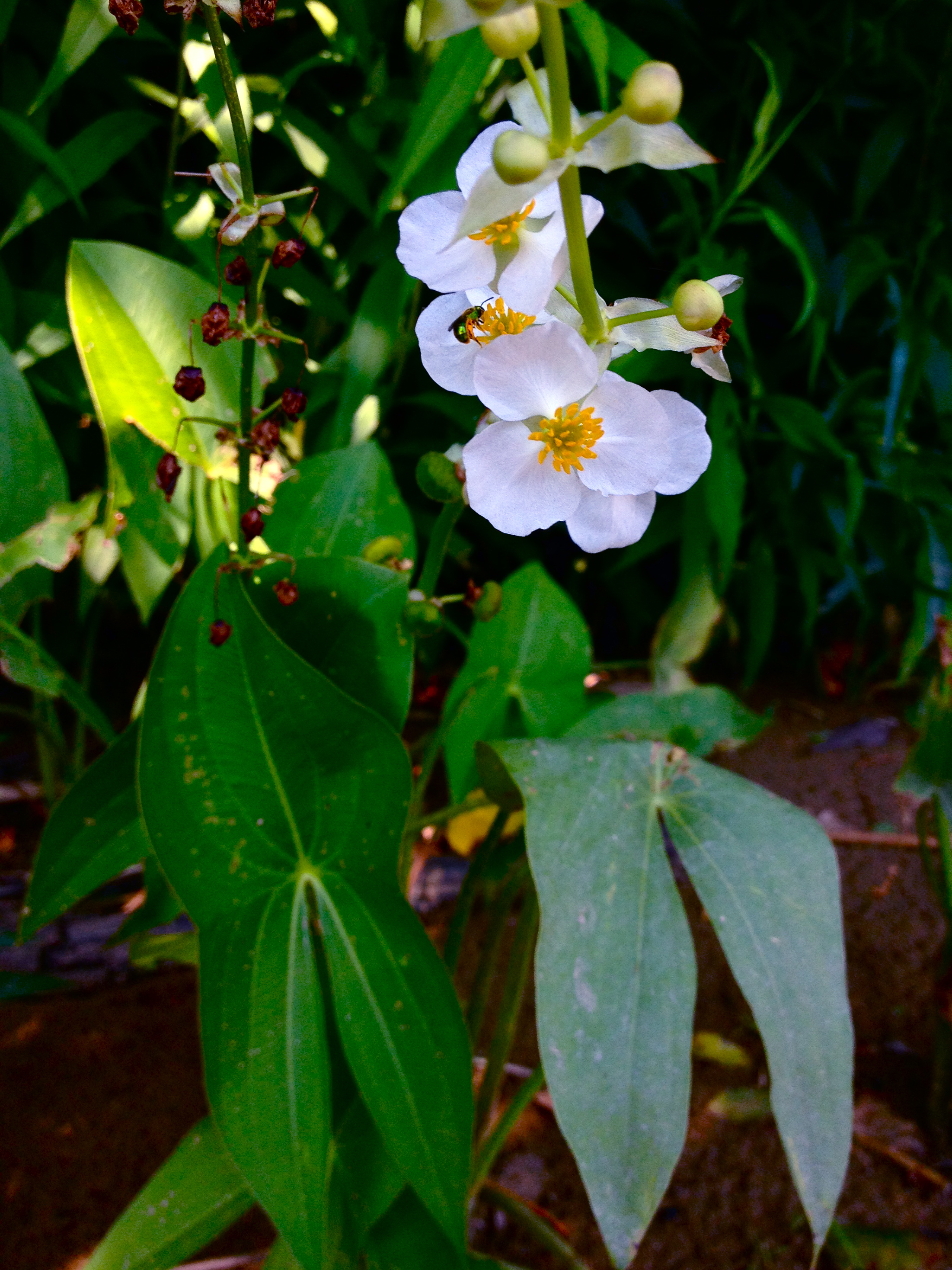
Šípatka širolistá (Sagittaria latifolia)
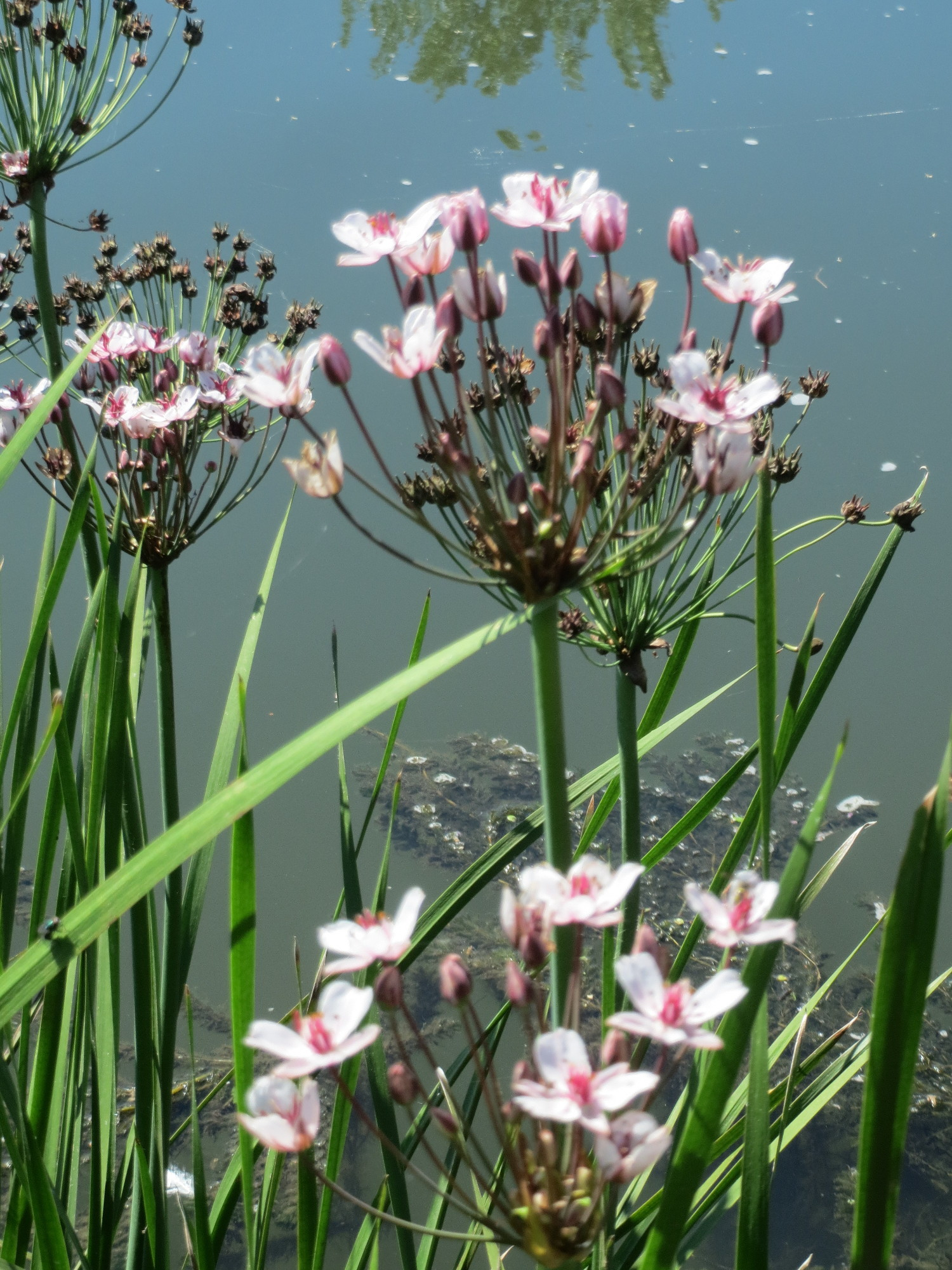
Šmel okoličnatý (Butomus umbellatus)
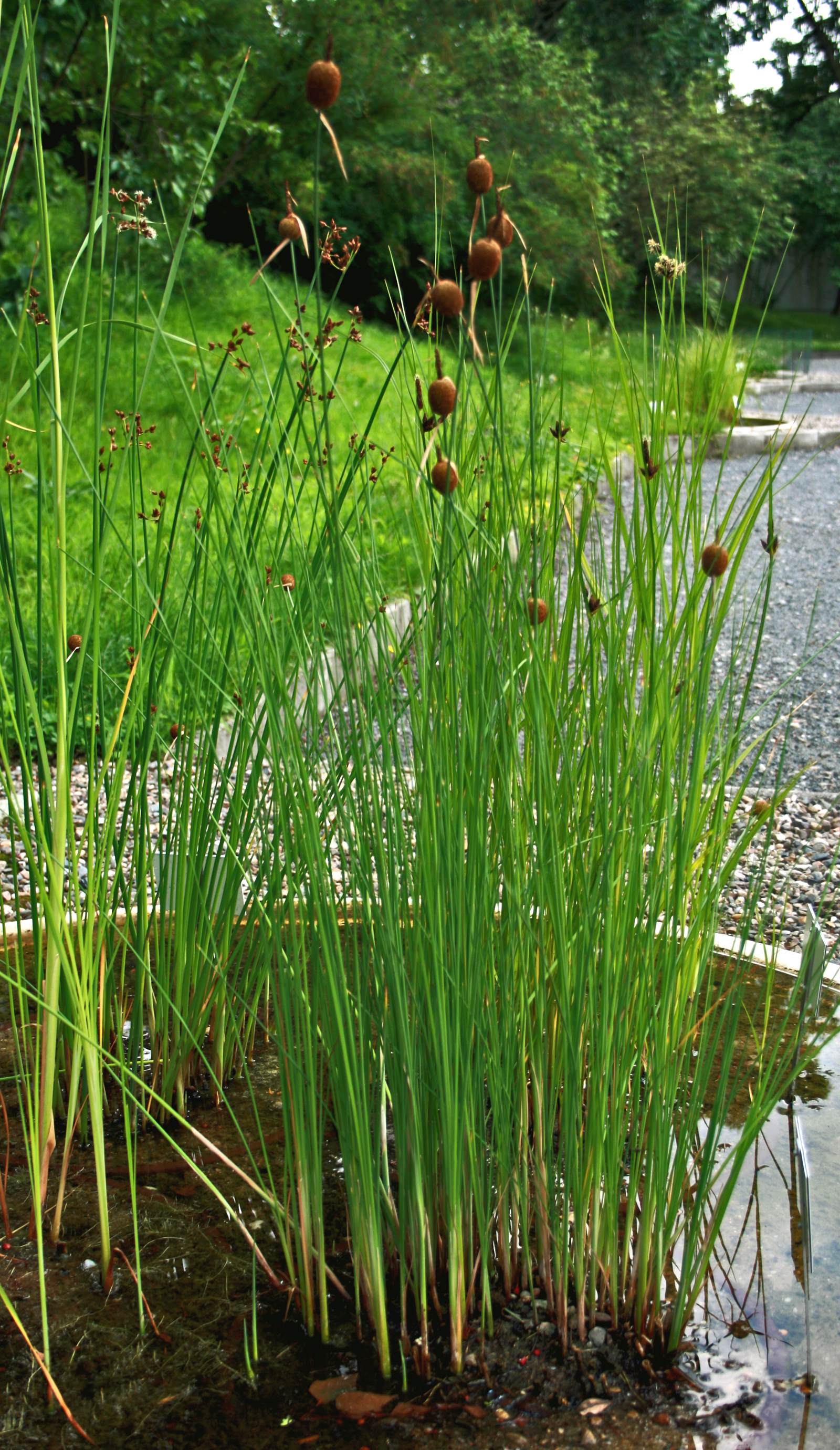
Orobinec nejmenší (Typha minima)

#### Stanoviště číslo 9 – Keřový svah

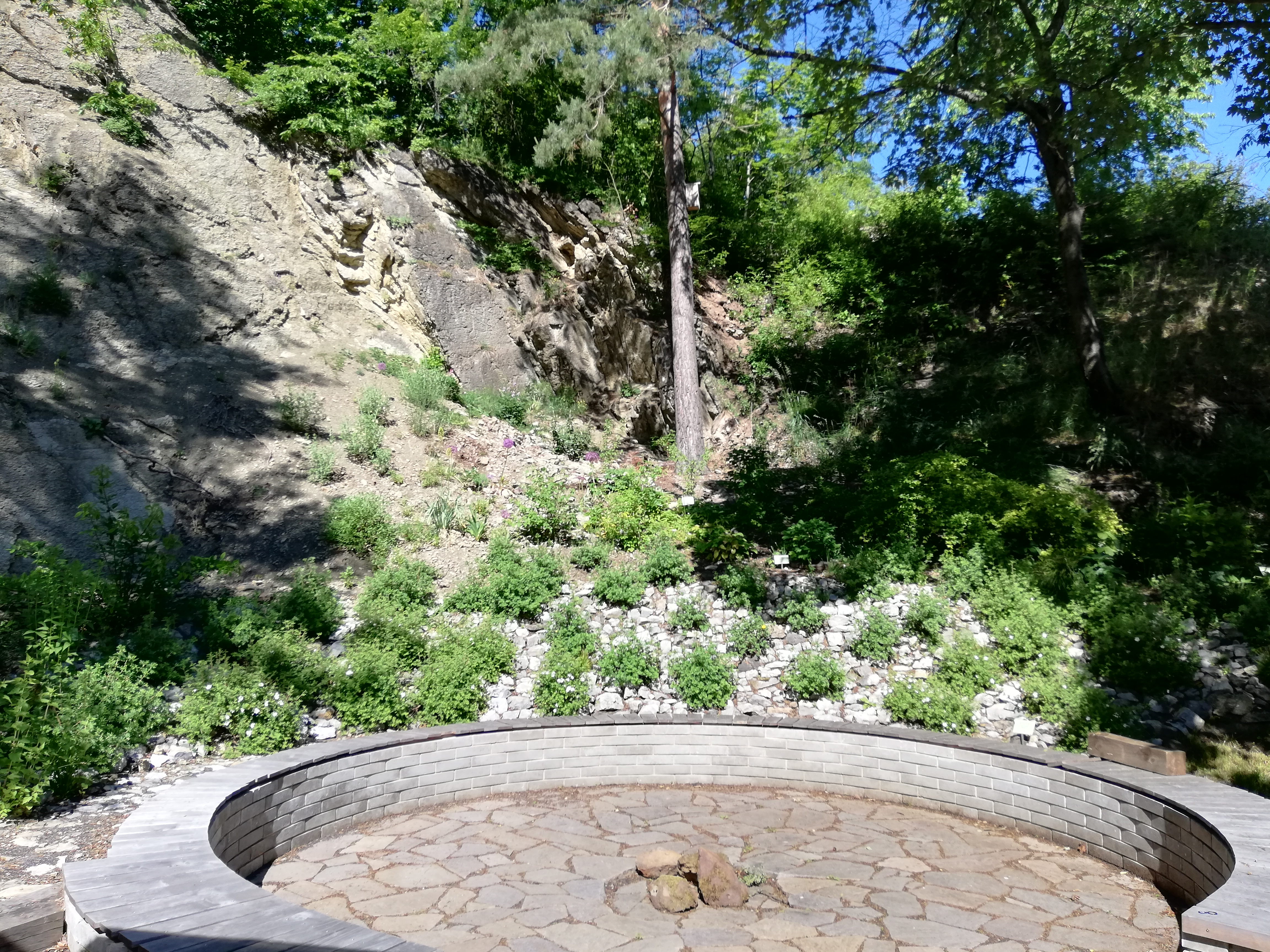
Pohled na část „keřového svahu“ (stanoviště č. 9)

- Keřový svah[1] se nachází na samotném konci zahrady v místě nejvíce vzdáleném od vchodu na suchém svahu nad a vpravo od jakéhosi malého zděného „amfiteátru“.

#### Stanoviště číslo 10 – Pěstební zahrada

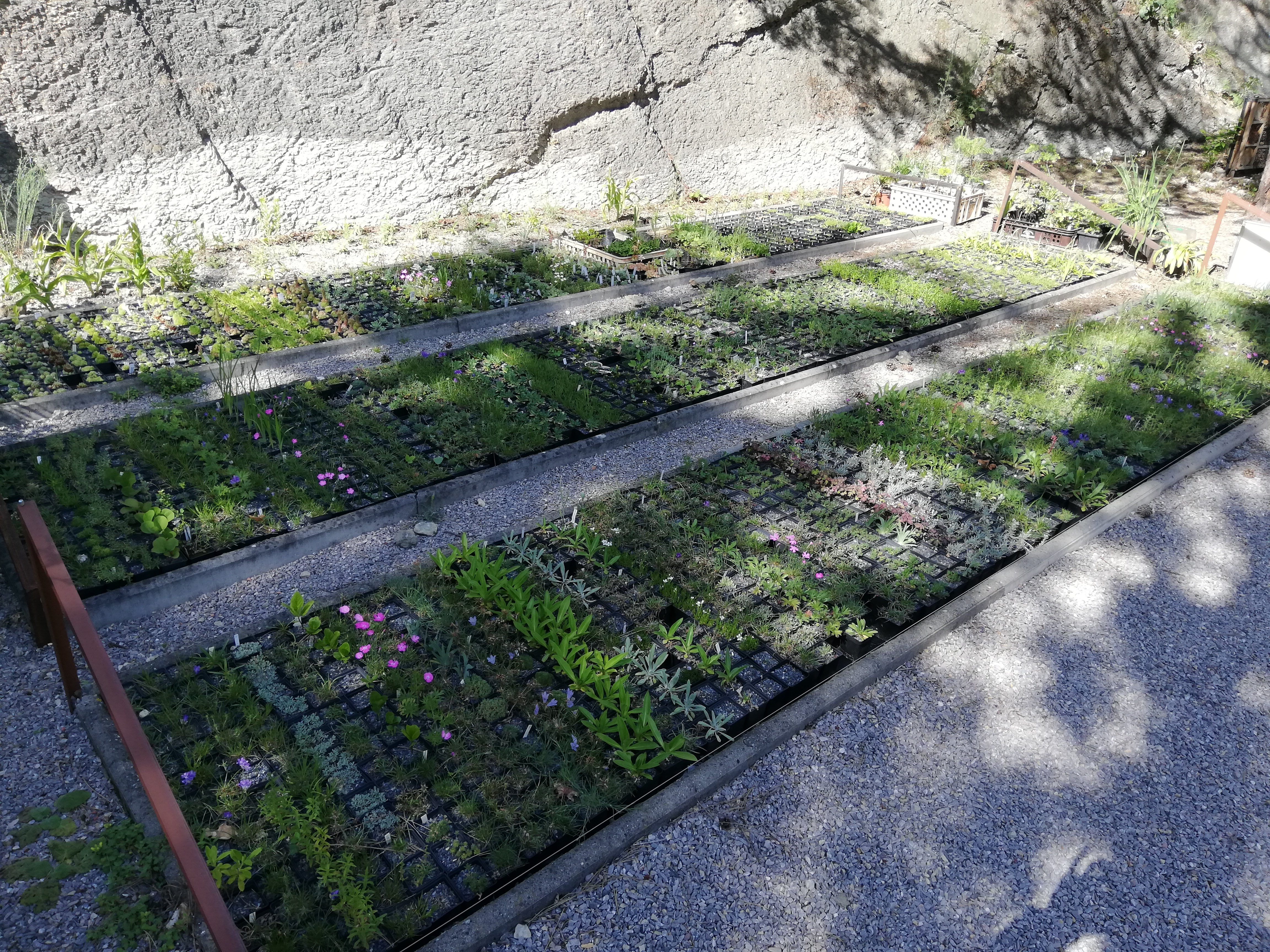
Pohled na pěstební zahradu (stanoviště č. 10)

- Pěstební zahrada, která slouží k napěstovávání zásobních rostlin.[1] Nachází se mezi zahradní pergolou a hladkou skalou, jenž tvoří severní hranici zahrady.

### Dendrologická část zahrady (arboretum)

#### Čeleďborovicovité(Pinaceae)
- borovice těžká známá též jako borovice žlutá (Pinus ponderosa var. scopulorum); Severní Amerika – Skalisté hory
- borovice Jeffreyova (Pinus jeffreyi); USA
- borovice černá (Pinus nigra) konkrétně Pinus nigra var. nigra cv. pyramidalis; Jižní a střední Evropa – nález kolem roku 1932 v New Yorku, USA
- borovice lesní (Pinus sylvestris) též zvaná sosna; mírné pásmo Eurasie
- borovice Heldreichova (Pinus heldreichii) též známá jako borovice bělokorá; Balkán
- borovice bělokorá (Pinus leucodermis 'Smidt '); Itálie, Albánie, bývalá Jugoslávie, Řecko (nález: Eugen Smidt v Bosně ve 40. letech 20. století) (Pinus heldreichii syn. Pinus leucodermis 'Iseli Fastigiate')
- borovice osinatá (Pinus aristata); USA
- douglaska tisolistá (Pseudotsuga menziesii 'Pendula'); Severní Amerika
- cedr atlaský (Cedrus atlantica); Afrika – pohoří Atlas
- jedle bělokorá (Abies alba 'Fastigiata'); Evropa – Pyreneje až Balkán

Ukázky dřevin z čeledi borovicovitých (Pinaceae) (ilustrační fotografie)
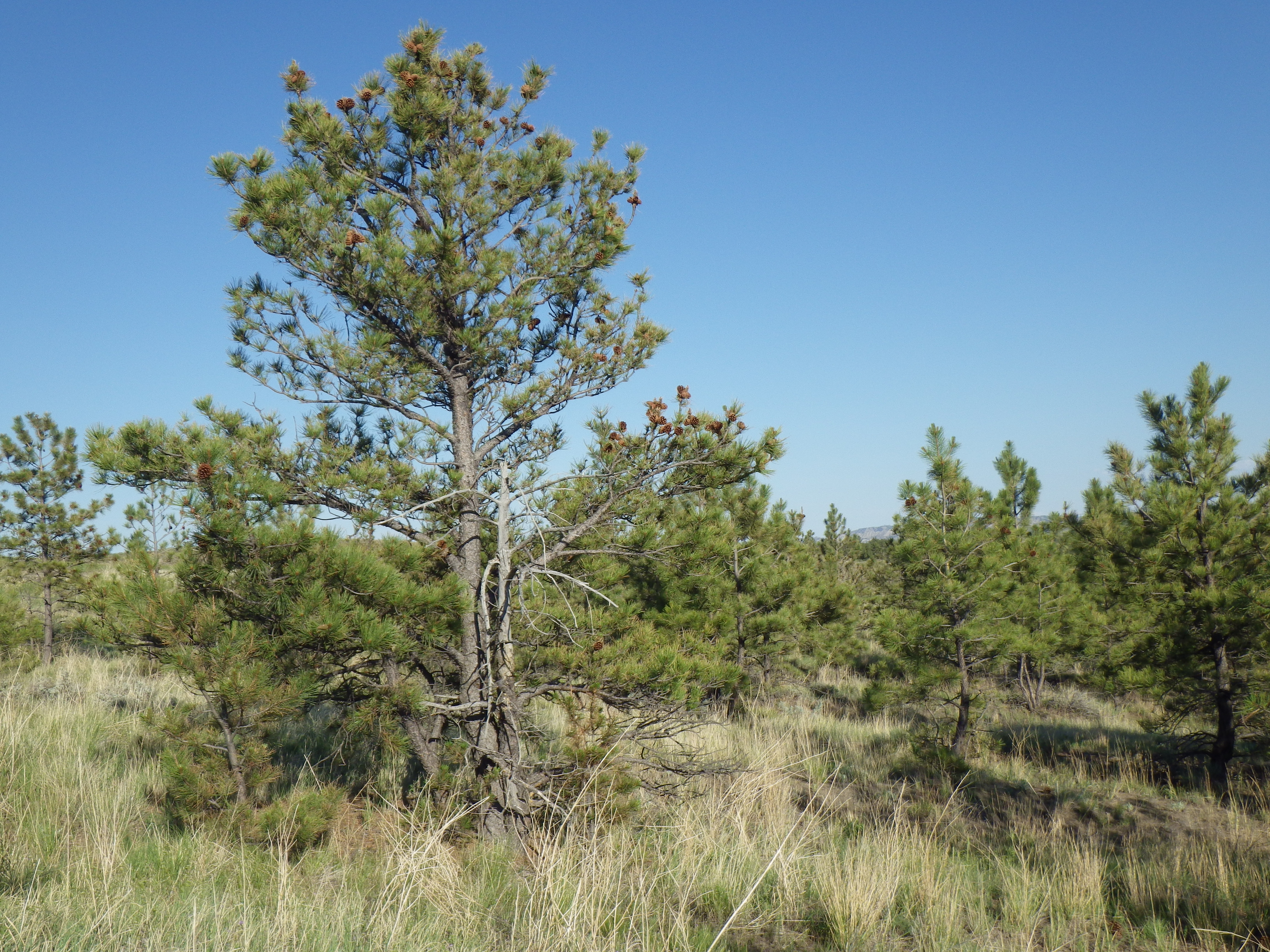
borovice těžká (Pinus ponderosa)
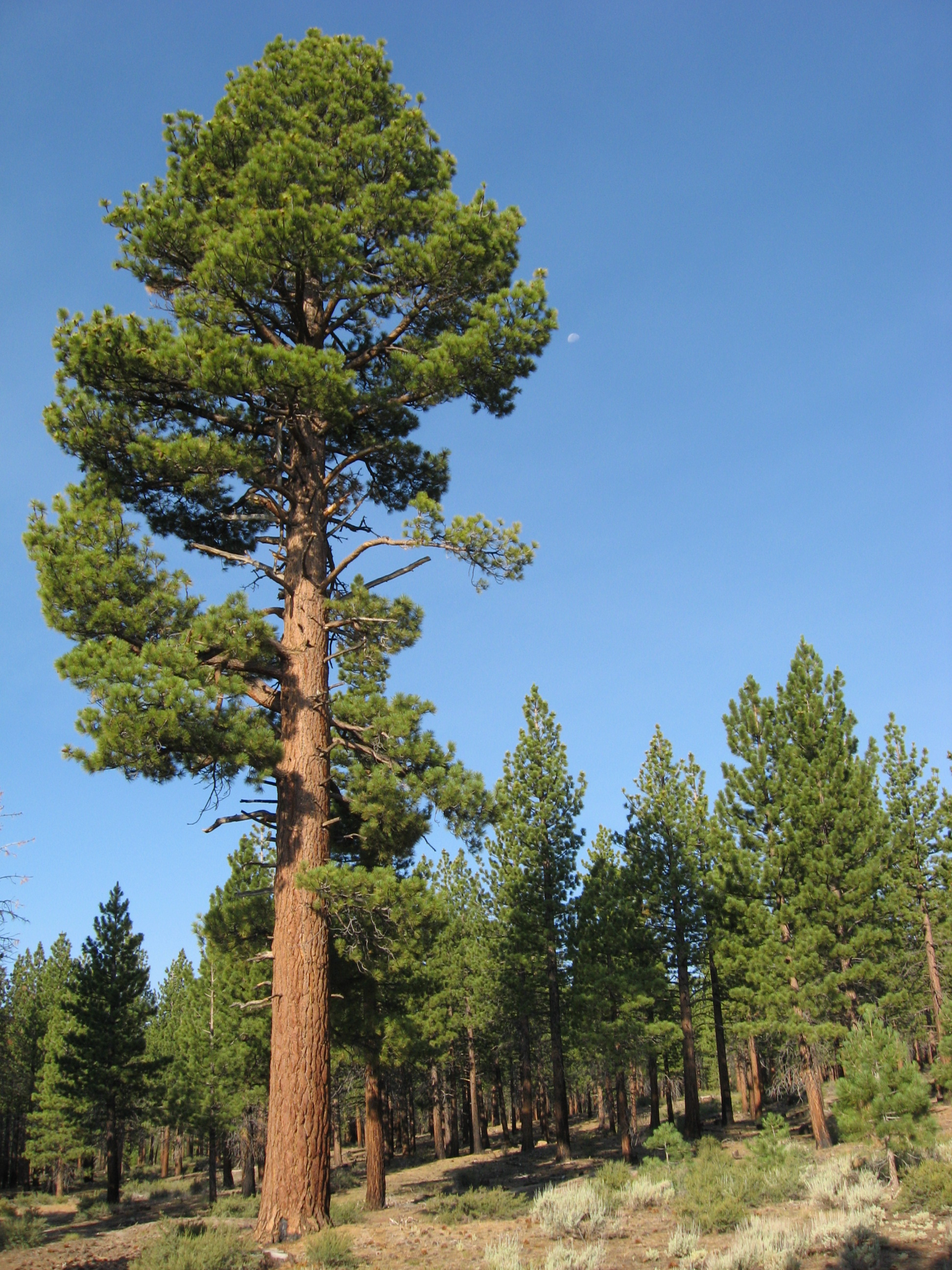
borovice Jeffreyova (Pinus jeffreyi)
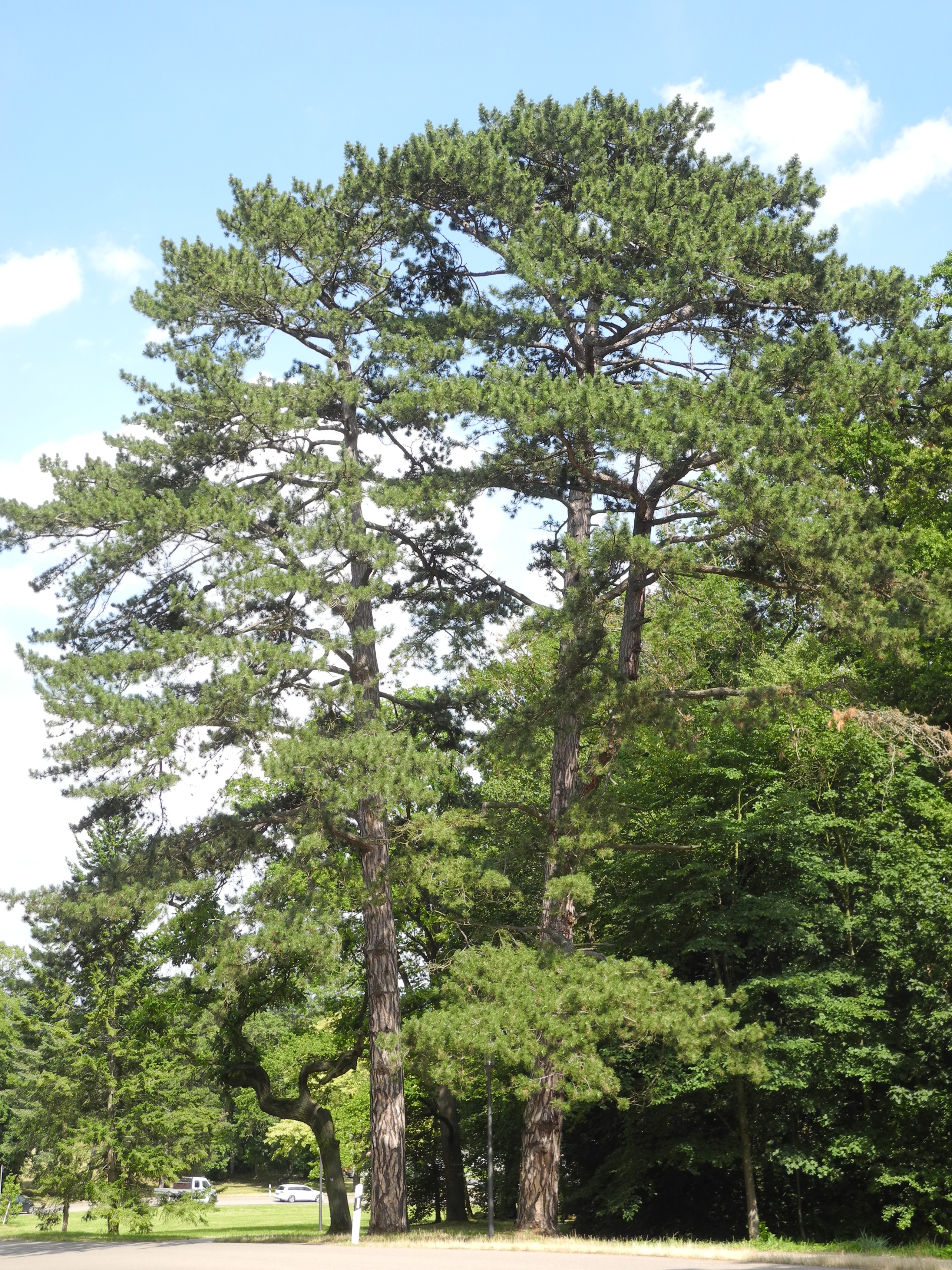
borovice černá (Pinus nigra)
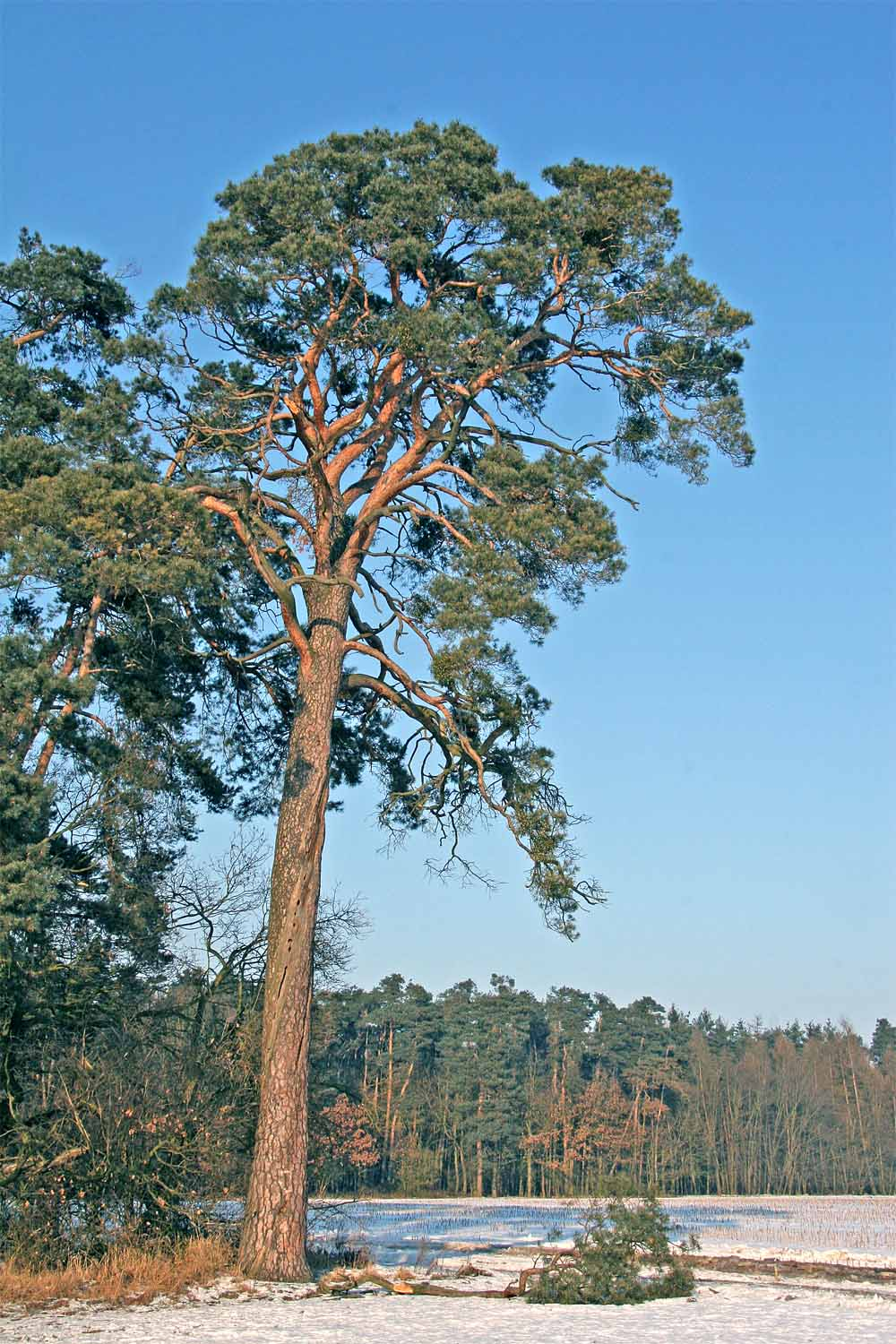
borovice lesní (Pinus sylvestris)
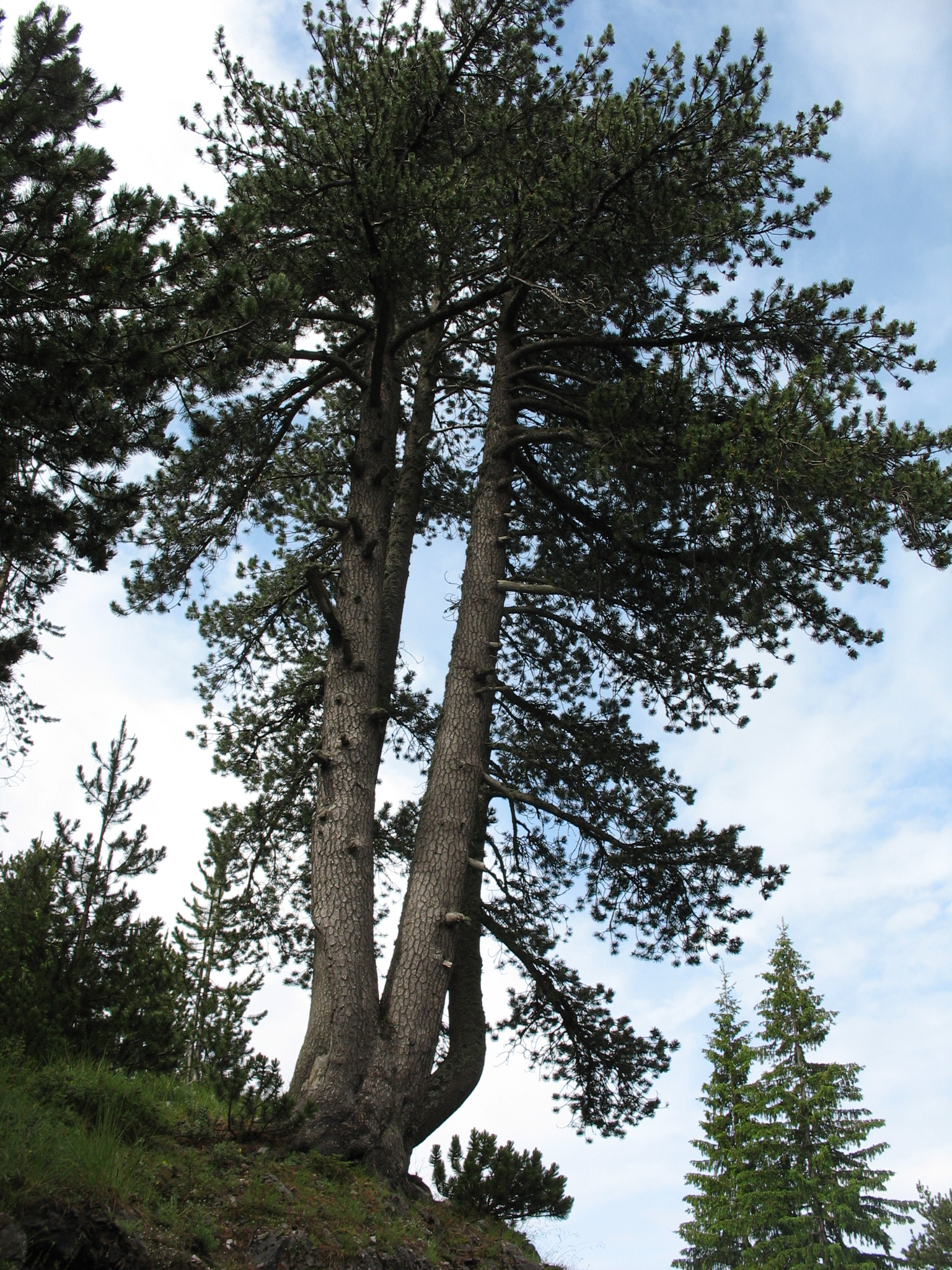
borovice Heldreichova (Pinus heldreichii)
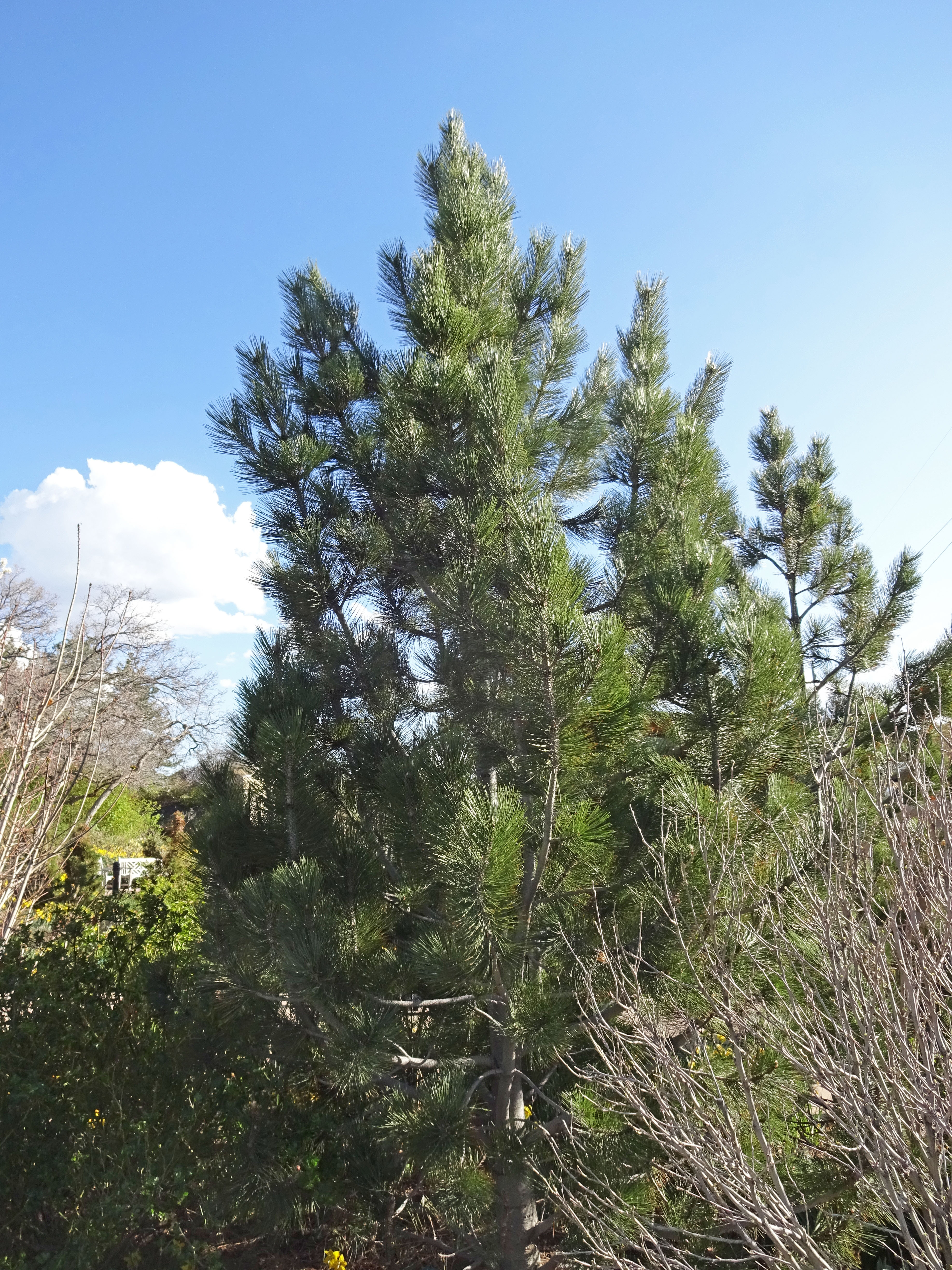
borovice bělokorá (Pinus leucodermis)
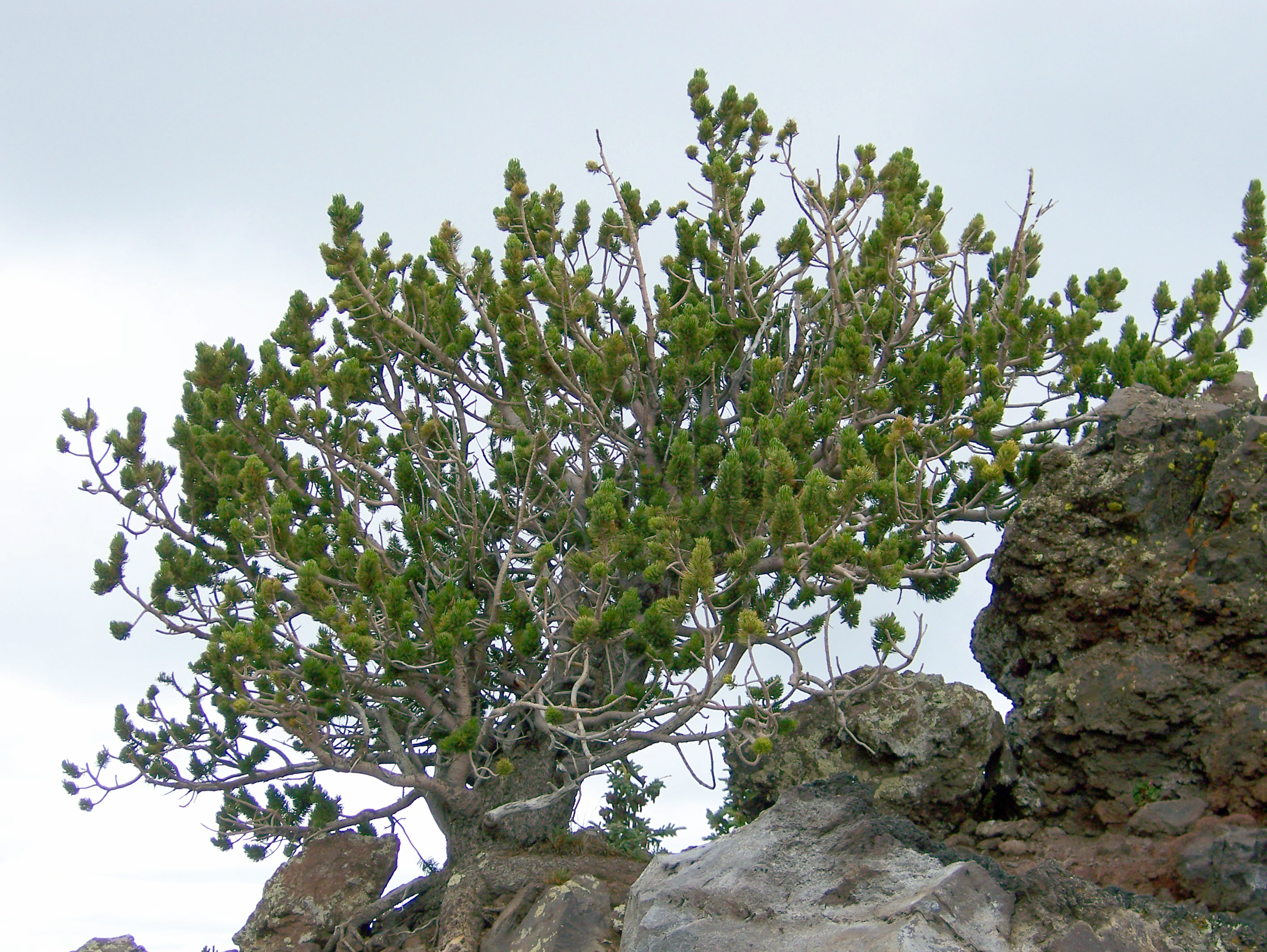
borovice osinatá (Pinus aristata)
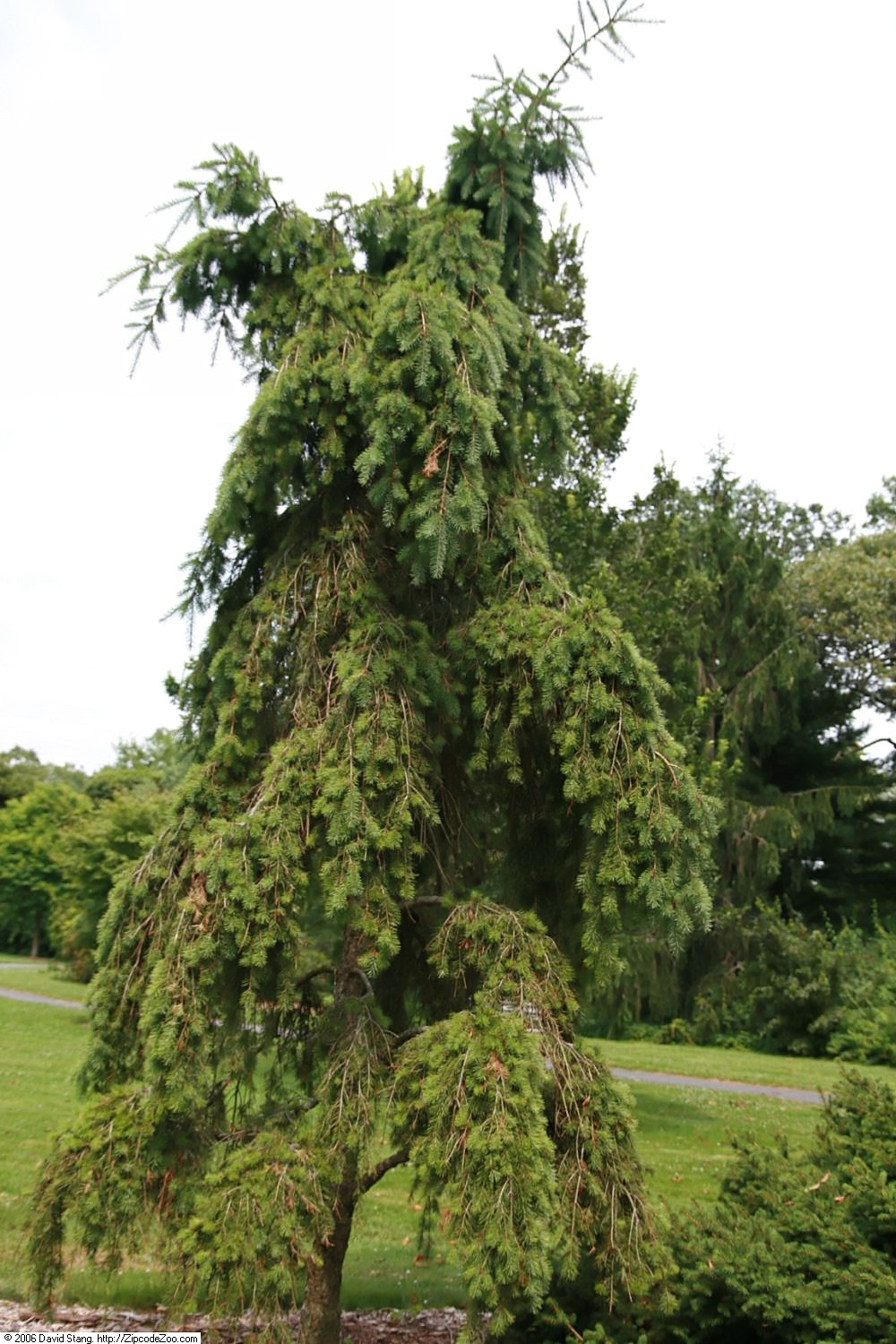
douglaska tisolistá (Pseudotsuga menziesii 'Pendula')
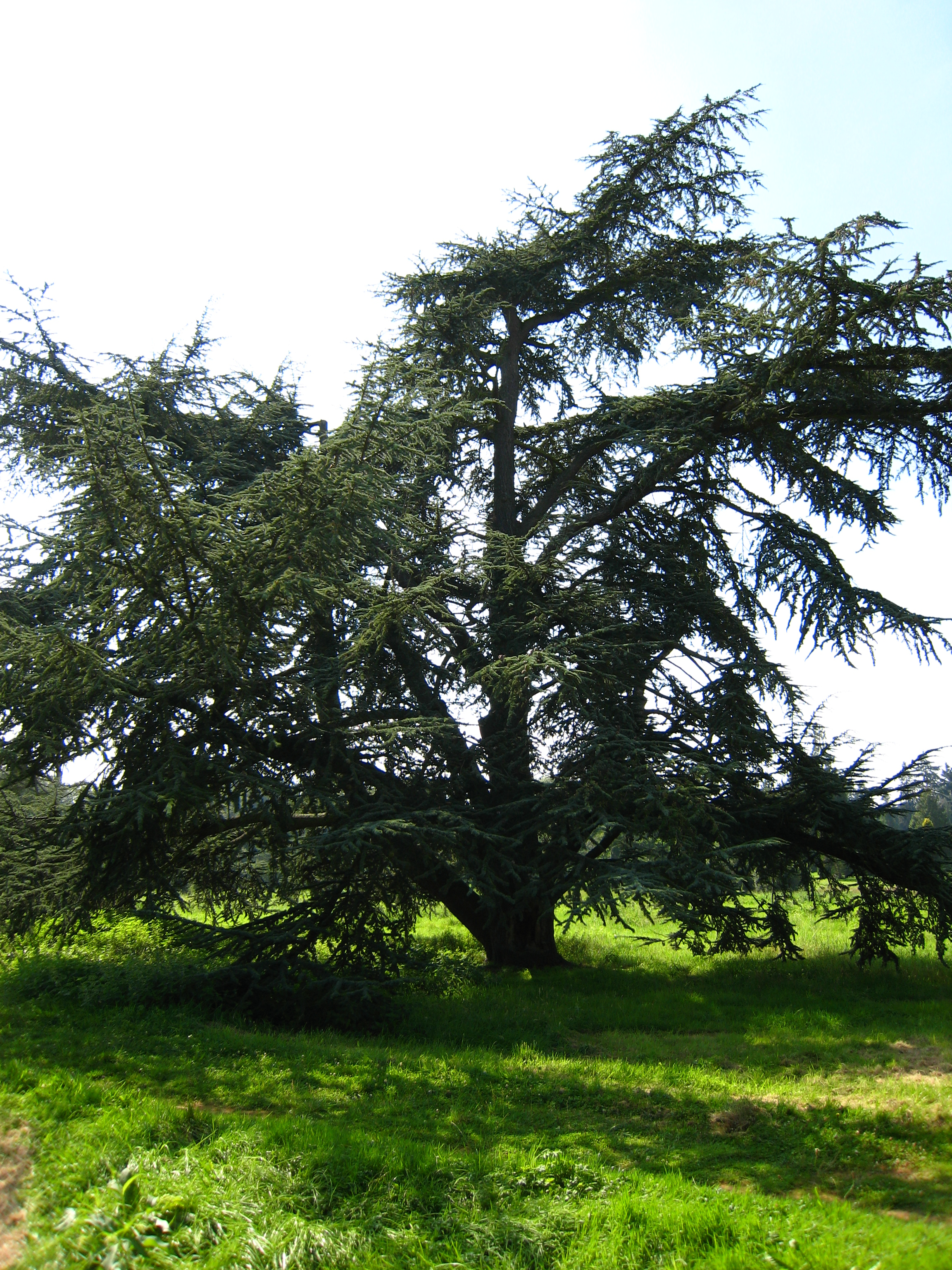
cedr atlaský (Cedrus atlantica)
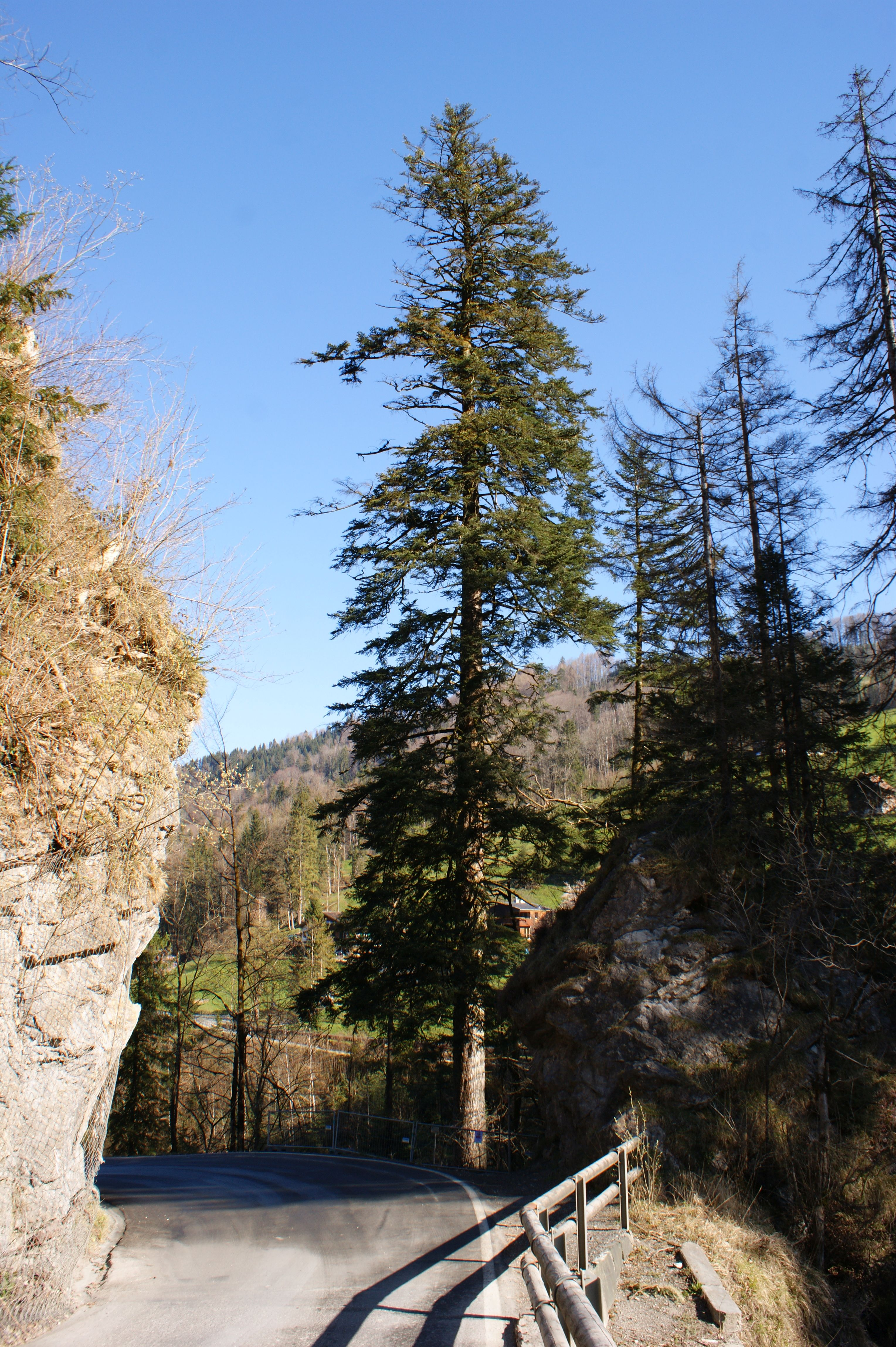
jedle bělokorá (Abies alba)

#### Čeleďmýdelníkovité(Sapindaceae)
- javor dlanitolistý (Acer palmatum); Korea, Japonsko, Čína
- javor dlanitolistý kultivar 'Atropurpureum' (Acer palmatum 'Atropurpureum'); Korea, Japonsko, Čína
- javor habrolistý (Acer carpinifolium); Japonsko
- javor klen (Acer pseudoplatanus); Evropa, Malá Asie

Ukázky dřevin z čeledi mýdelníkovitých (Sapindaceae) (ilustrační fotografie)
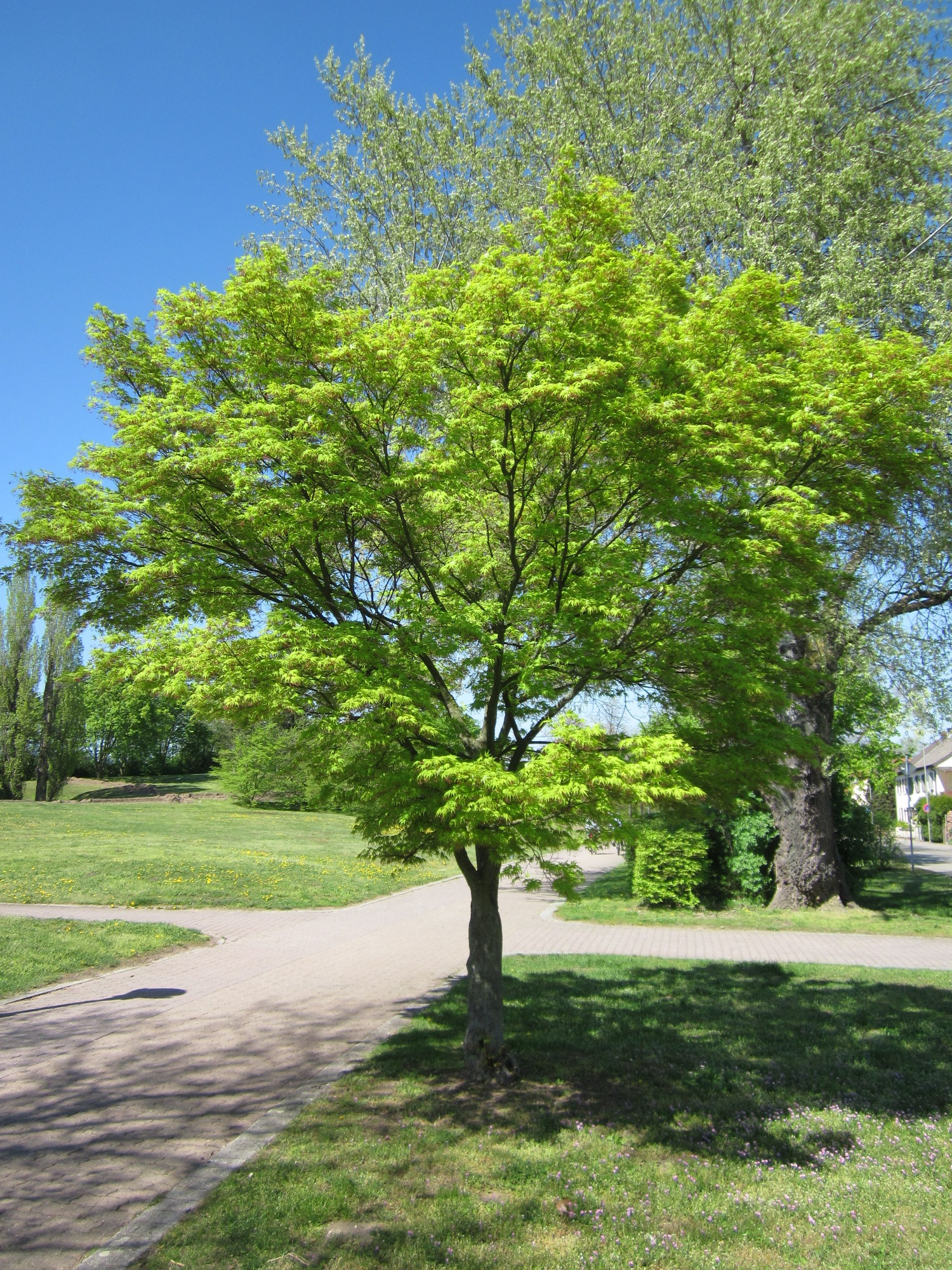
javor dlanitolistý (Acer palmatum)
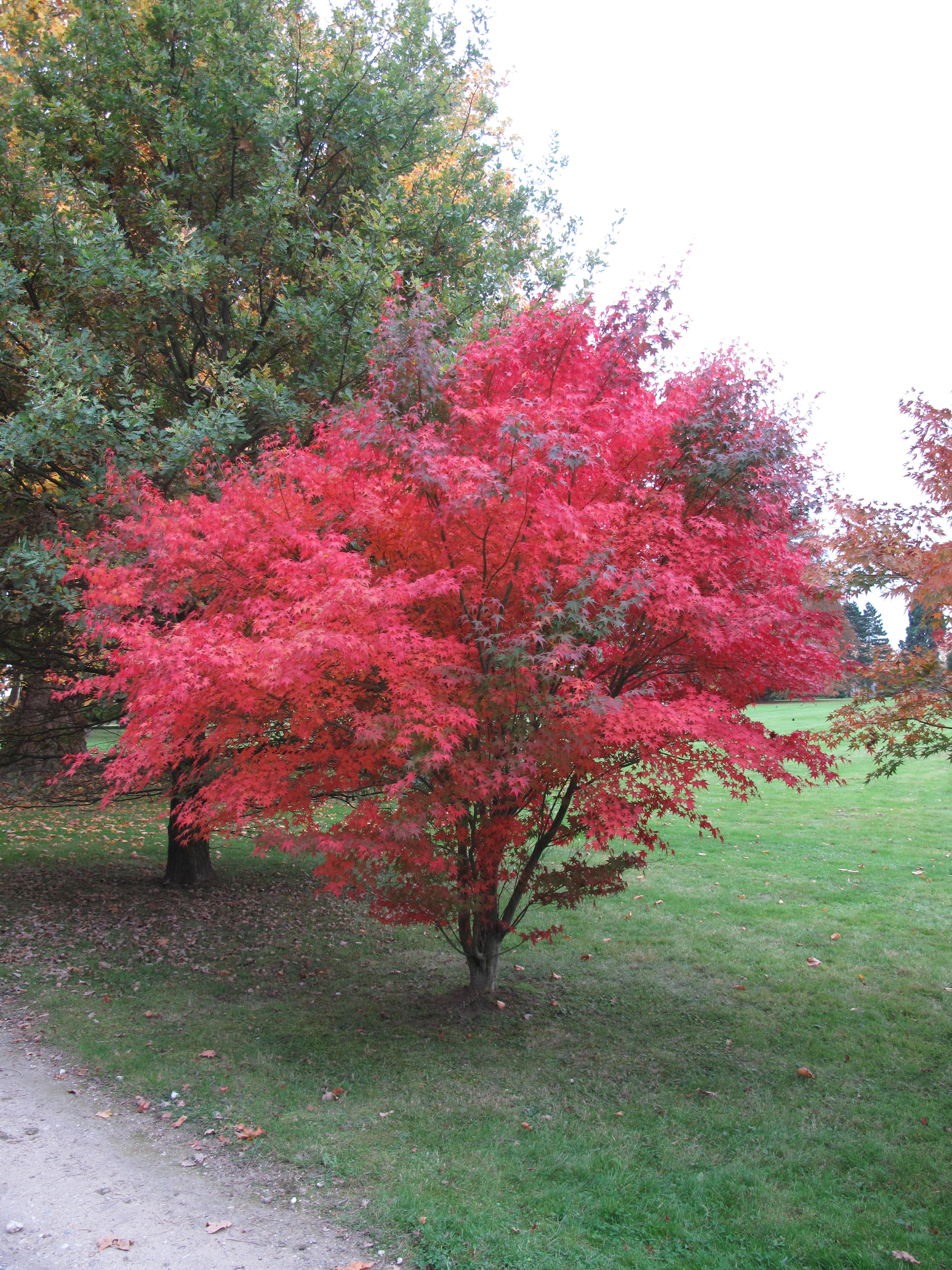
javor dlanitolistý kultivar 'Atropurpureum' (Acer palmatum 'Atropurpureum')
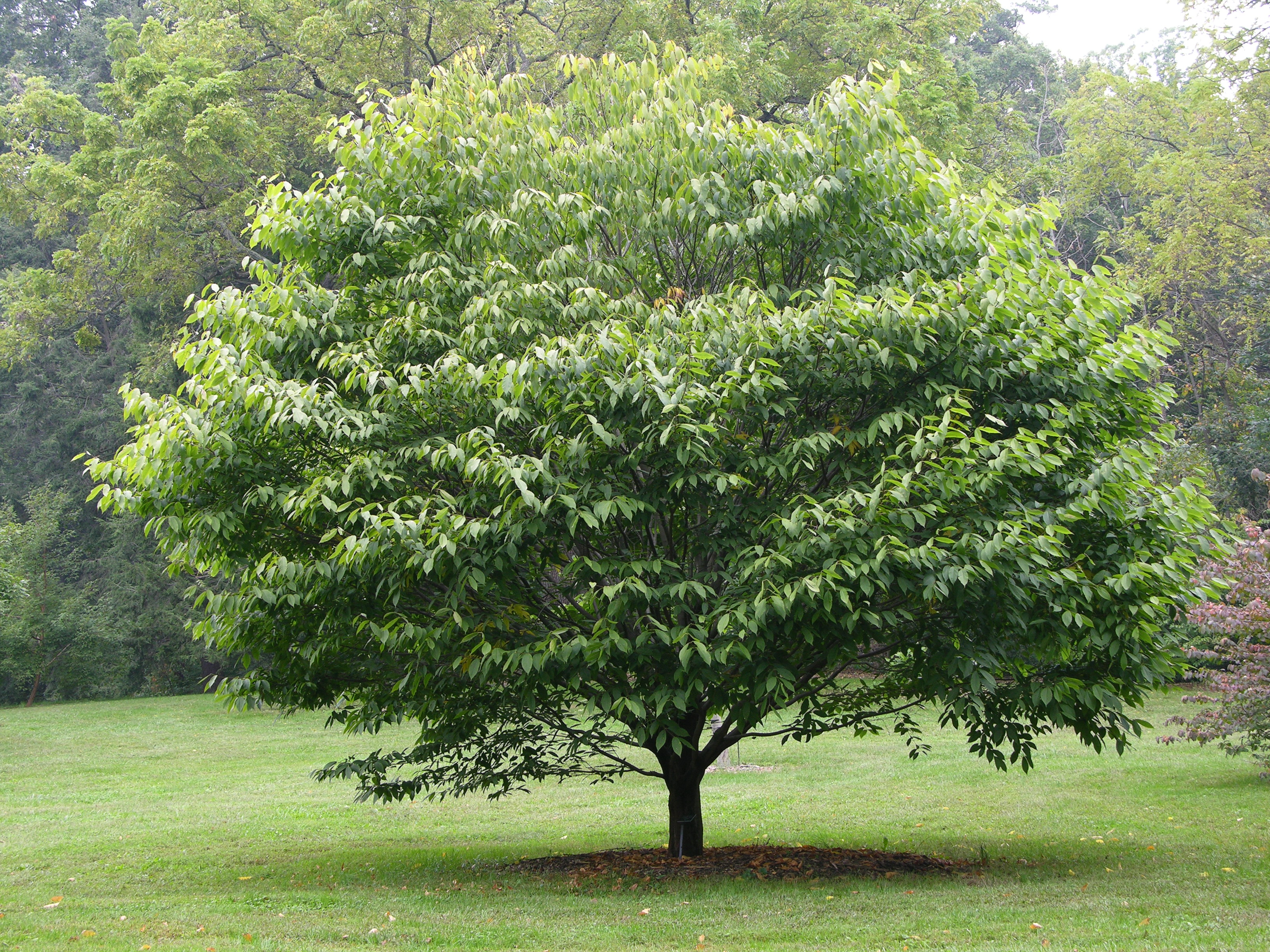
javor habrolistý (Acer carpinifolium)
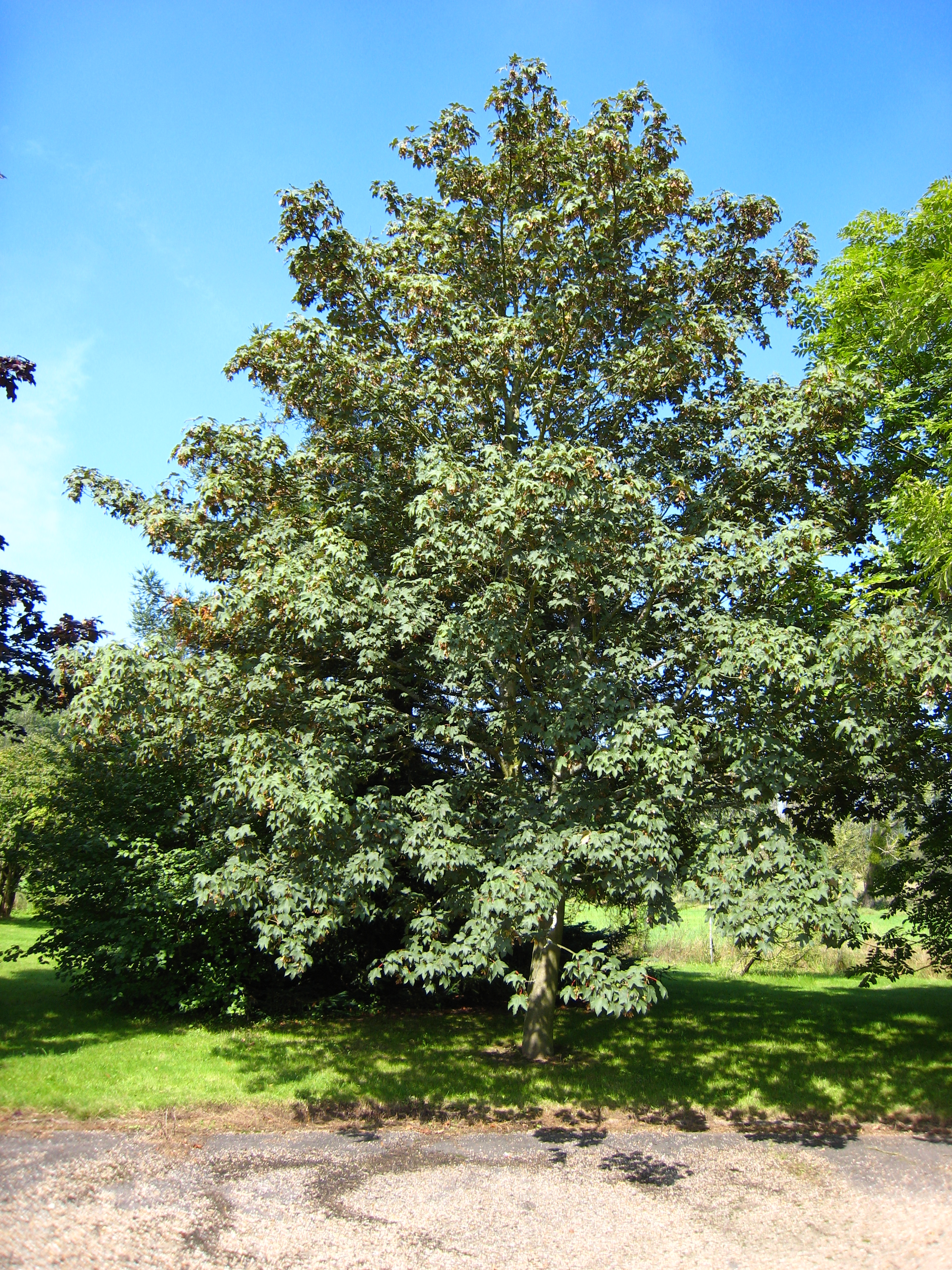
javor klen (Acer pseudoplatanus)

#### Jiné čeledi dřevin
- šácholan Soulangeův (Magnolia x soulangeana), nazývaný také magnólie Soulangeova; čeleď šácholanovité (Magnoliaceae); vyšlechtěn v roce 1820 ve Fromontu (obec v departementu Seine-et-Marne ve Francii); (Magnolia denudata x Magnolia liliiflora)
- Metasekvoje tisovcovitá (Metasequoia glyptostroboides), též zvaná „metasekvoje čínská“; čeleď cypřišovité (Cupressaceae); Čína (nalezena v roce 1944, nálezce Tsang Wang)

Ukázky dřevin z jiných čeledí (ilustrační fotografie)
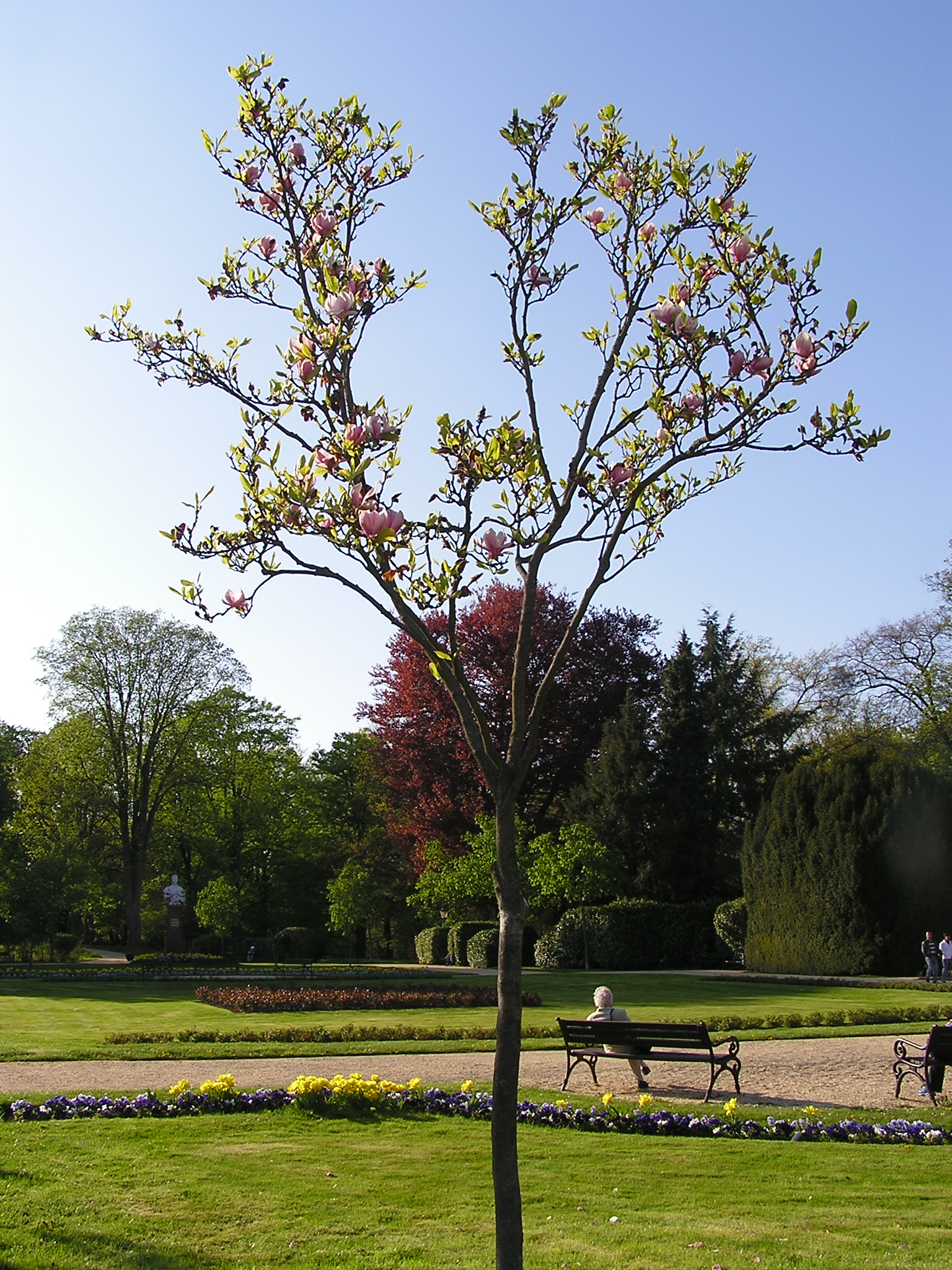
šácholan Soulangeův (Magnolia x soulangeana)
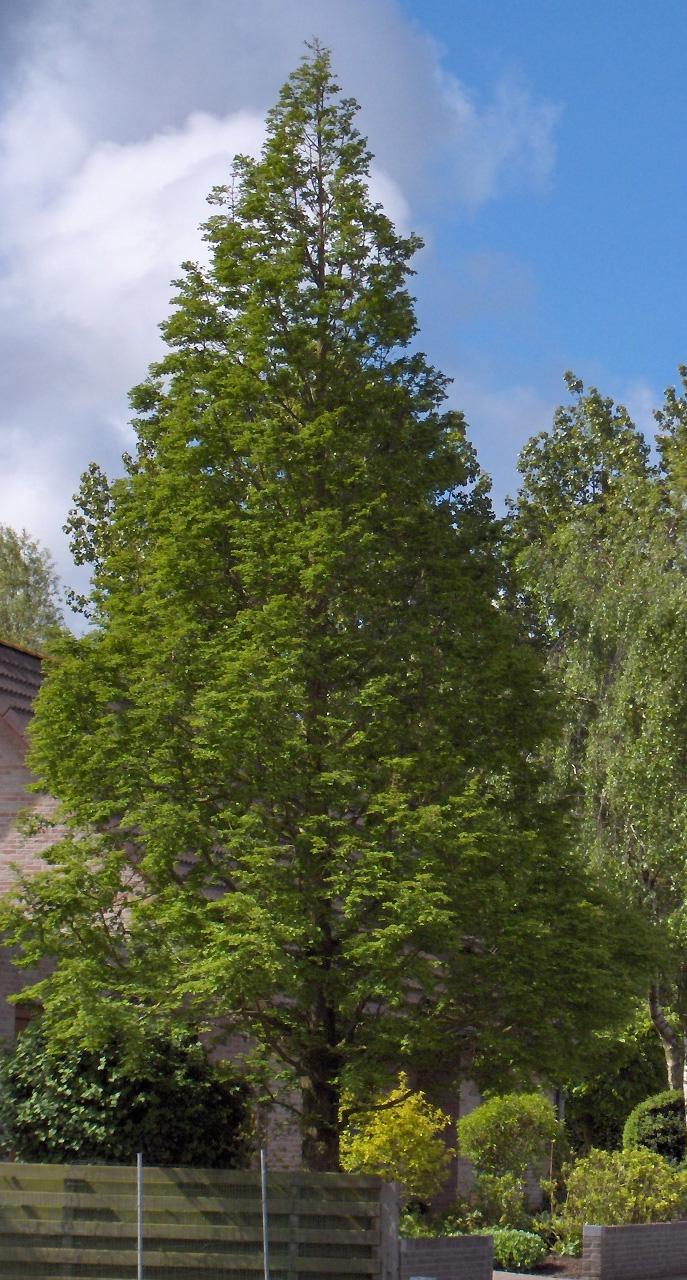
Metasekvoje tisovcovitá (Metasequoia glyptostroboides)

## Co tu roste a žije

### Byliny
- lomikameny (Saxifraga); Lomikámen dlouholistý (Saxifraga longifolia)[5]
- Lýkovec (Daphne gemmata)[5]
- Lýkovec kavkazský (Daphne caucasica)[5]
- Špirlice (Sarracenia purpurea) (patří mezi masožravé rostliny)[5]
- velkokvěté krokusy (Crocus); podzimní krokusy[5]
- Routevník (Callianthemum) (dovezený z Číny)[5]
- netřesky (Sempervivum)[5]
- Hvozdíky (Dianthus) (původem z tureckého pohoří Ida)[5]
- Šater (Gypsophila)[5]
- Drsnatka (Haberlea) (dovezená z Bulharska mezi prvními exempláři zahrady)[5]
- Sternbergie (Sternbergia) (pojmenovaná po zakladateli paleobotaniky Kašparu Maria hraběti ze Šternberka)[5]
- Rosnatky (Drosera) (patří mezi masožravé rostliny)[5]
- Tučnice (Pinguicula) (patří mezi masožravé rostliny)[5]

Příklady některých bylin (ilustrační fotografie)
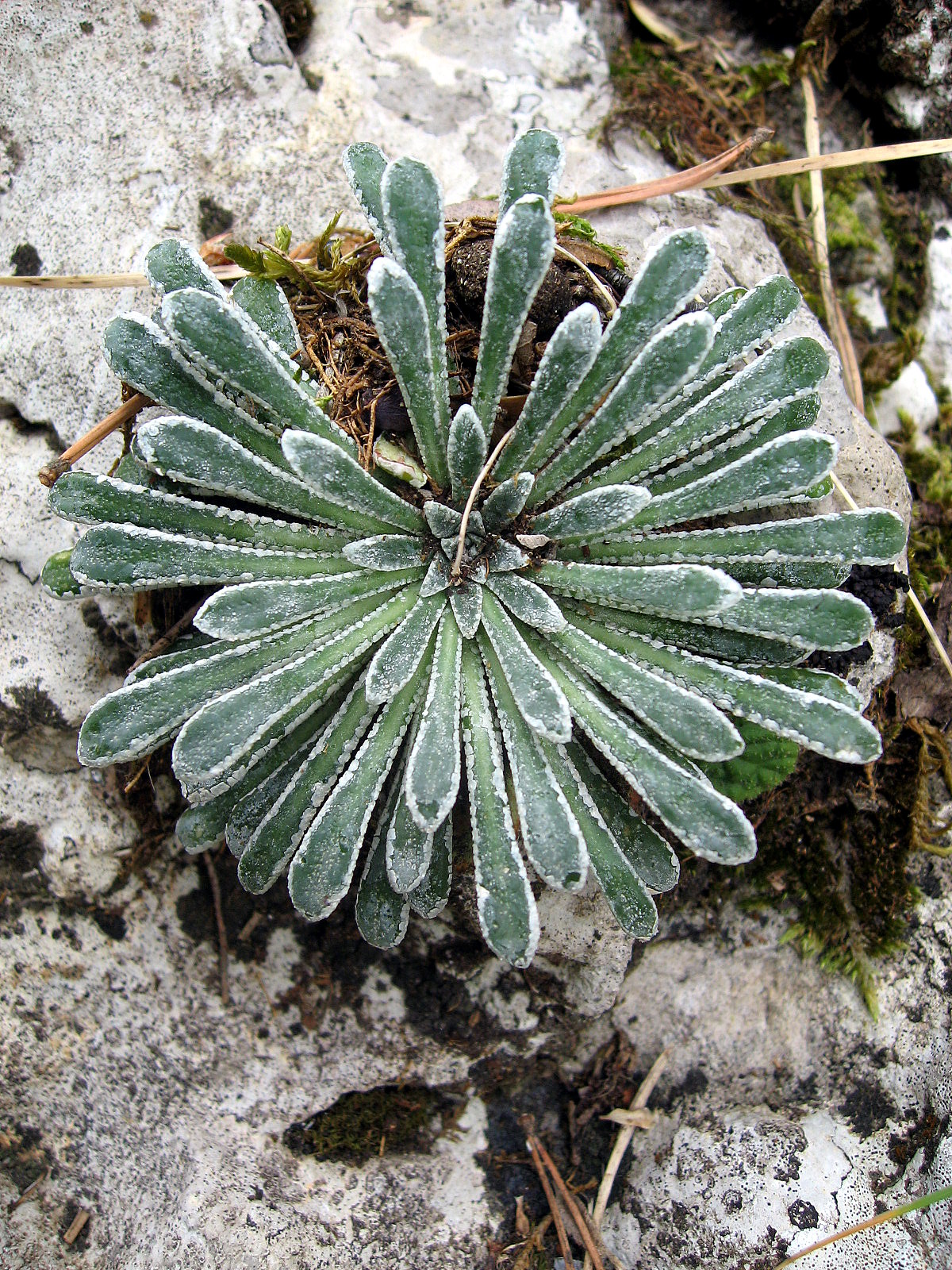
Lomikámen dlouholistý (Saxifraga longifolia)
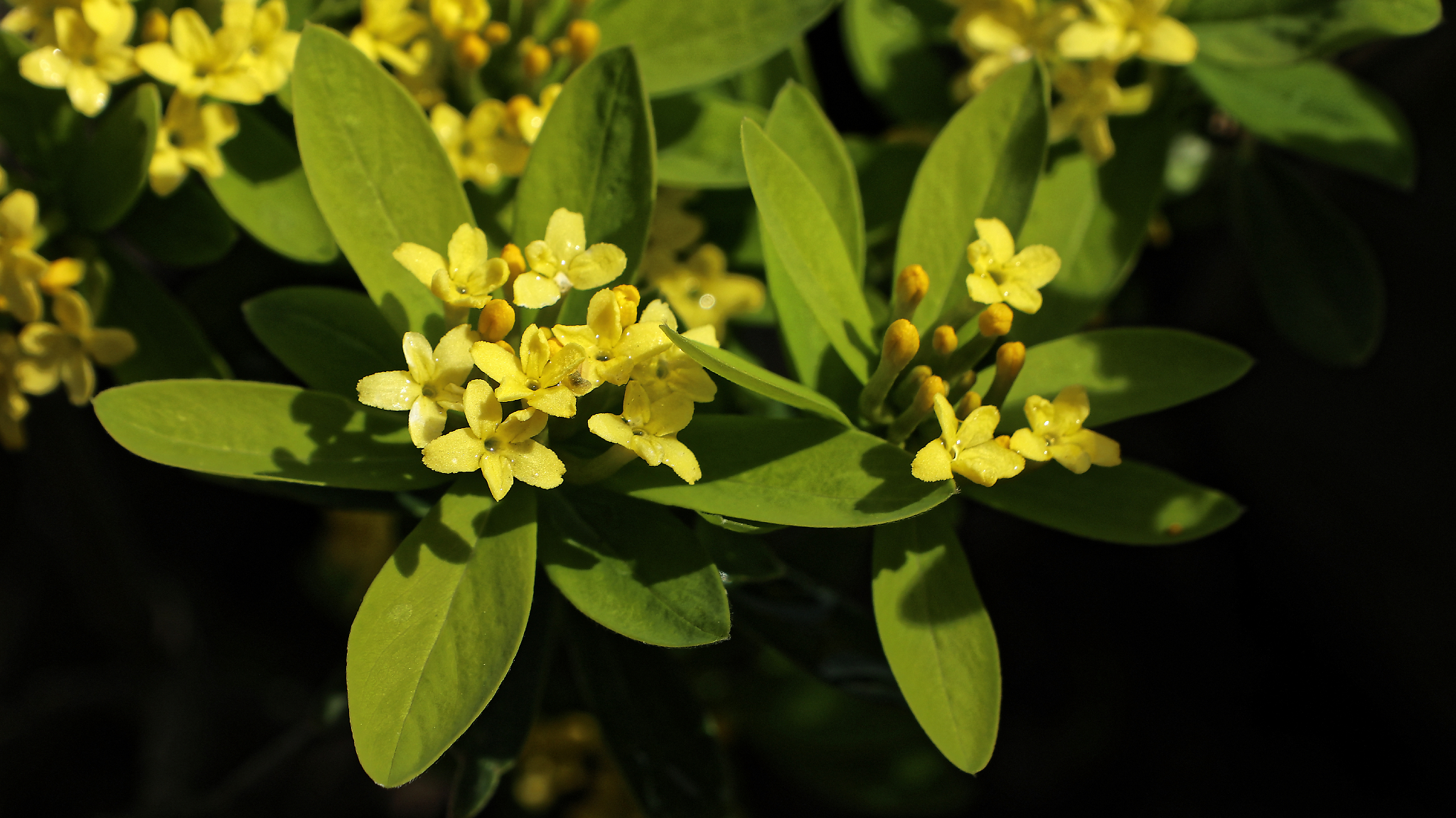
Lýkovec (Daphne gemmata)
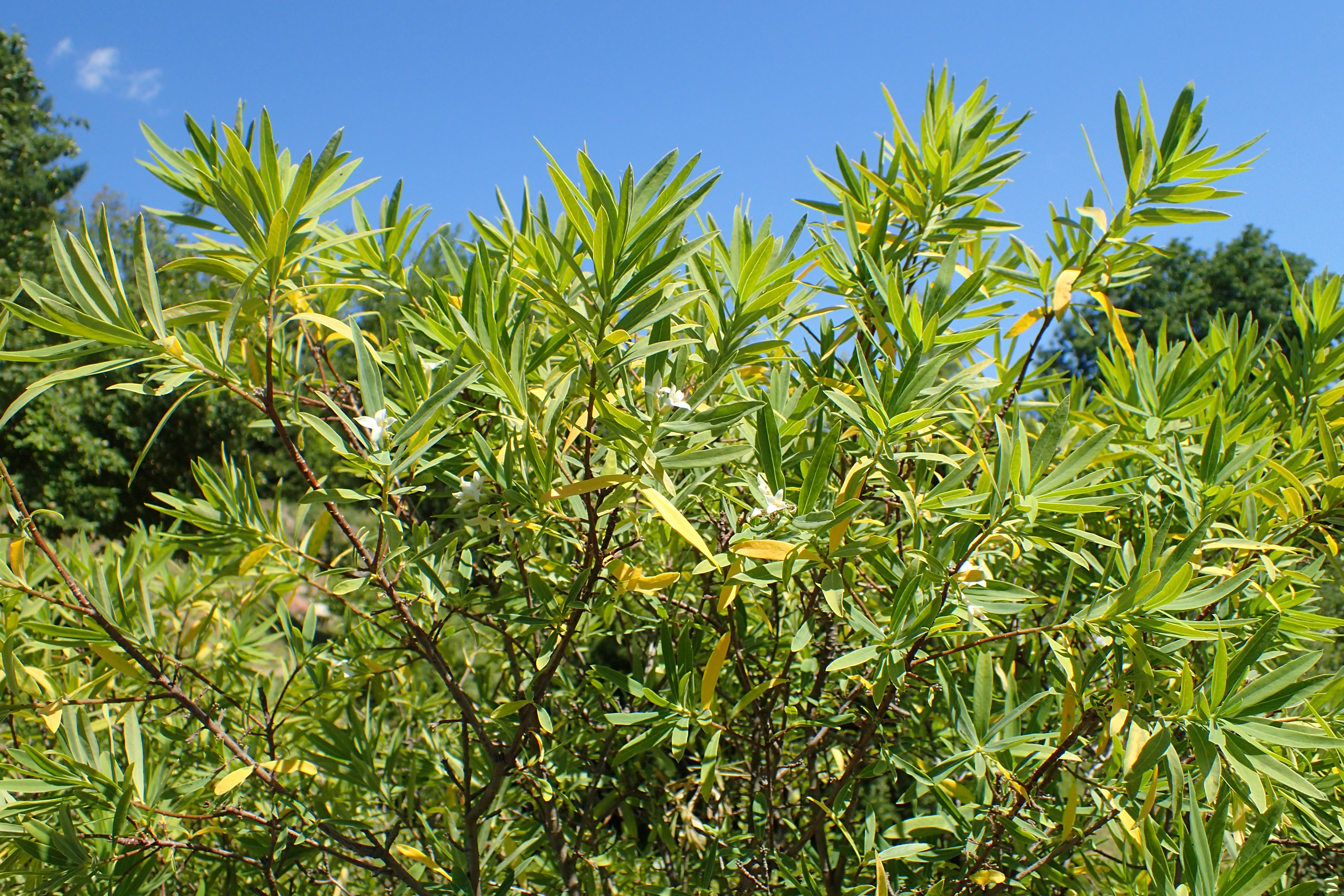
Lýkovec kavkazský (Daphne caucasica)
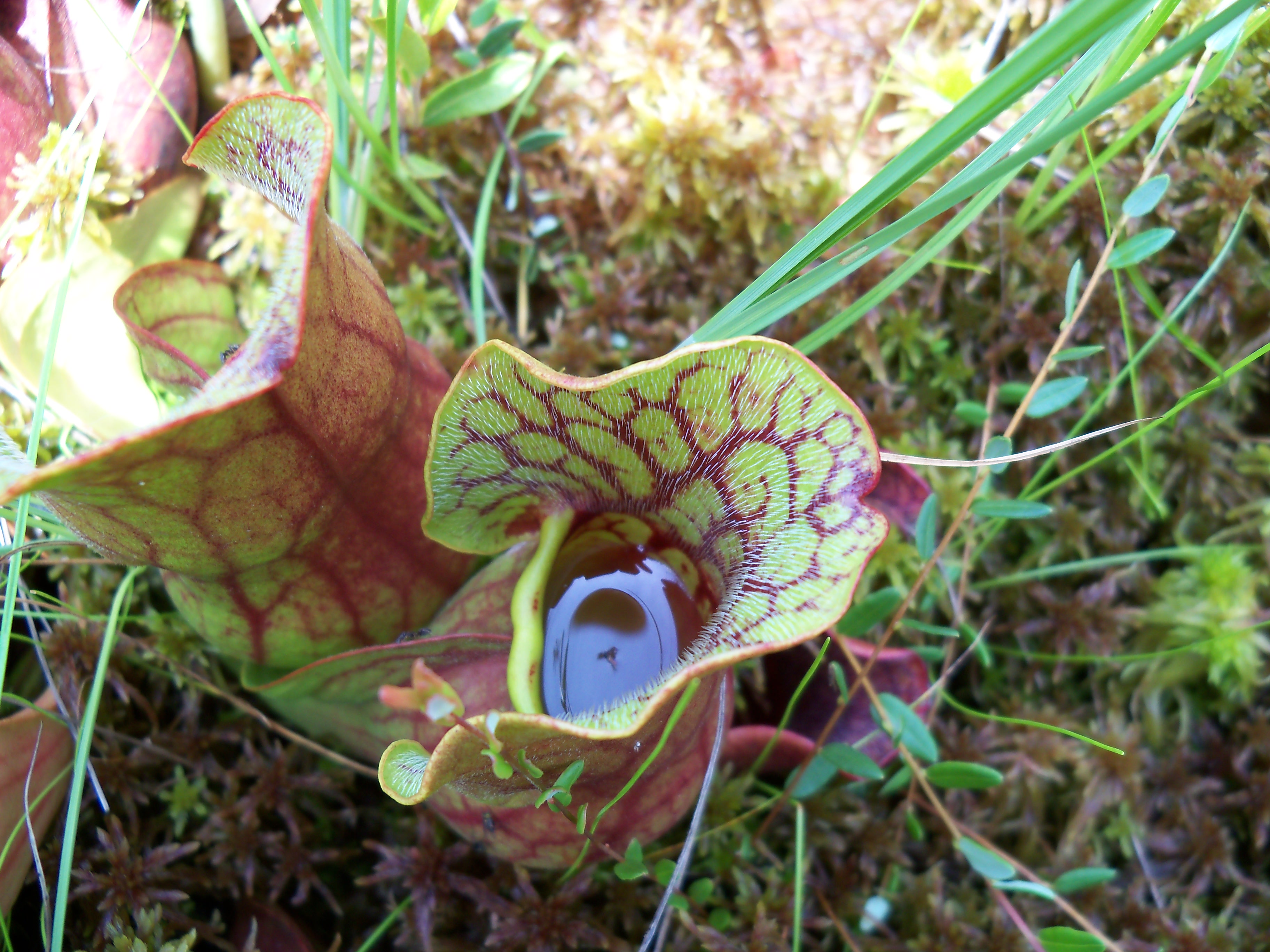
Špirlice (Sarracenia purpurea)

### Dřeviny
- Kručinky (Genista)[5] (polokeře a keře rostoucí ve Středomoří)
- Metasekvoje tisovcovitá (Metasequoia glyptostroboides) (vypěstované zde ze semínka zasazeného v roce 1961)[5]
- Borovice osinatá (Pinus aristata) (dlouhověký strom původem ze severní Ameriky)[5]
- Jeřáb sudetský (Sorbus sudetica) (krkonošský endemit)[5]
- Čarověník[5]
- Sekvojovec (Sequoiadendron)[4]

Příklady některých dřevin (ilustrační fotografie)
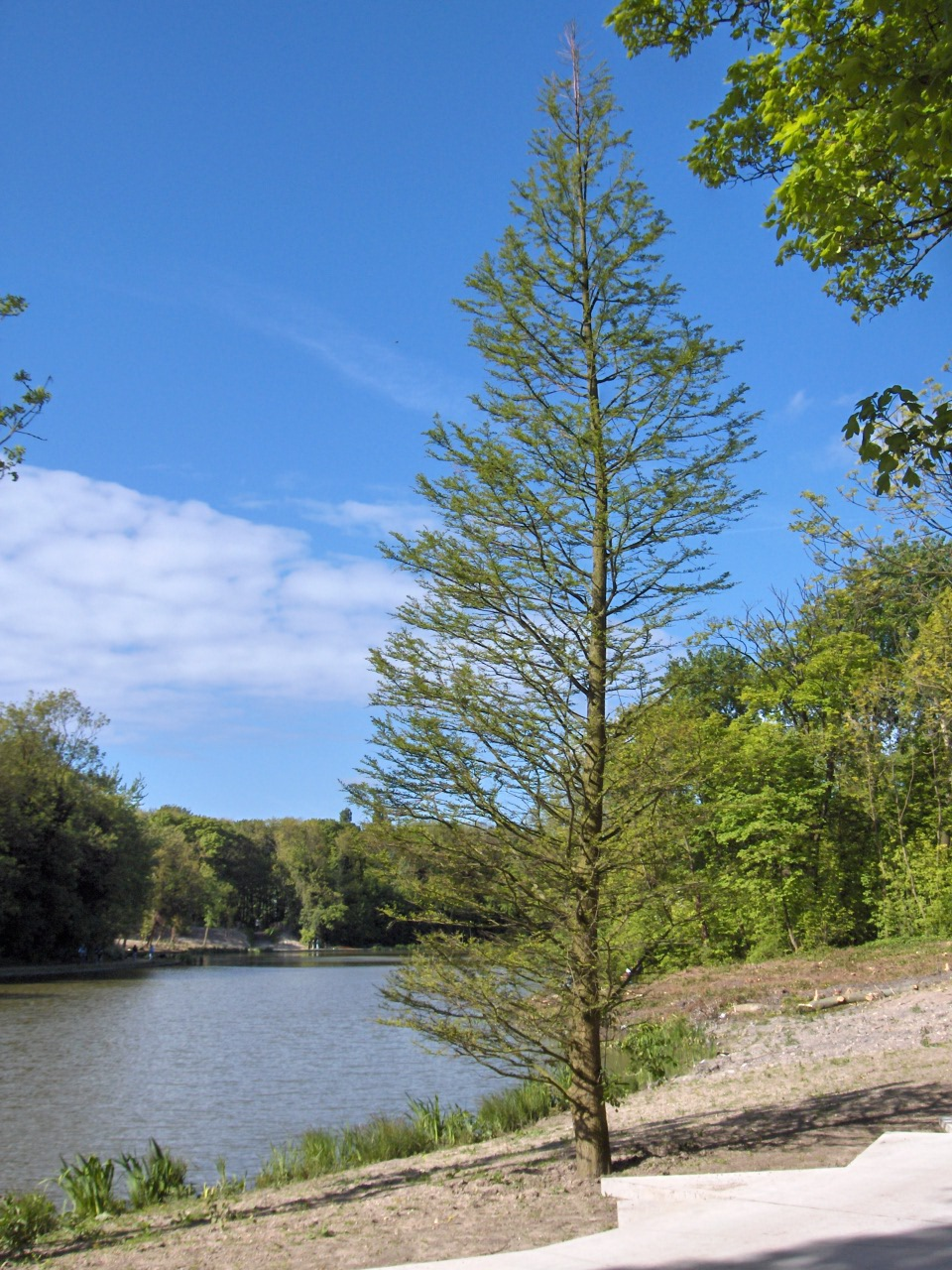
Metasekvoje tisovcovitá (Metasequoia glyptostroboides)
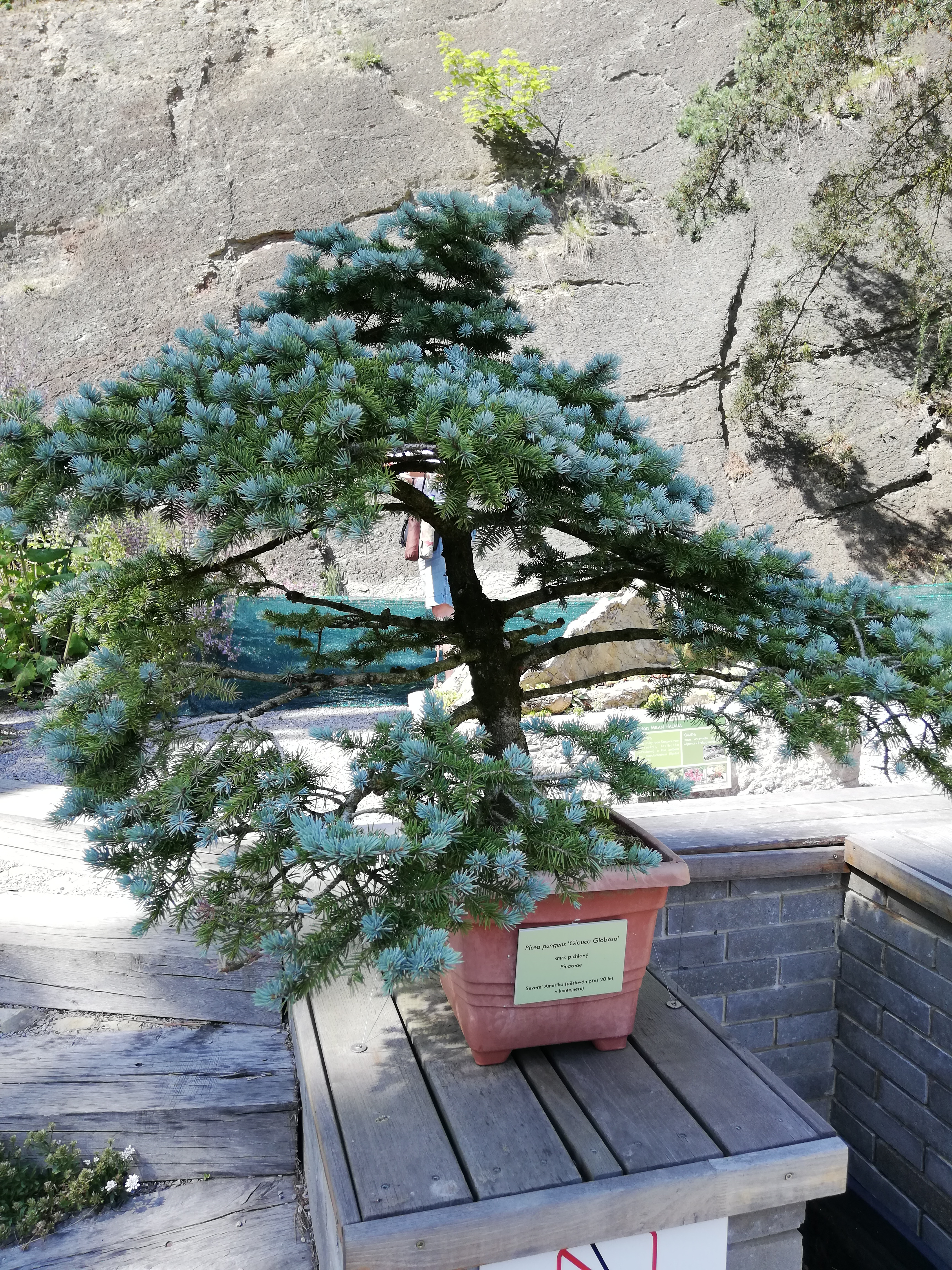
Smrk pichlavý; Picea pungens 'Glauca Globosa'; Pinaceae; Severní Amerika
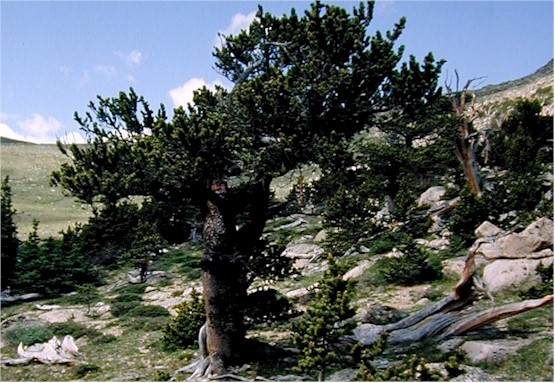
Borovice osinatá (Pinus aristata)
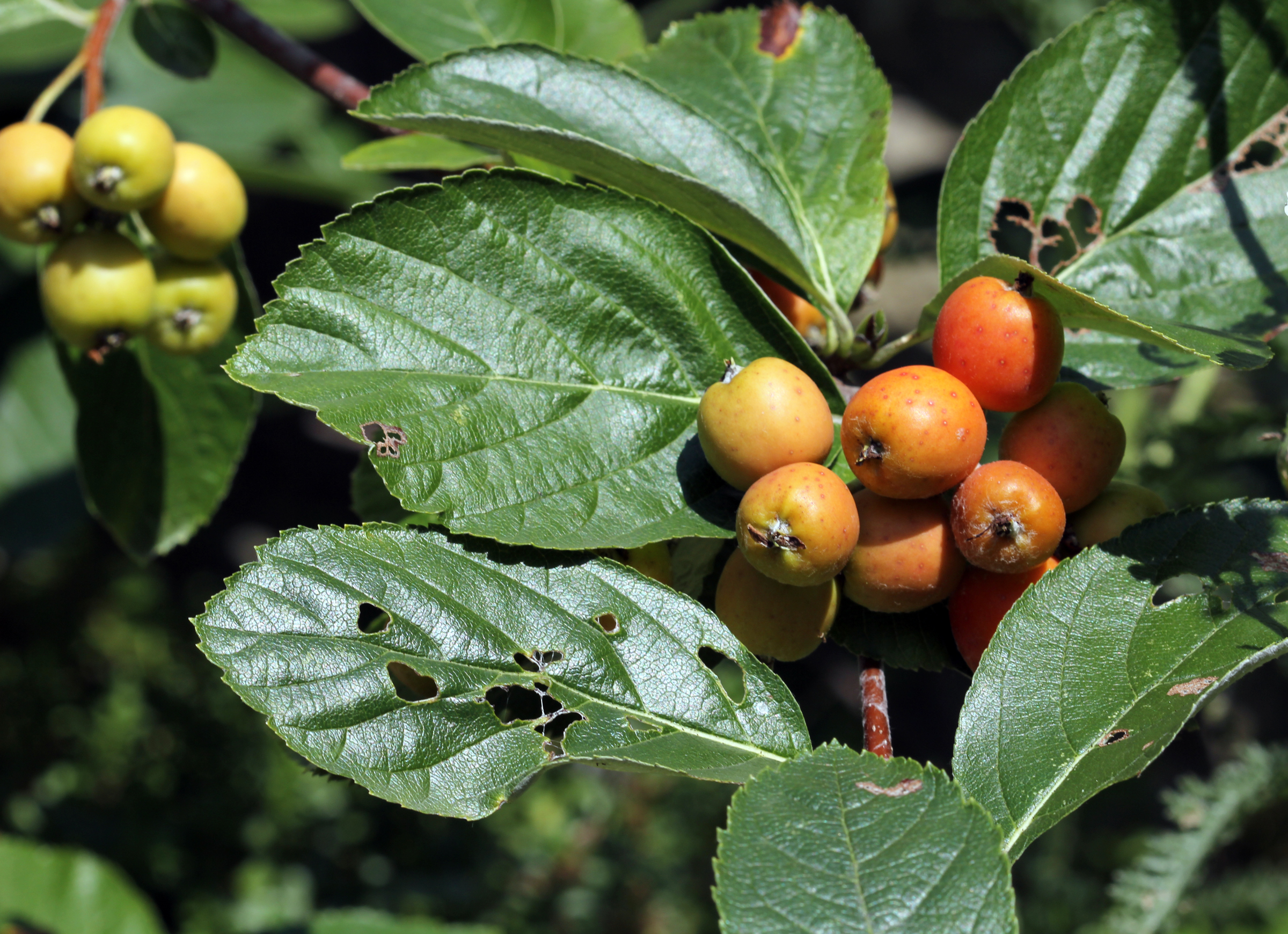
Jeřáb sudetský (Sorbus sudetica)
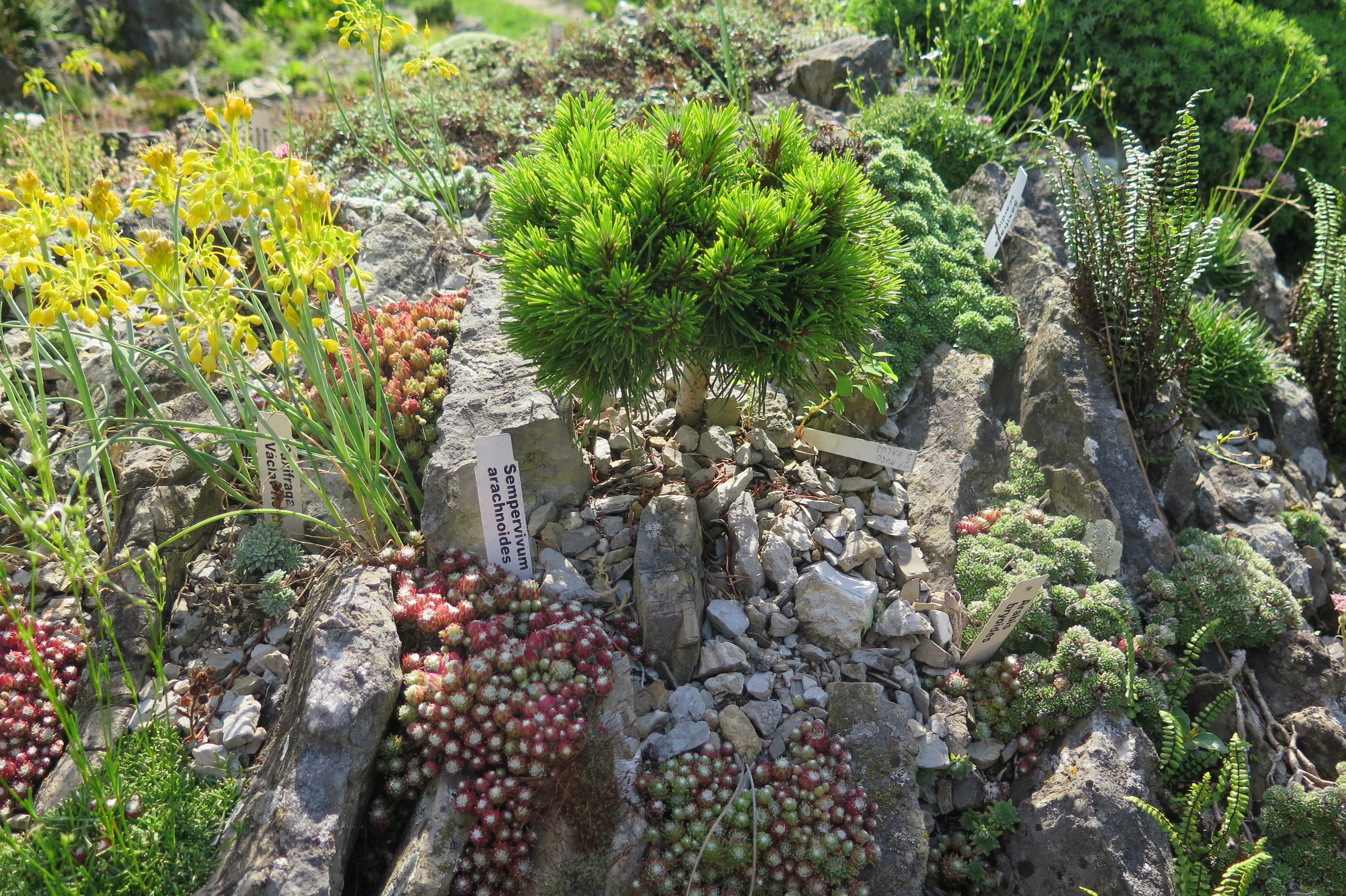
Jeden z exemplářů čarověníků

### Živočichové
- 10 druhů vážek,[15] například Vážka ploská (Libellula depressa)[5]
- Drvodělka (Xylocopa); rod blanokřídlého hmyzu; nejspíše drvodělka fialová (Xylocopa violacea) nebo drvodělka potulná (Xylocopa valga)
- Ropucha zelená (Bufotes viridis)[5][15]
- Ropucha obecná (Bufo bufo)[5][15]
- Skokan krátkonohý (Pelophylax lessonae)[15]
- Čolek obecný (Lissotriton vulgaris))[15]
- Ostroretka stěhovavá (Chondrostoma nasus)[15]
- Hořavka duhová (Rhodeus sericeus)[15]

Příklady některých živočichů (ilustrační fotografie)
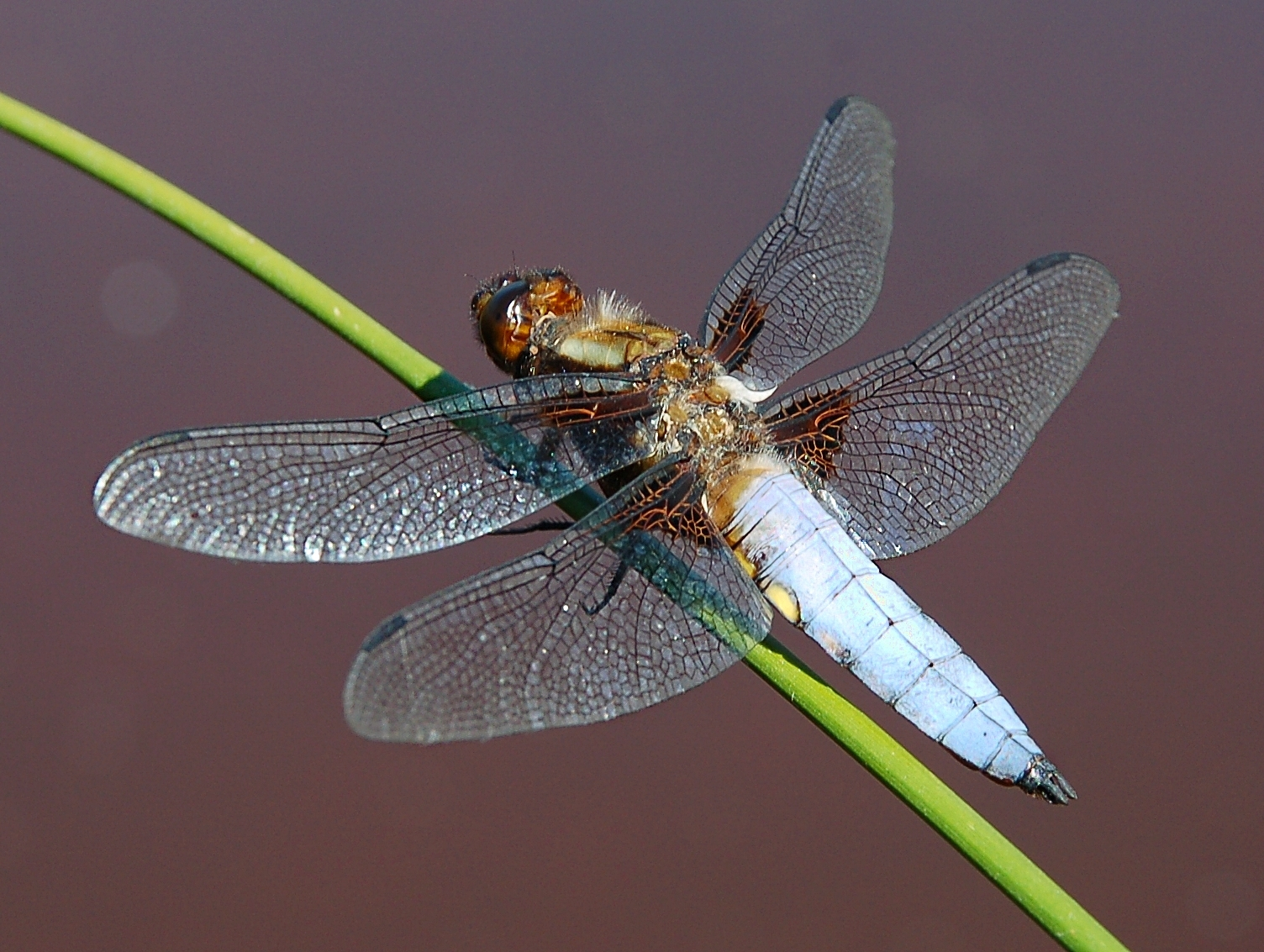
Vážka ploská (Libellula depressa)
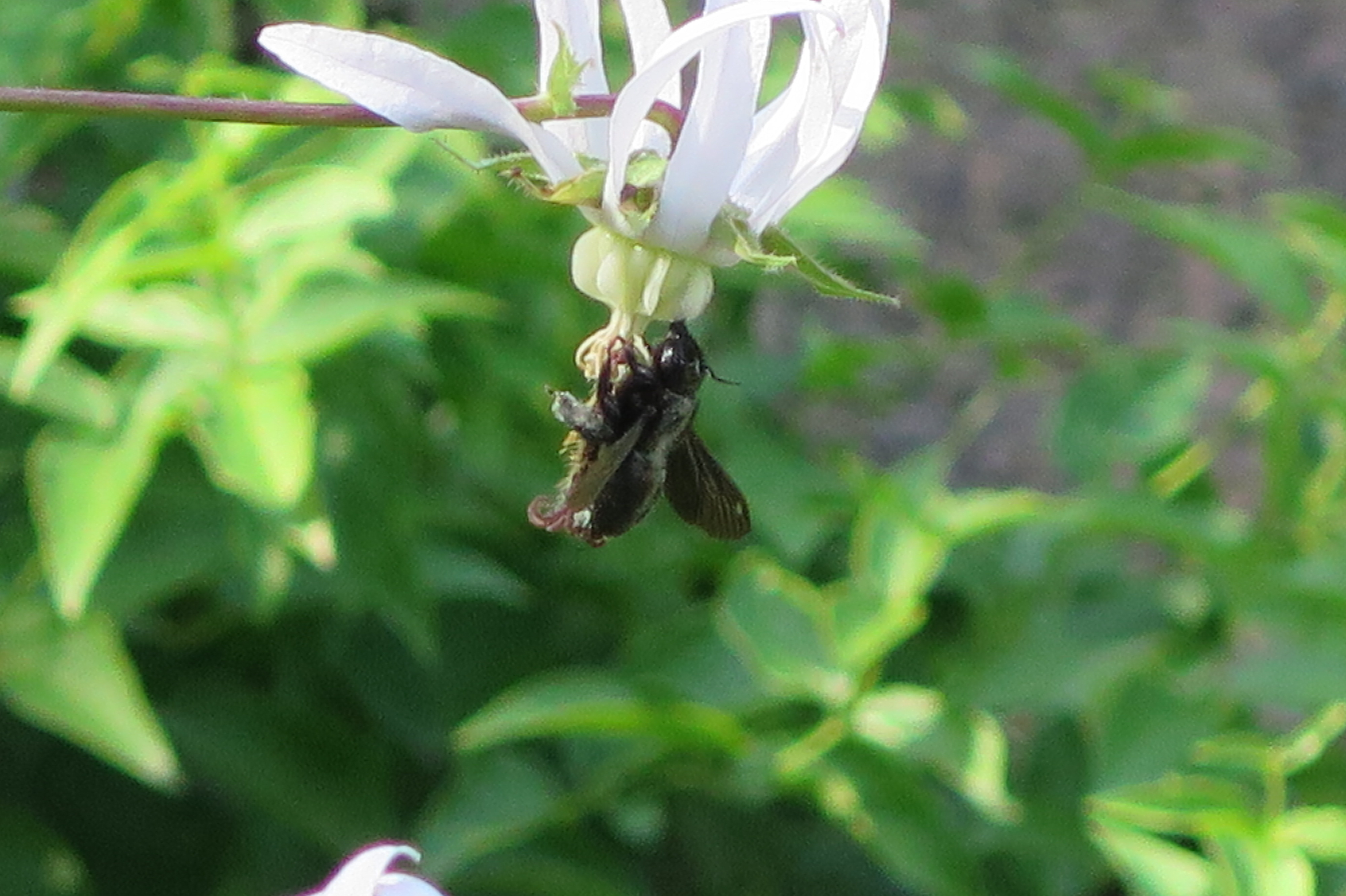
Drvodělka (Xylocopa)
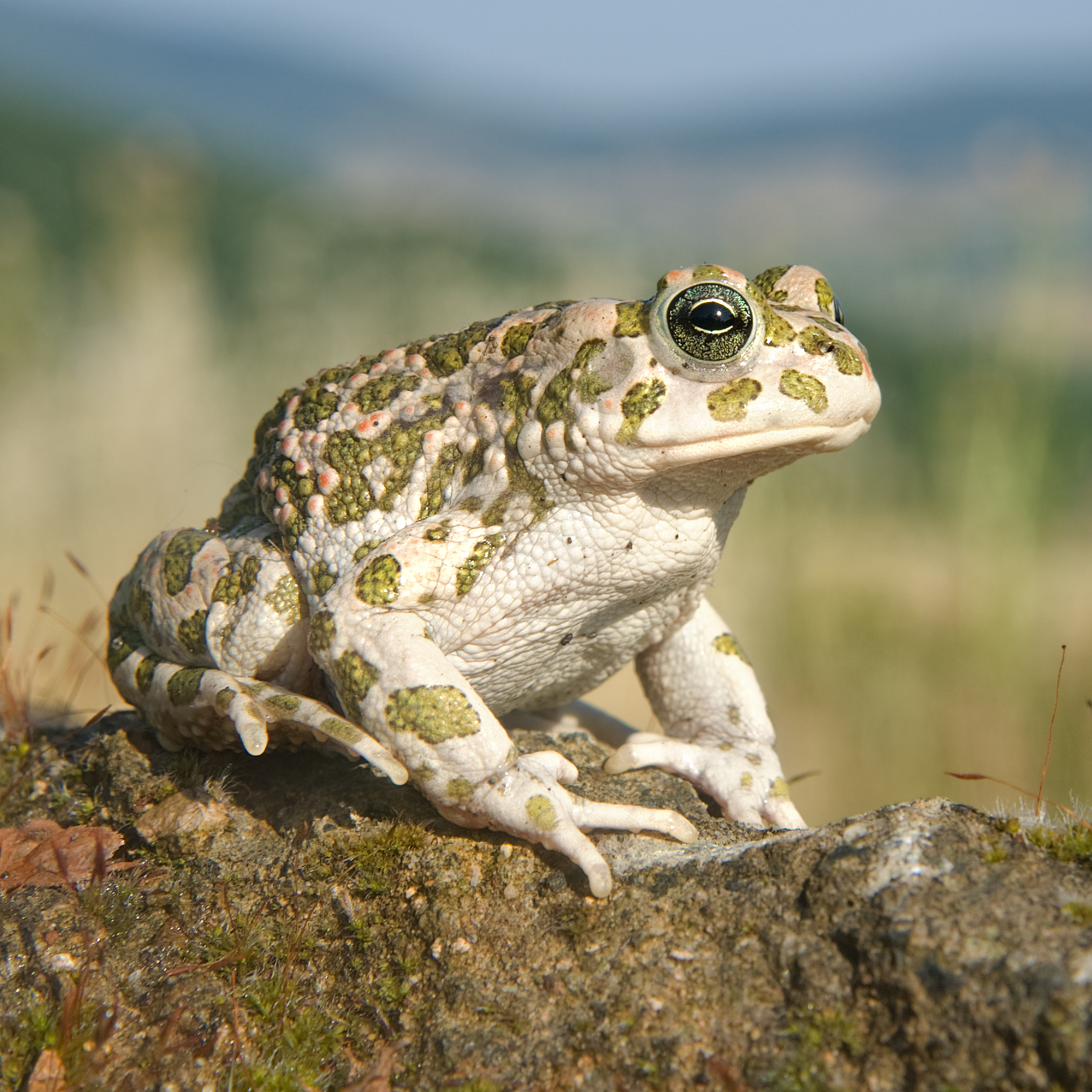
Ropucha zelená (Bufotes viridis)
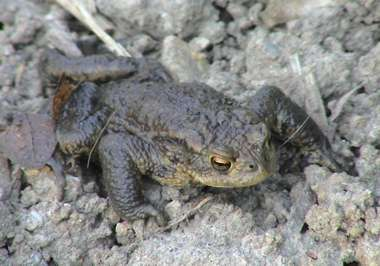
Ropucha obecná (Bufo bufo)
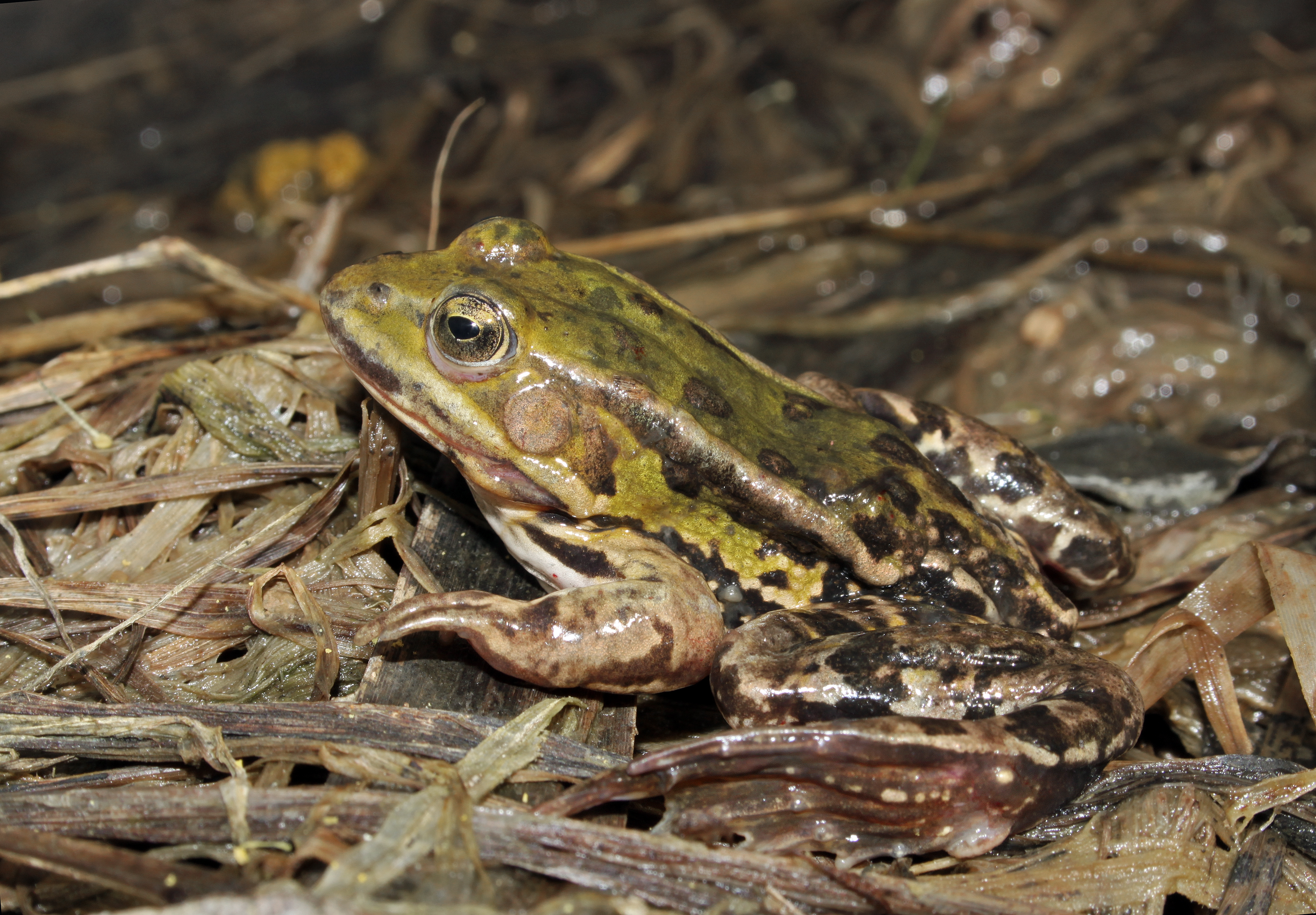
Skokan krátkonohý (Pelophylax lessonae)
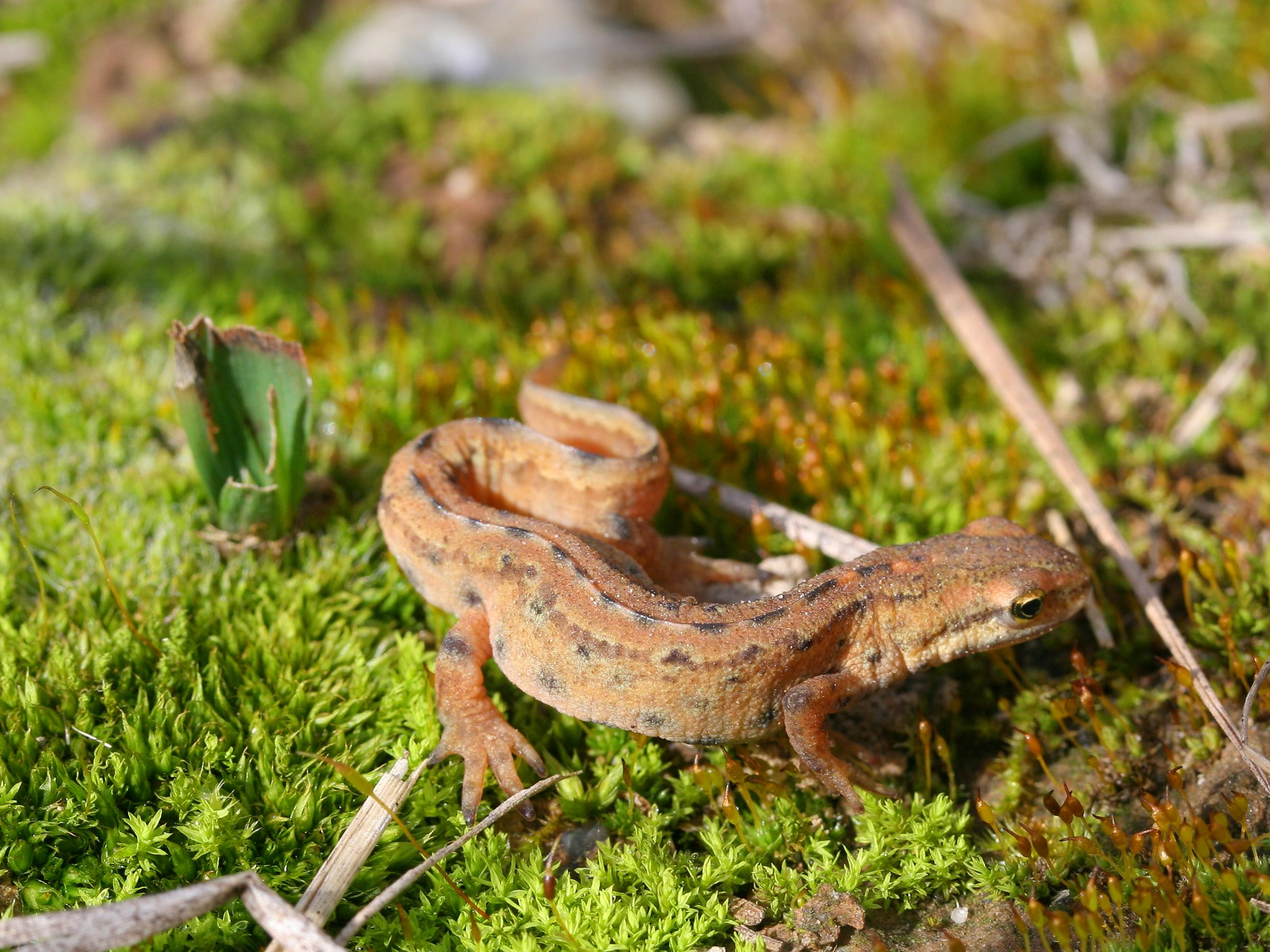
Čolek obecný (Lissotriton vulgaris)
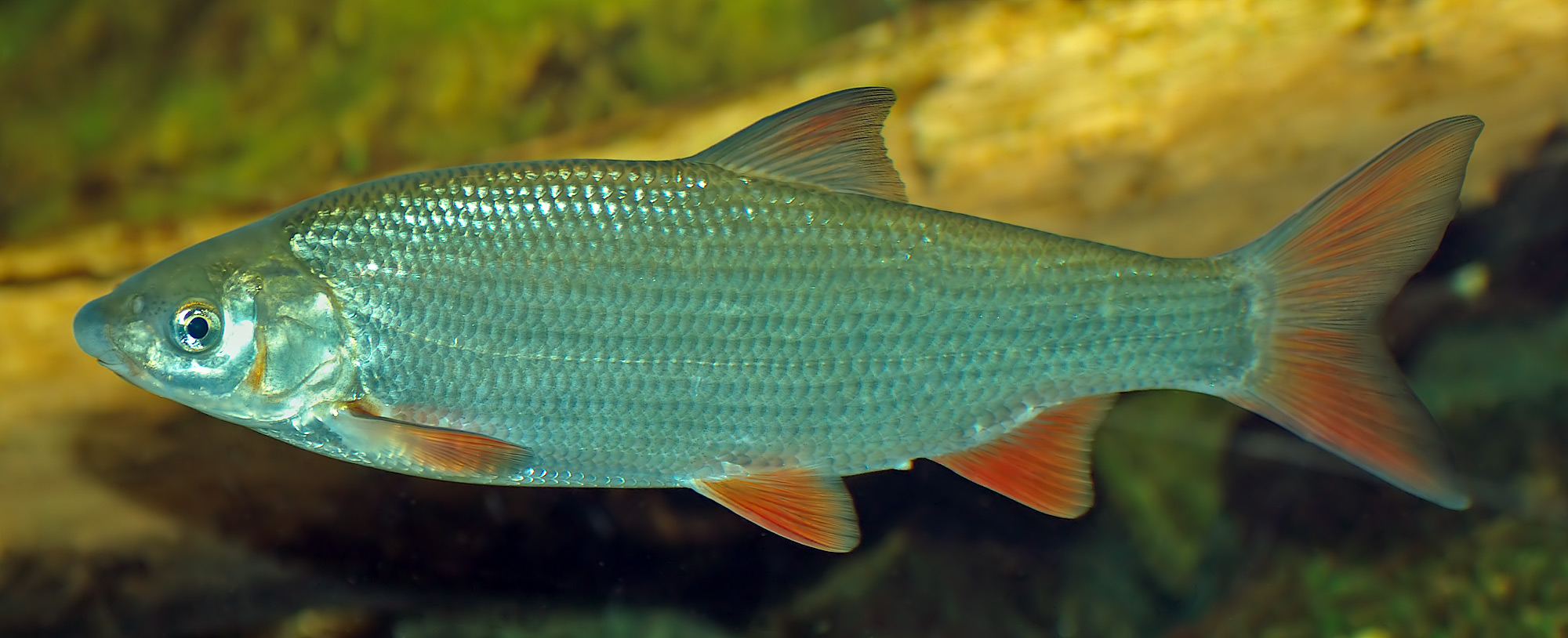
Ostroretka stěhovavá (Chondrostoma nasus)
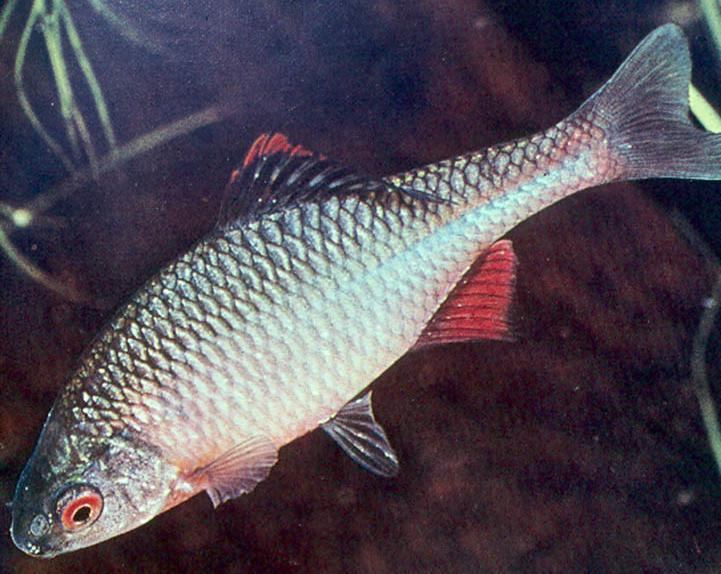
Hořavka duhová (Rhodeus sericeus)

Ukázka některých zákoutí v interiéru zahrady
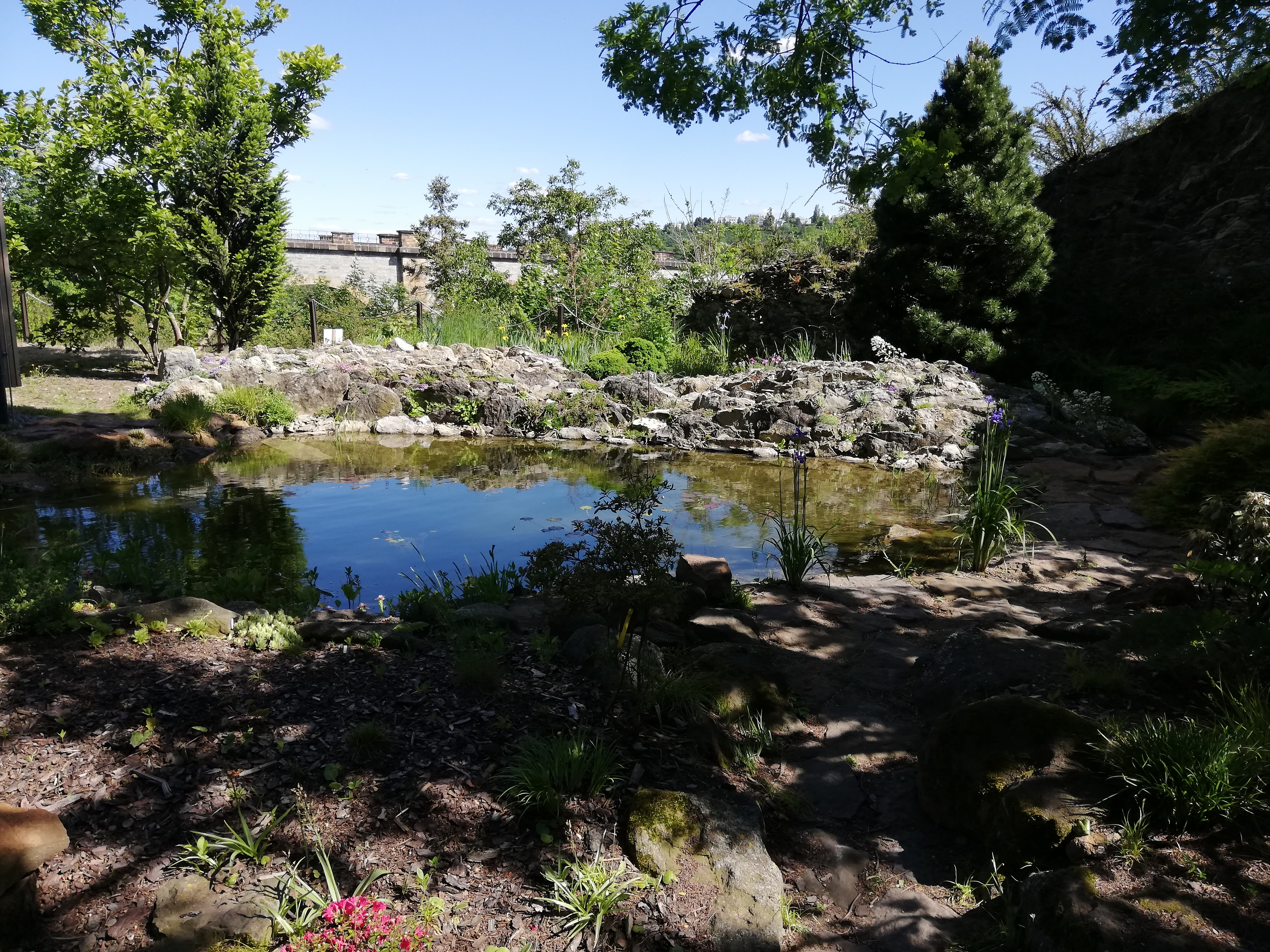
Jezírko (stanoviště č. 8)
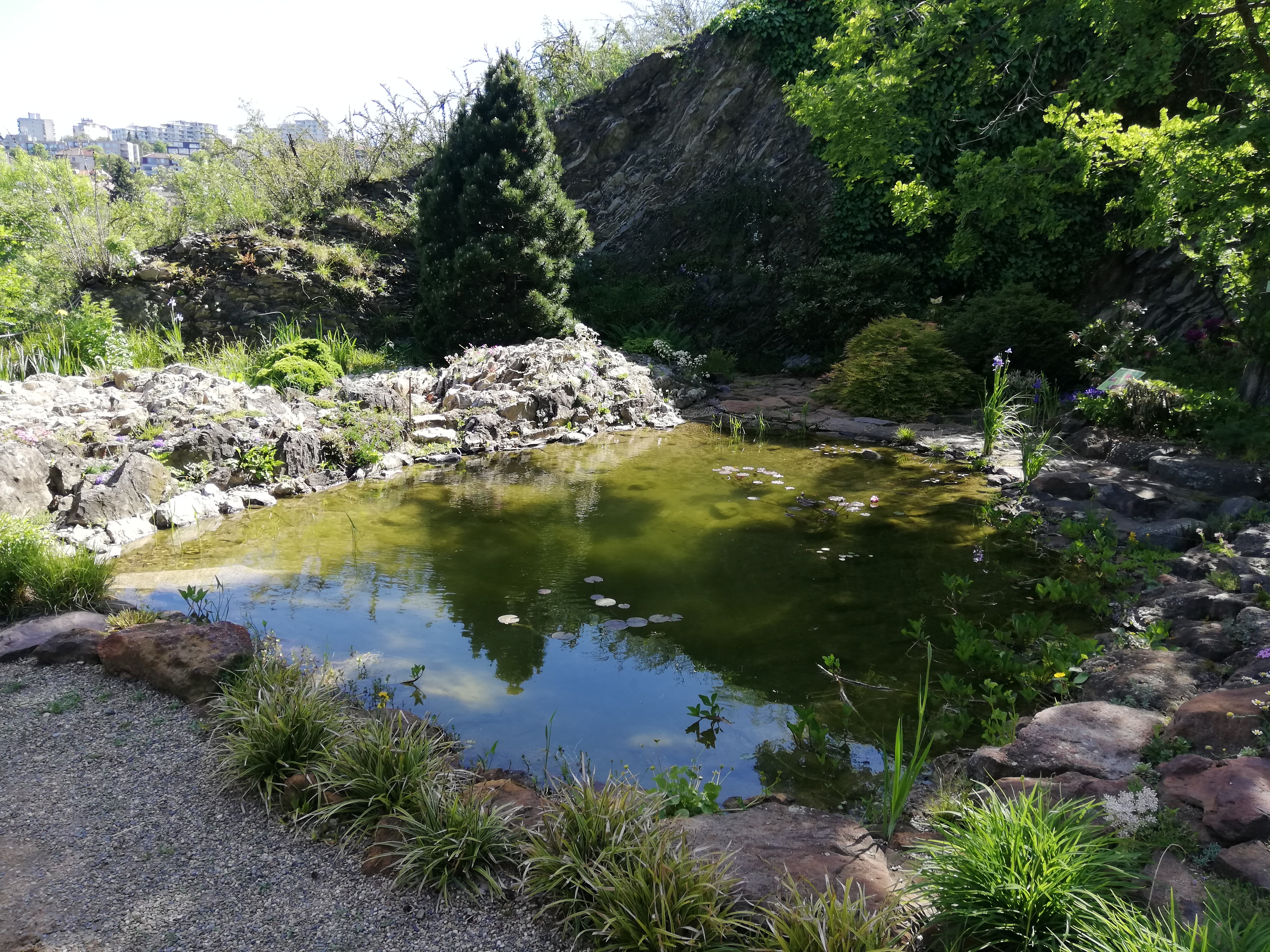
Jezírko, v pozadí paneláková výstavba (sídliště Barrandov)
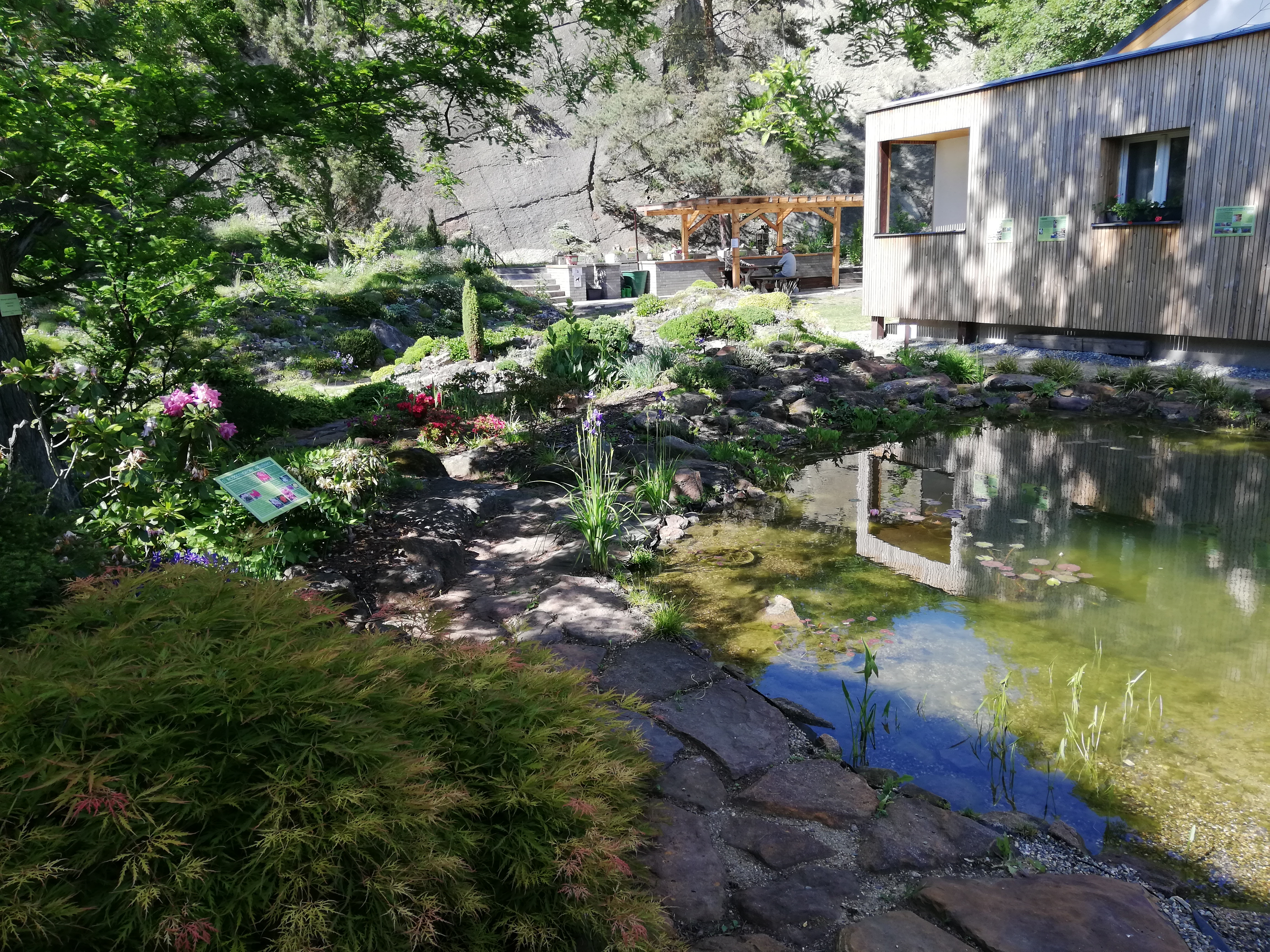
Jezírko, obytná budova v zahradě, v pozadí zahradní pergola
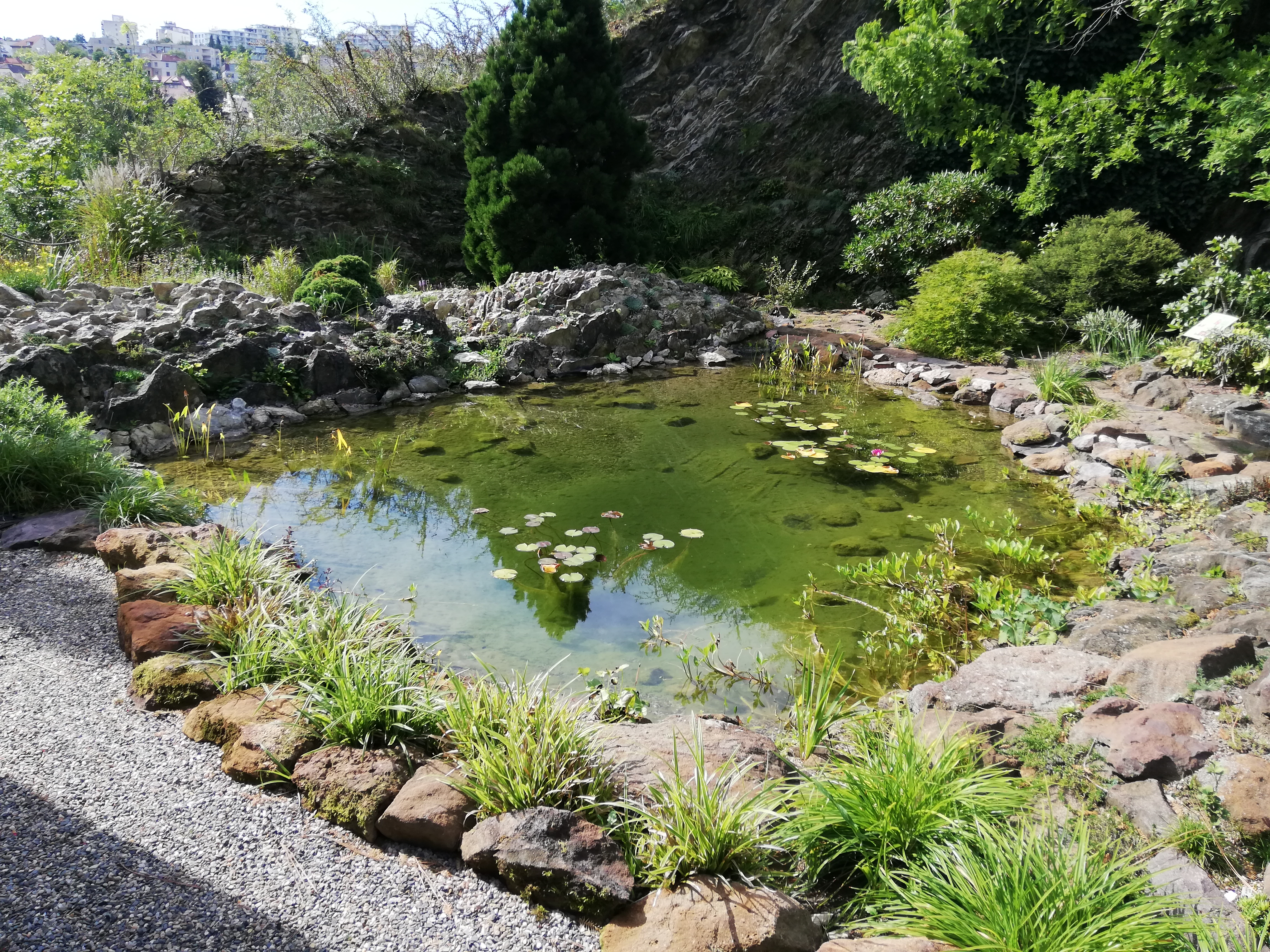
Jezírko, pohled od obytné budovy v zahradě
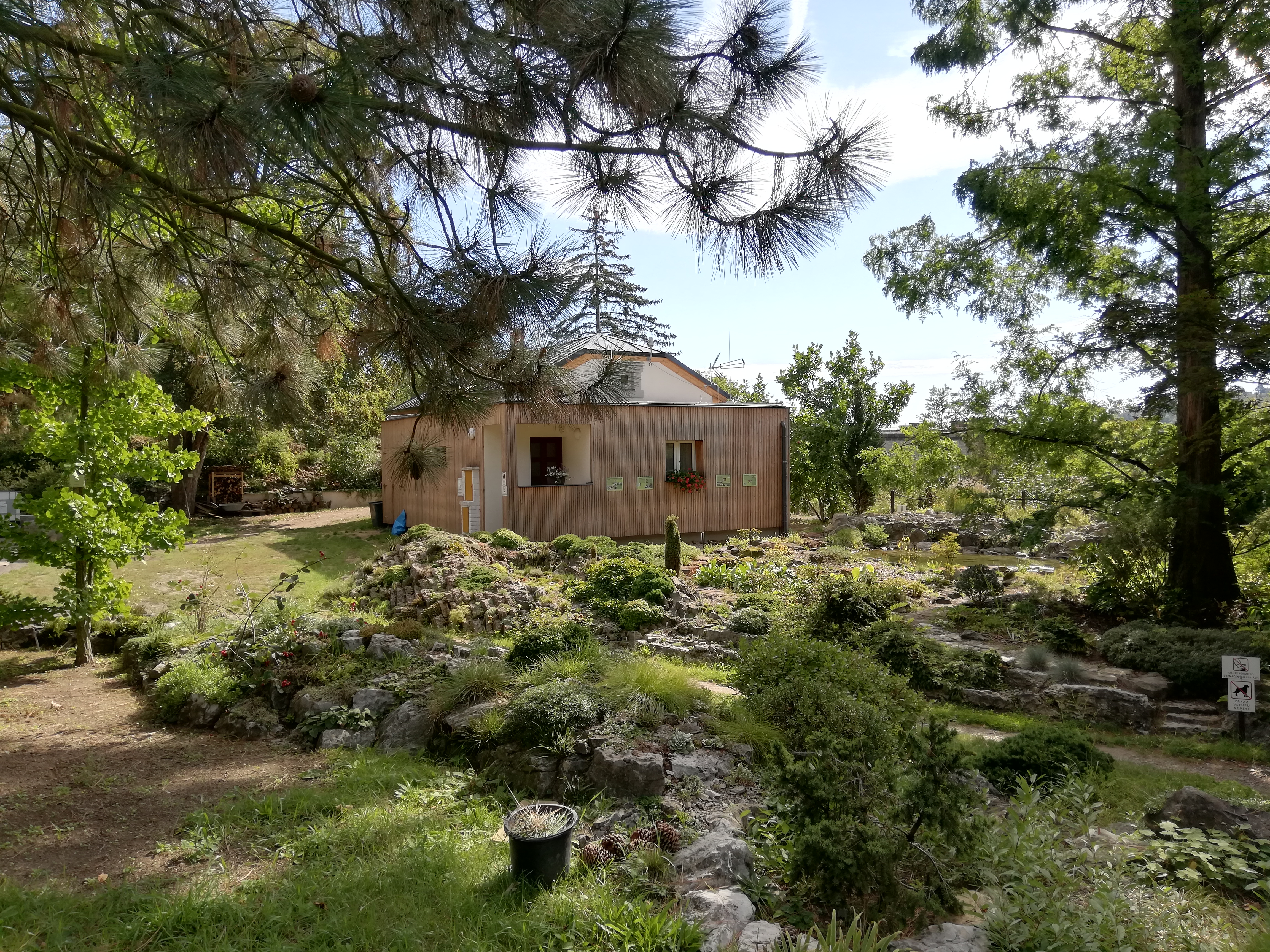
Obytná budova v zahradě
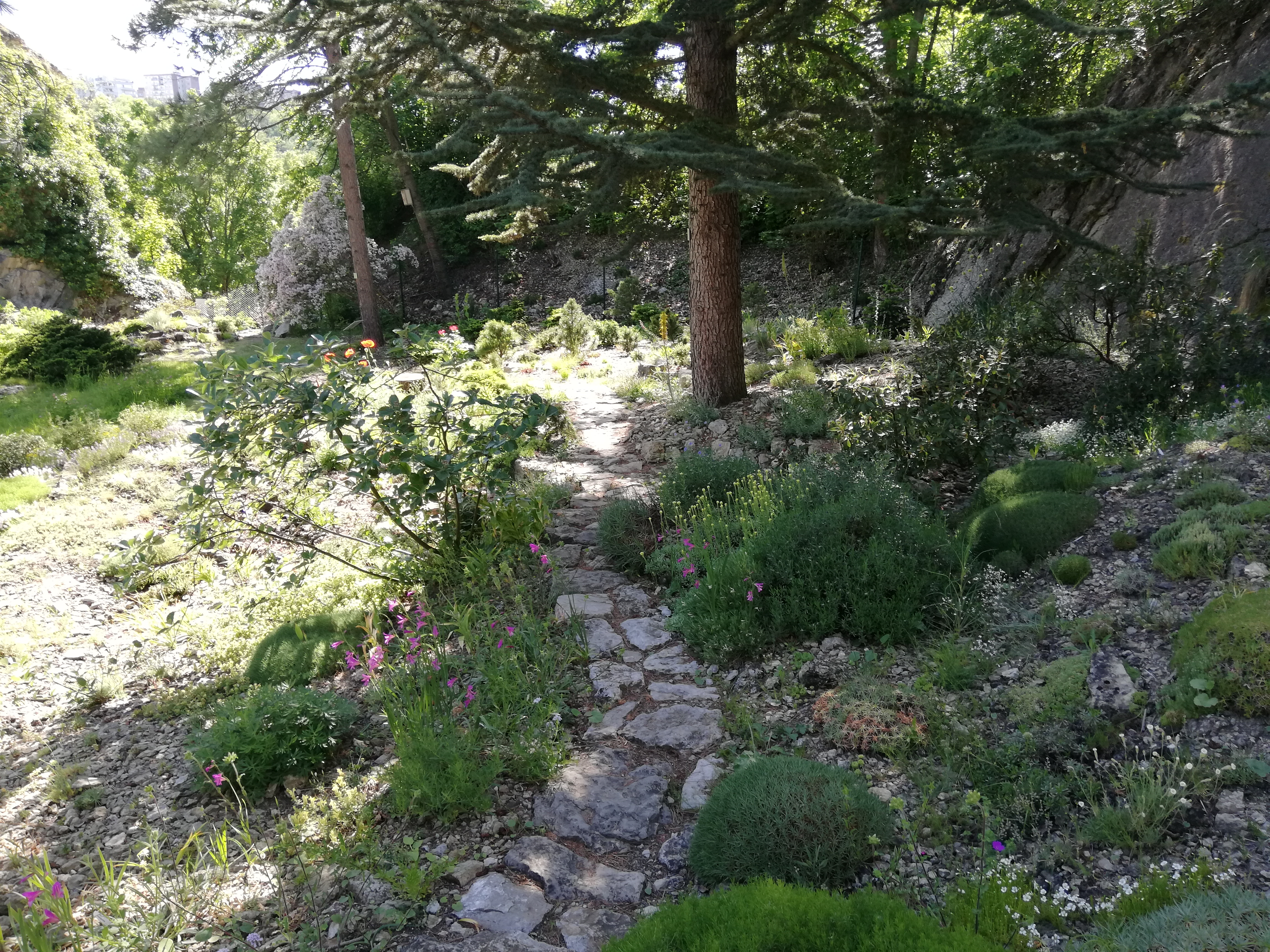
Stezka k záhonu čarověníků (stanoviště č. 2)
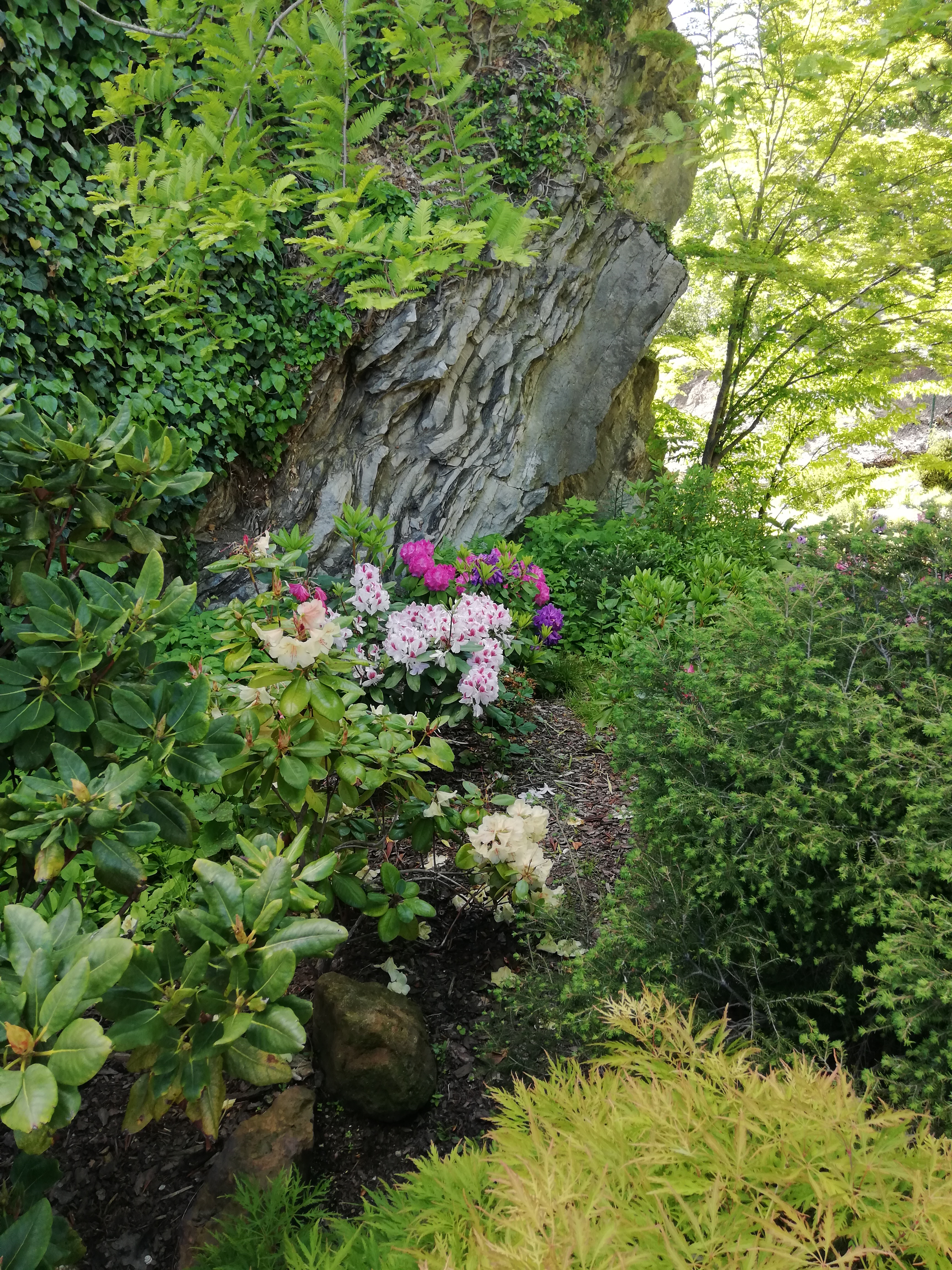
„Stinný skalní převis“